# Liste der Geschützten Kreuzer
In der Liste der Geschützten Kreuzer sind alle zwischen 1881 und 1917 gebauten Geschützten Kreuzer aufgeführt. Geschützte Kreuzer zeichnen sich durch ein im Schiffsinneren befindliches, zu den Schiffsrändern nach Art eines Schildkrötenpanzers nach unten gezogenes Panzerdeck aus, besitzen aber im Gegensatz zu Panzerkreuzern keinen vertikalen Gürtelpanzer. Sie wurden in einer Vielzahl von Ausführungen in stark unterschiedlicher Größe gebaut; so sind die Schiffe der britischen Powerful-Klasse mit mehr als 14.000 t größer als die meisten Panzerkreuzer, während die kleinsten Geschützten Kreuzer (spanische Isla-de-Luzón-Klasse) mit ca. 1000 t an der Grenze zum Kanonenboot lagen. Nachfolger der Geschützten Kreuzer wurden ab etwa 1910 die Leichten Kreuzer, die in der Regel auch vertikalen Panzerschutz erhielten.

## Liste der Schiffe

### Argentinien
- Patagonia (1885)
- Veinticinco de Mayo (1890)
- Nueve de Julio (1892)
- Buenos Aires (1895)

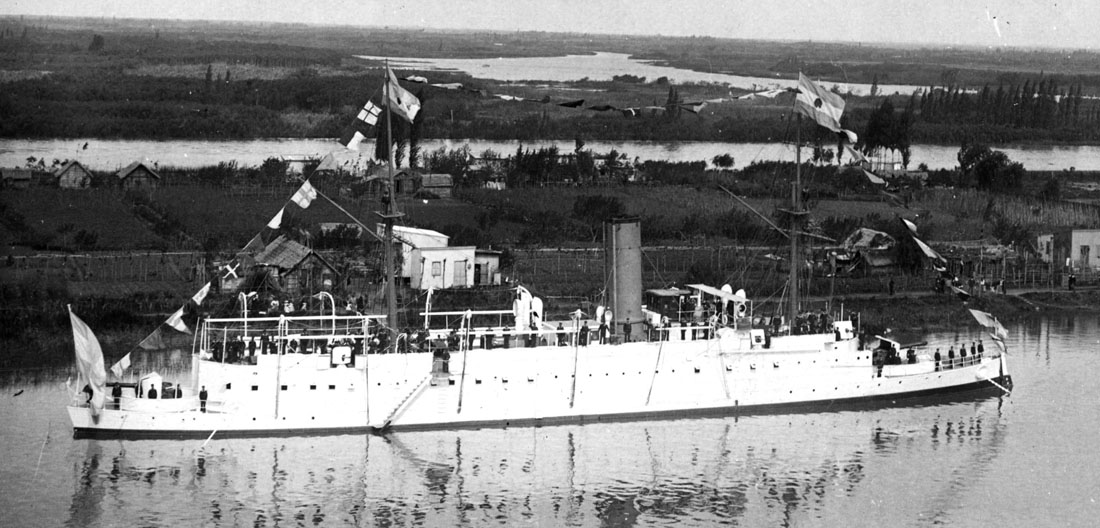
ARA Patagonia
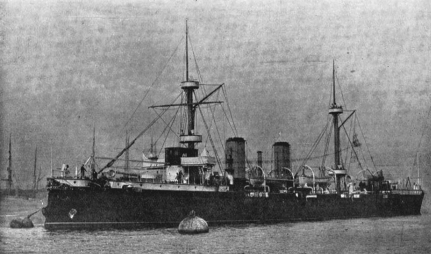
ARA Veinticinco de Mayo
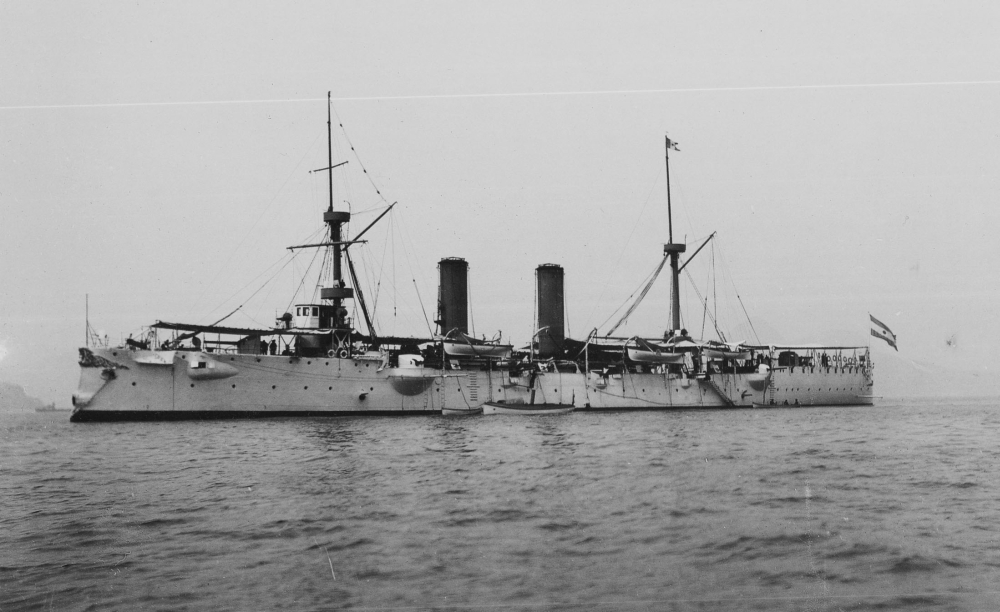
ARA Nueve de Julio
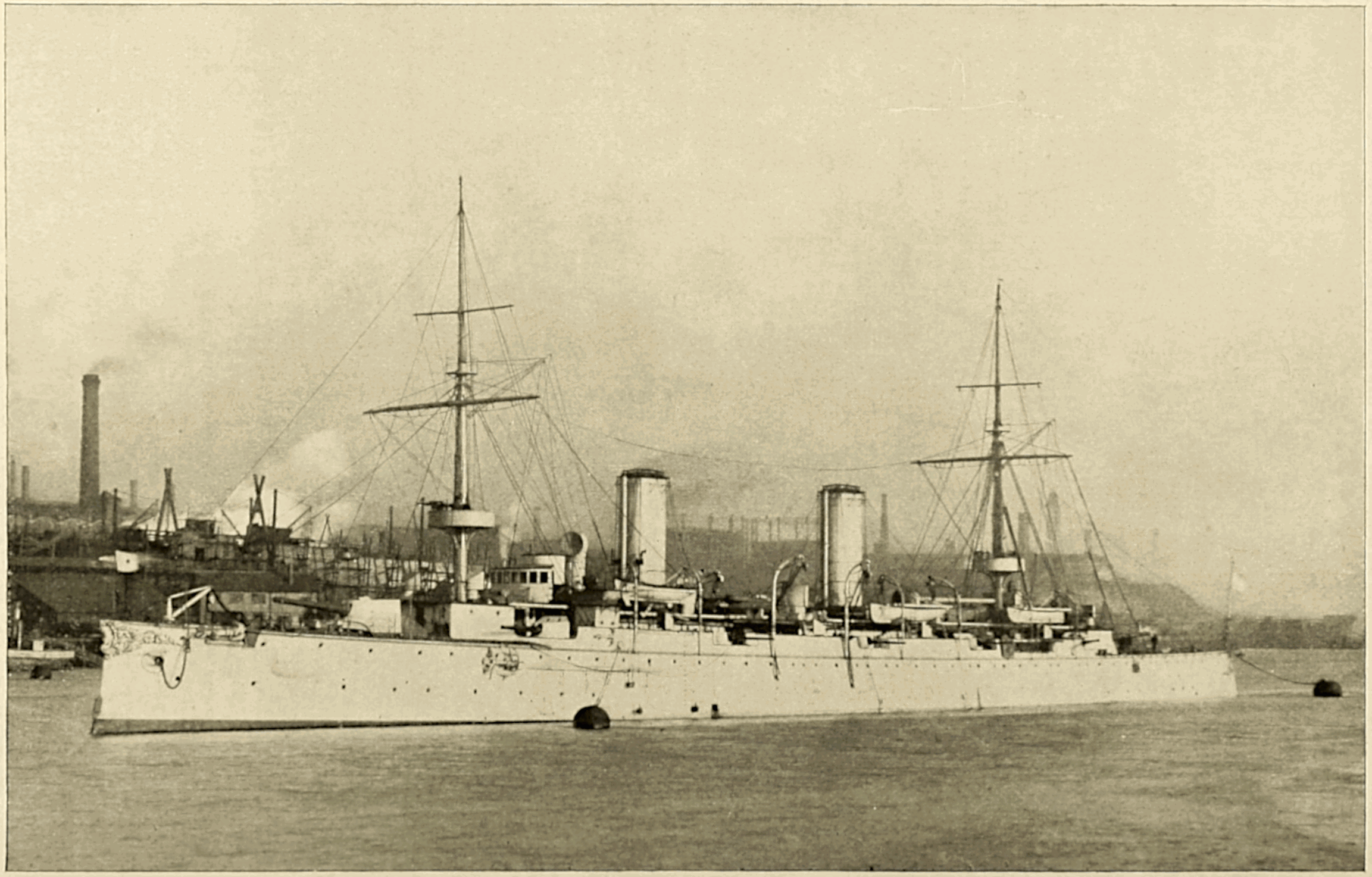
ARA Buenos Aires

### Brasilien
- Almirante Tamandaré (1890)
- Benjamin Constant (1892) – Schulkreuzer
- República (1892)
- Almirante Barroso (1896)

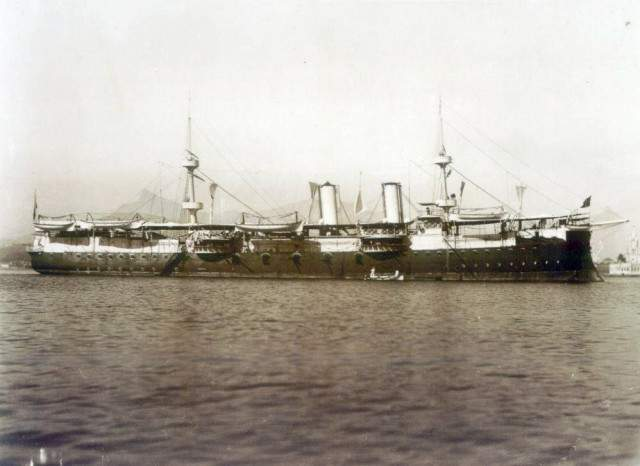
Almirante Tamandaré
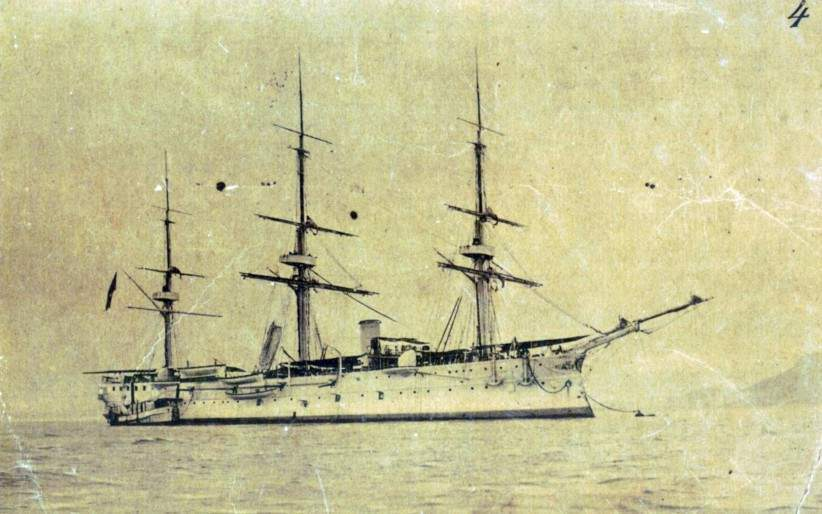
Benjamin Constant
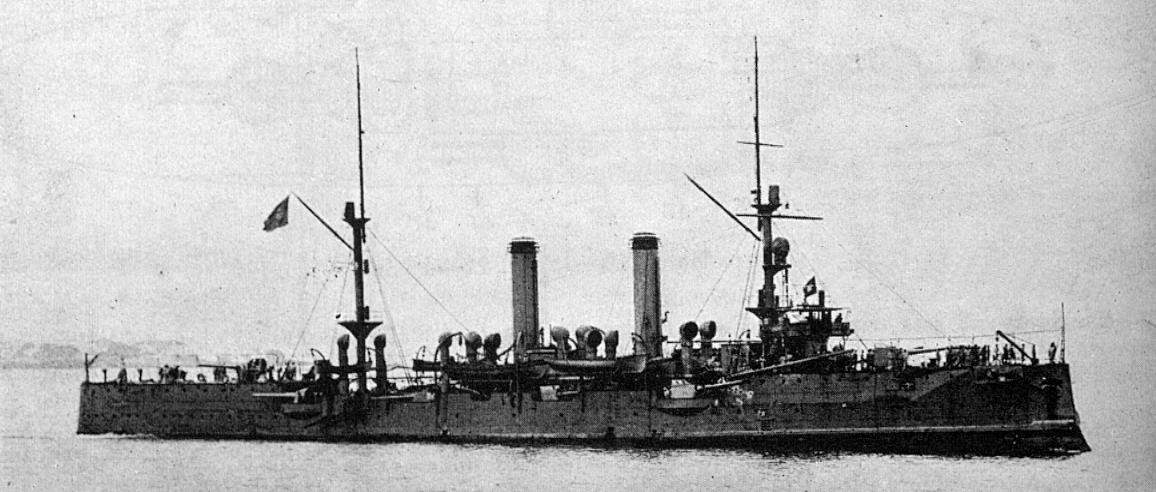
Almirante Barroso

### Chile
- Esmeralda (1883) – erster geschützter Kreuzer, 1894 an Japan verkauft
- Presidente-Errázuriz-Klasse
  - Presidente Errázuriz (1890)
  - Presidente Pinto (1890)
- Blanco Encalada (1893)
- Ministro Zenteno (1896, urspr. brasilian.) – wie Almirante Barroso, 1895 angekauft
- Chacabuco (1898) – Schwesterschiff zu japan. Takasago, 1902 angekauft

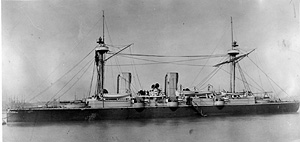
Esmeralda
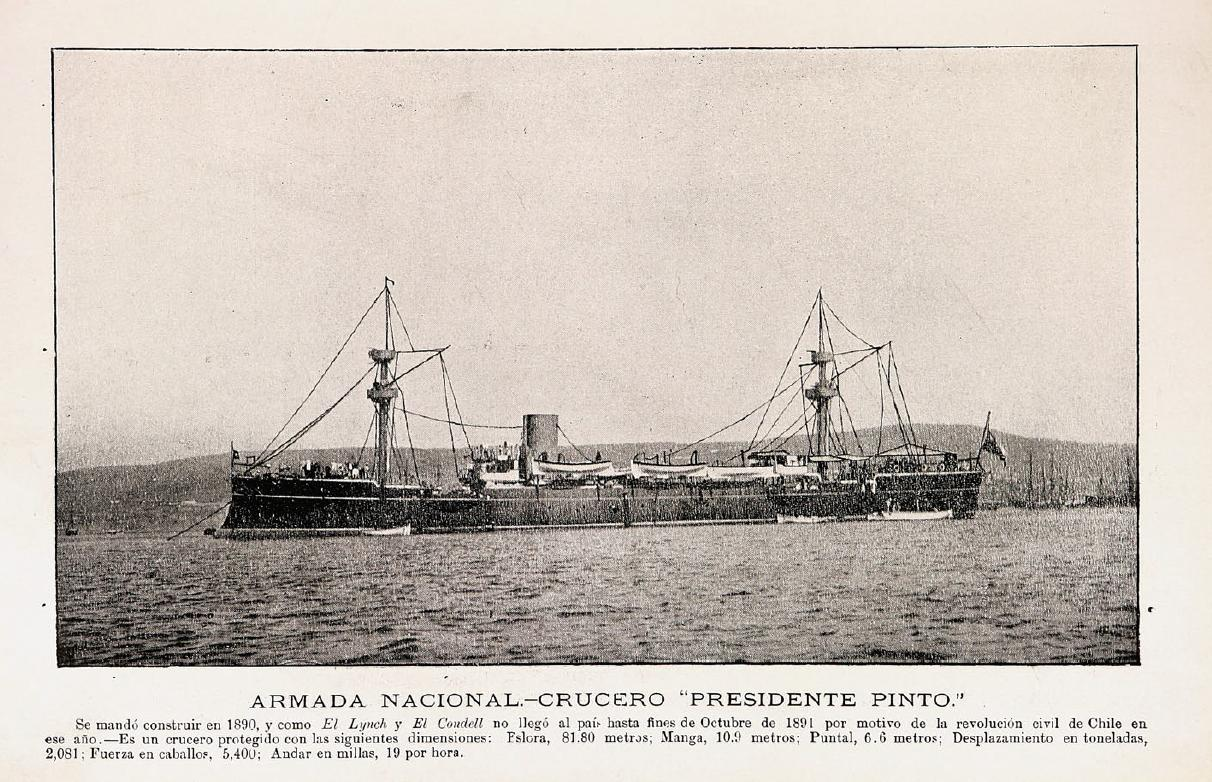
Presidente Pinto
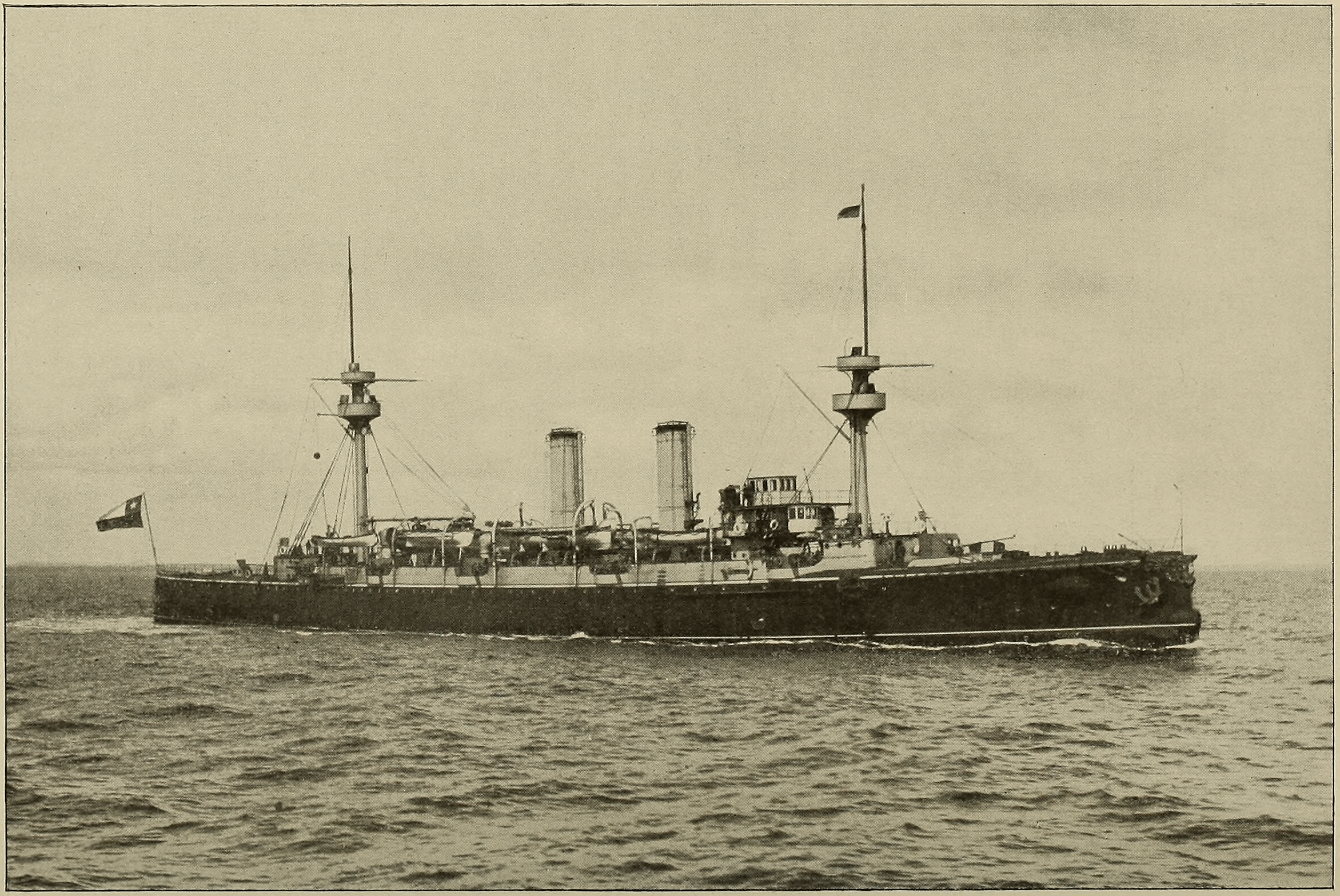
Blanco Encalada
Ministro Zenteno
Chacabuco

### China
Die Namen der chinesischen Schiffe sind in der zu ihrer Dienstzeit und in der Literatur üblichen Wade-Giles-Umschrift angegeben, ergänzt um die heute übliche Pinyin-Umschrift.
- Tsi Yuen (Pinyin: Jìyuăn) (1883) – 1895 in Weihaiwei (heute: Weihai) an Japan verloren und in Saien umbenannt
- Chih-Yuen-Klasse
  - Chih Yuen (Pinyin: Zhìyuǎn) (1886)
  - Ching Yuen (Pinyin: Jìngyuăn) (1886)
- Hai-Yung-Klasse
  - Hai Yung (Pinyin: Hǎiróng) (1897)
  - Hai Cho (Pinyin: Hǎichóu) (1897)
  - Hai Shen (Pinyin: Hǎichēn) (1898)
- Hai-Chi-Klasse
  - Hai Tien (Pinyin: Hǎitiān) (1897)
  - Hai Chi (Pinyin: Hǎiqí) (1898)
- Chao-Ho-Klasse
  - Chao Ho (Pinyin: Zhàohé) (1911)
  - Ying Swei (Pinyin: Yīngruì) (1911)

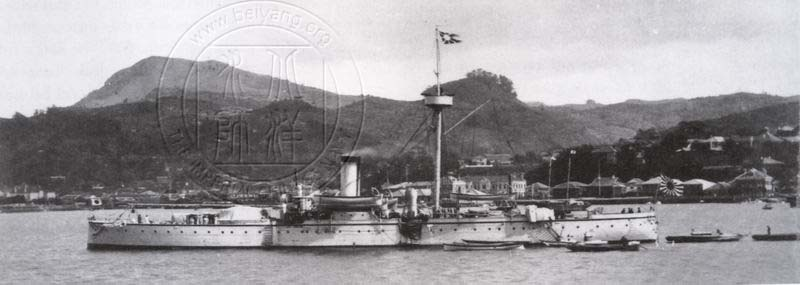
Tsi Yuan, bereits als japanische Saien
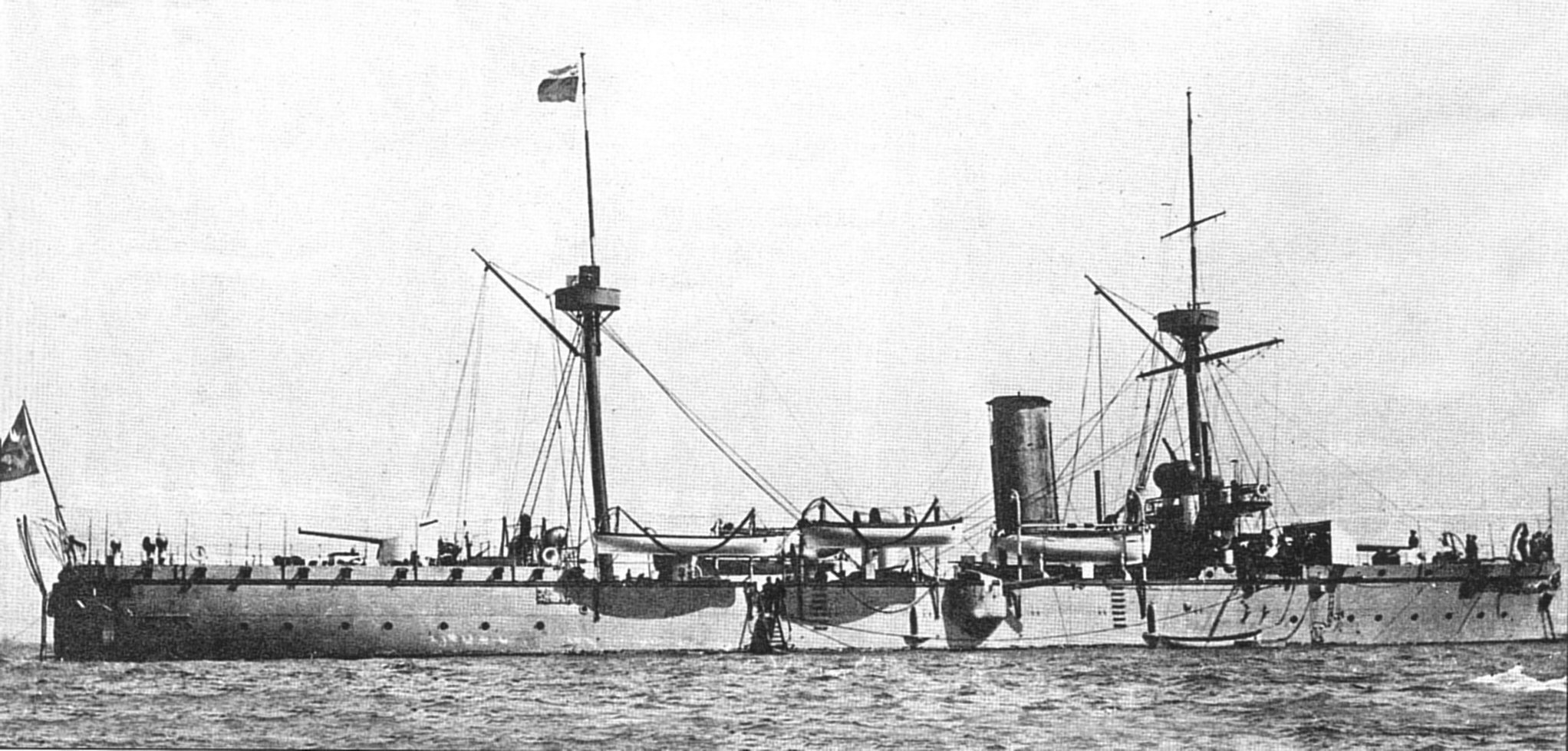
Ching Yuen
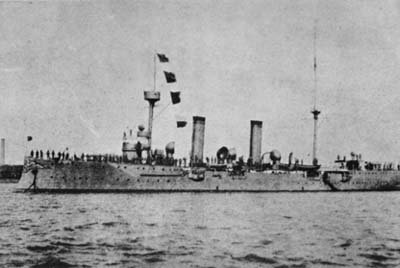
Hai Yung
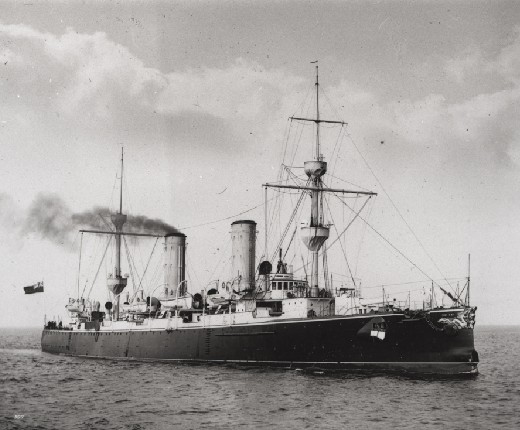
Hai Tien
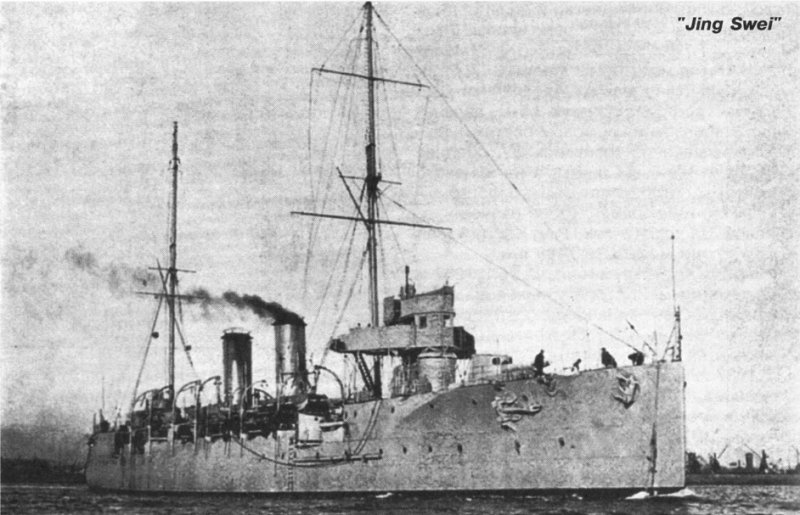
Ying Swei

### Dänemark
- Valkyrien (1888)
- Hekla-Klasse
  - Hekla (1890)
  - Gejser (1892)
  - Heimdal (1894)

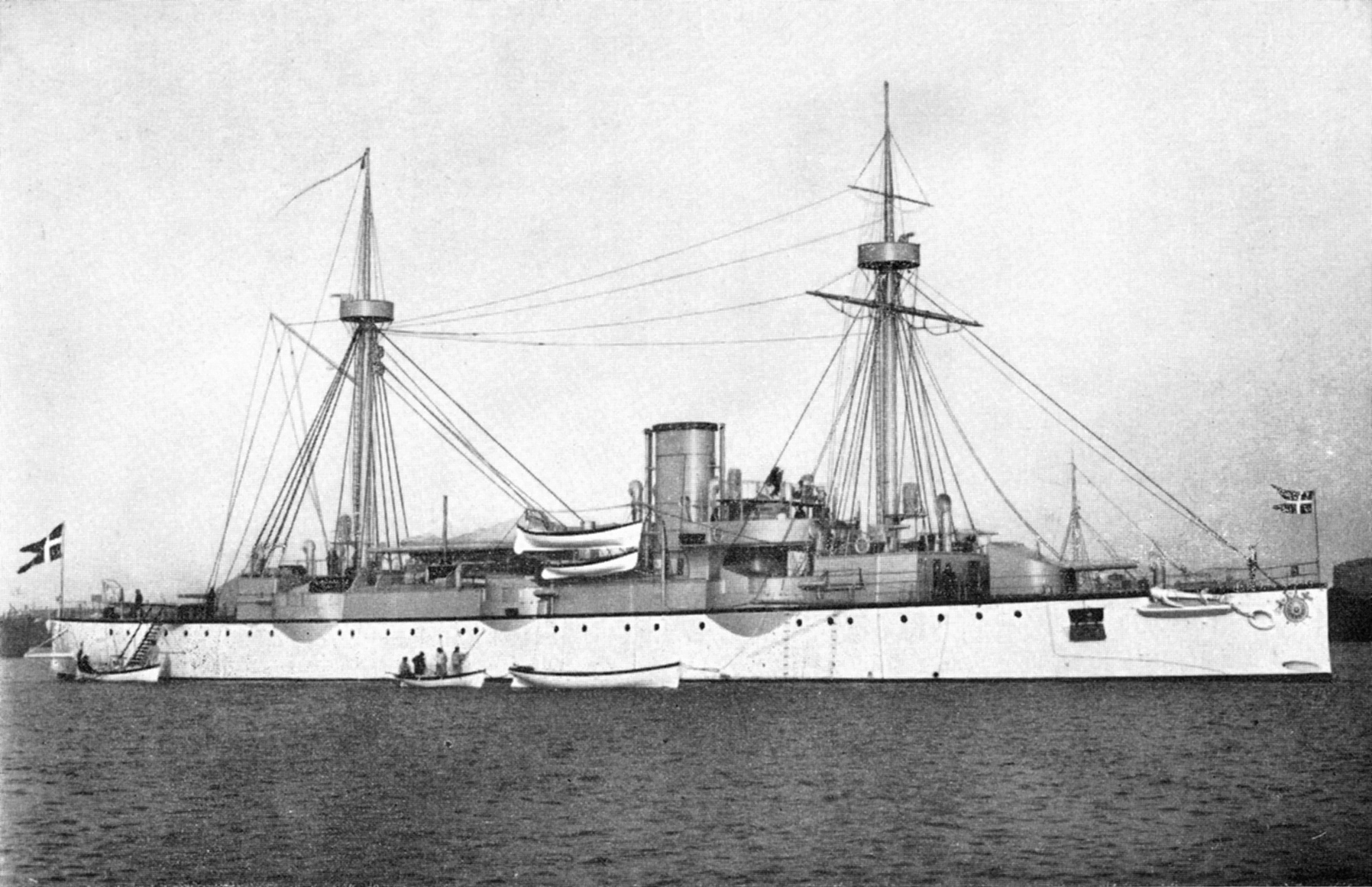
Valkyrien
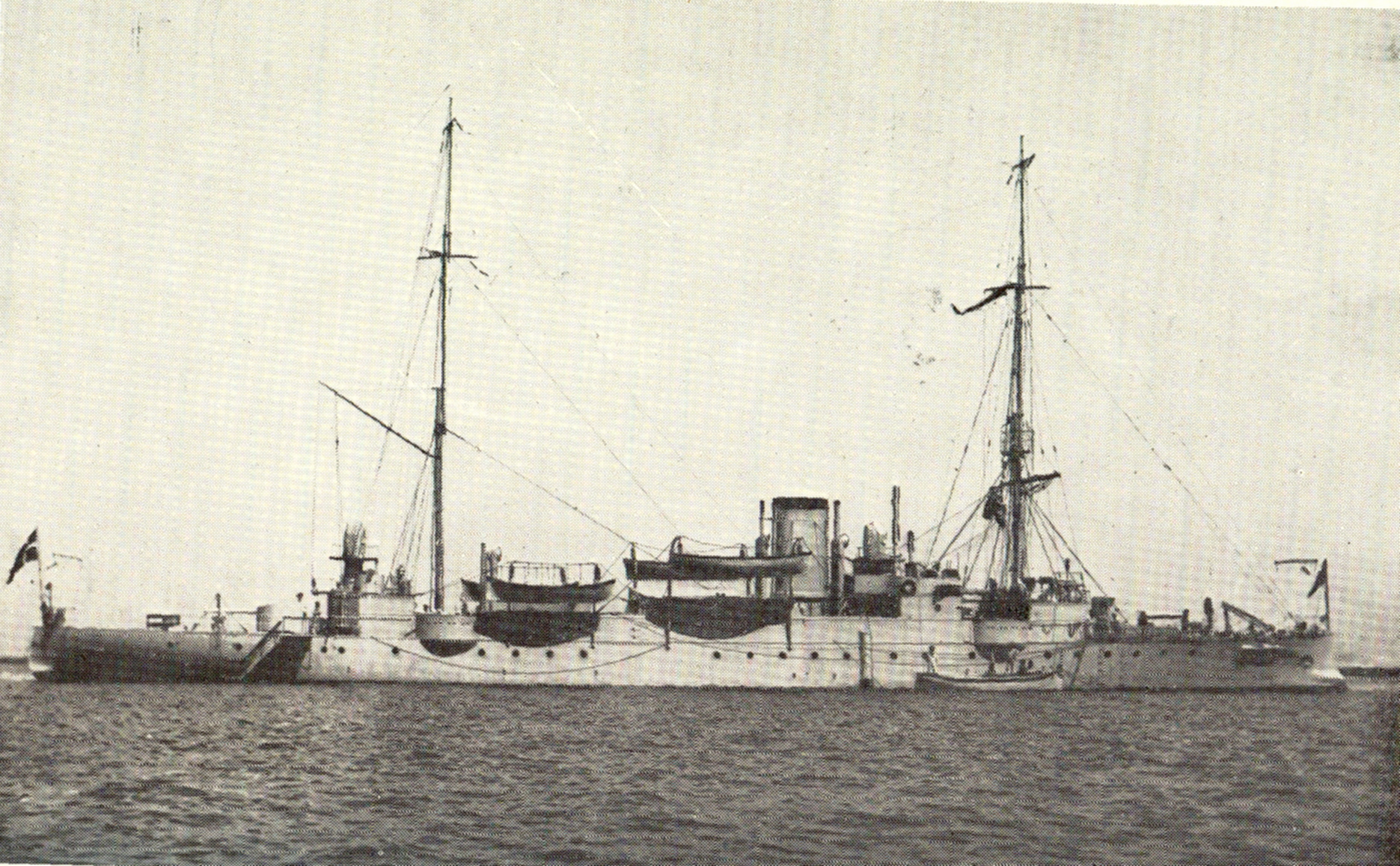
Hekla
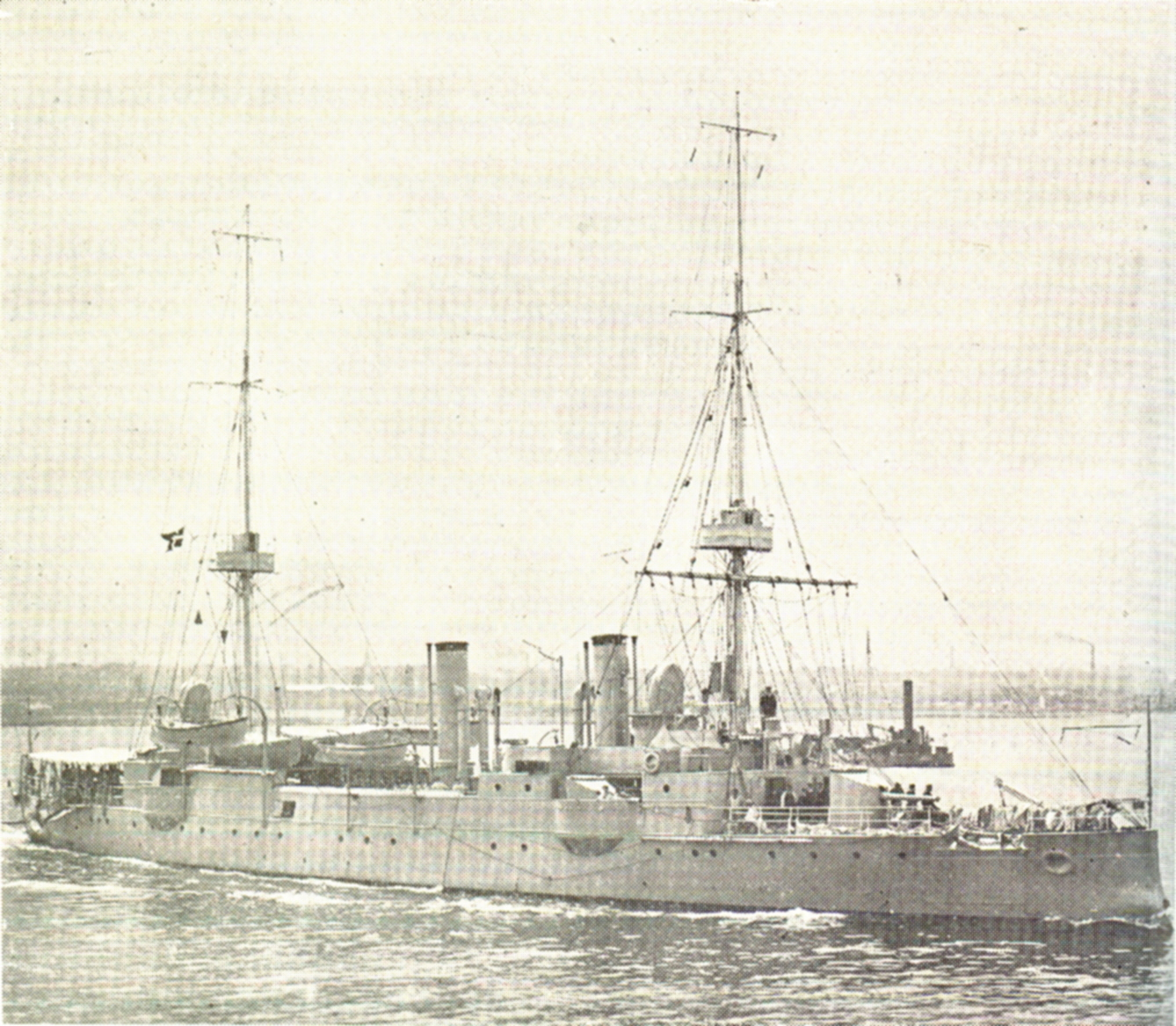
Gejser
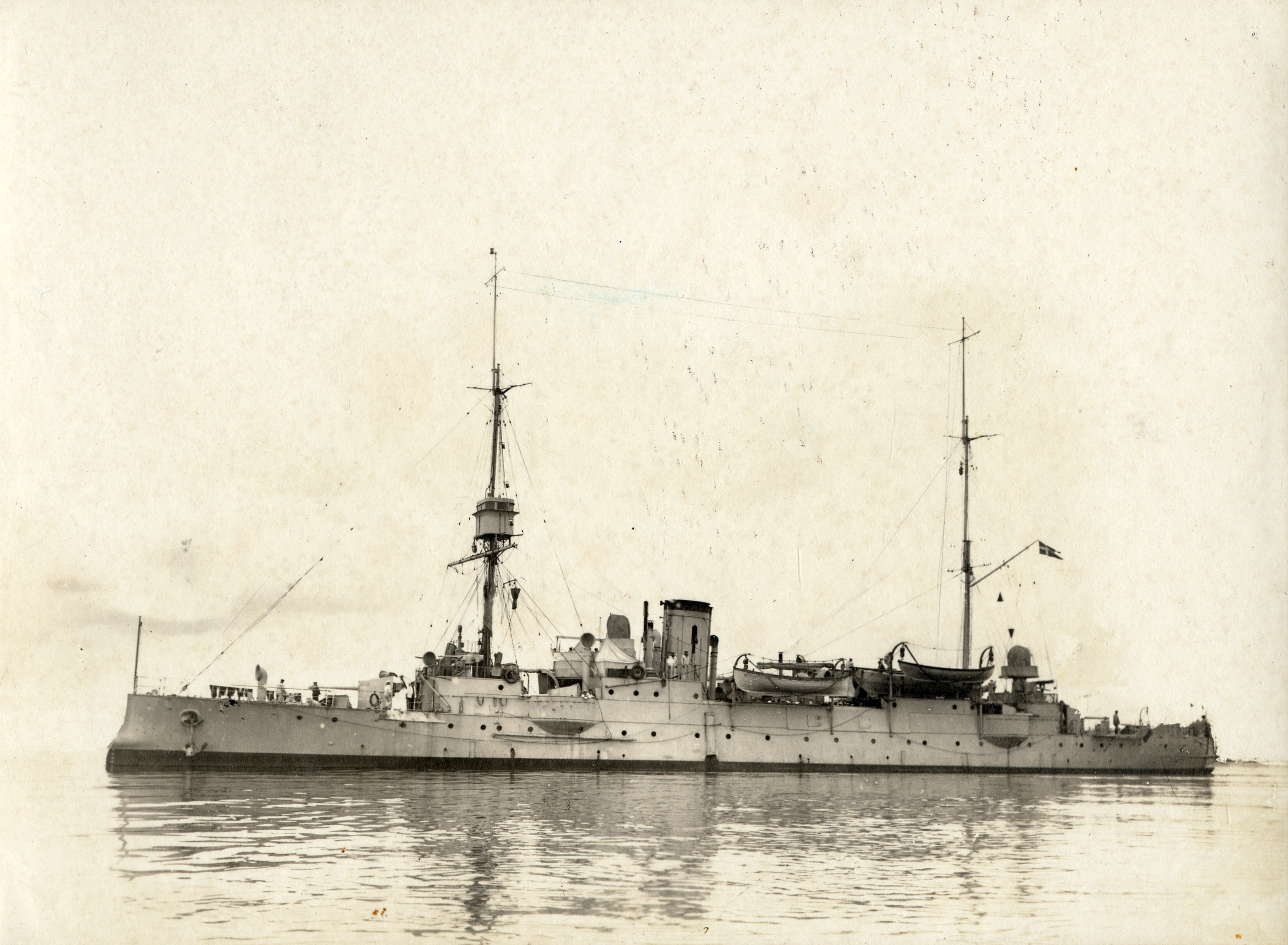
Heimdal

### Deutschland

#### Große Kreuzer
- Kaiserin Augusta (1892)
- Victoria-Louise-Klasse
  - Victoria Louise (1897)
  - Hertha (1897)
  - Freya (1897)
  - Vineta (1897)
  - Hansa (1898)

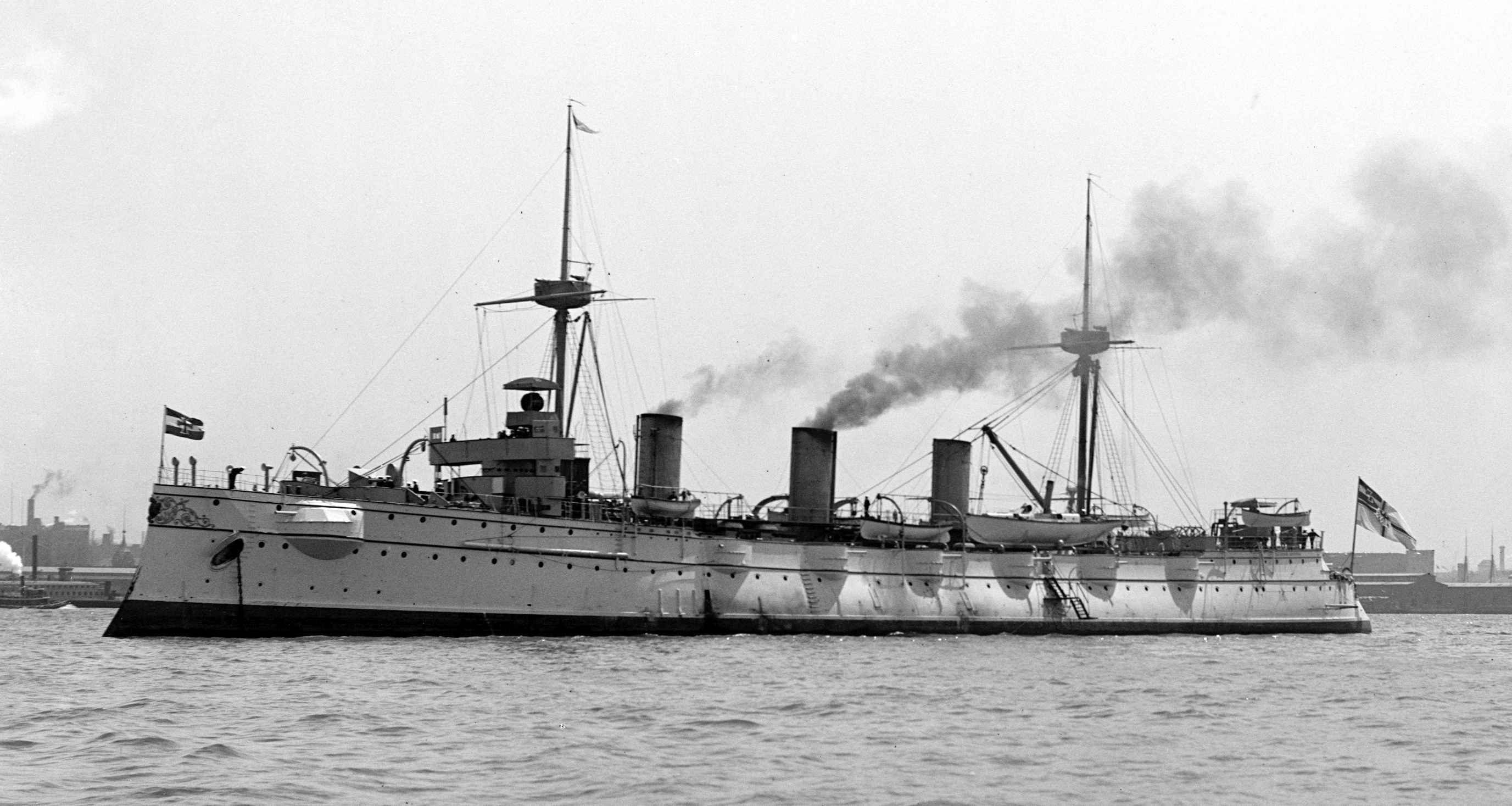
Kaiserin Augusta
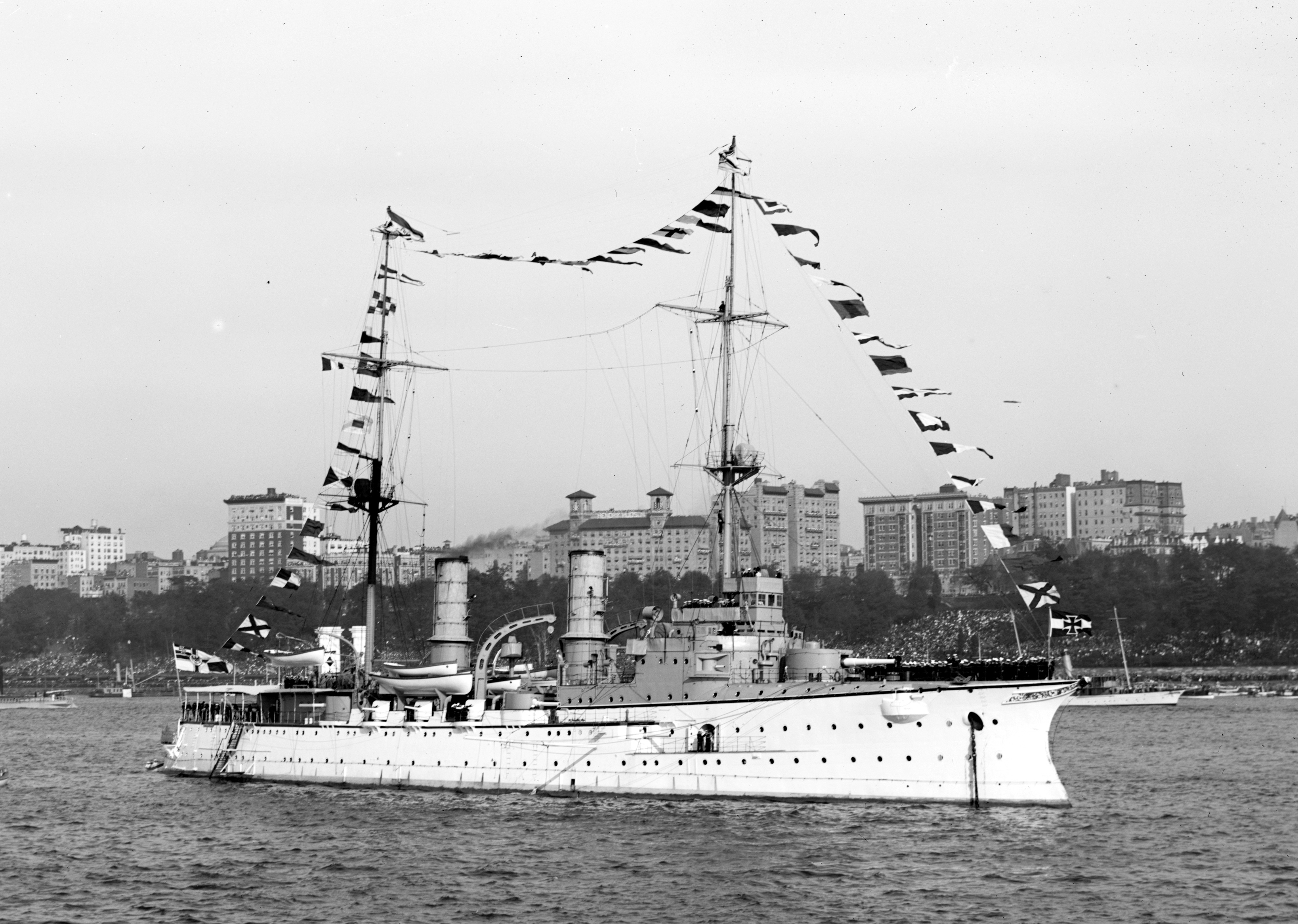
Victoria Louise
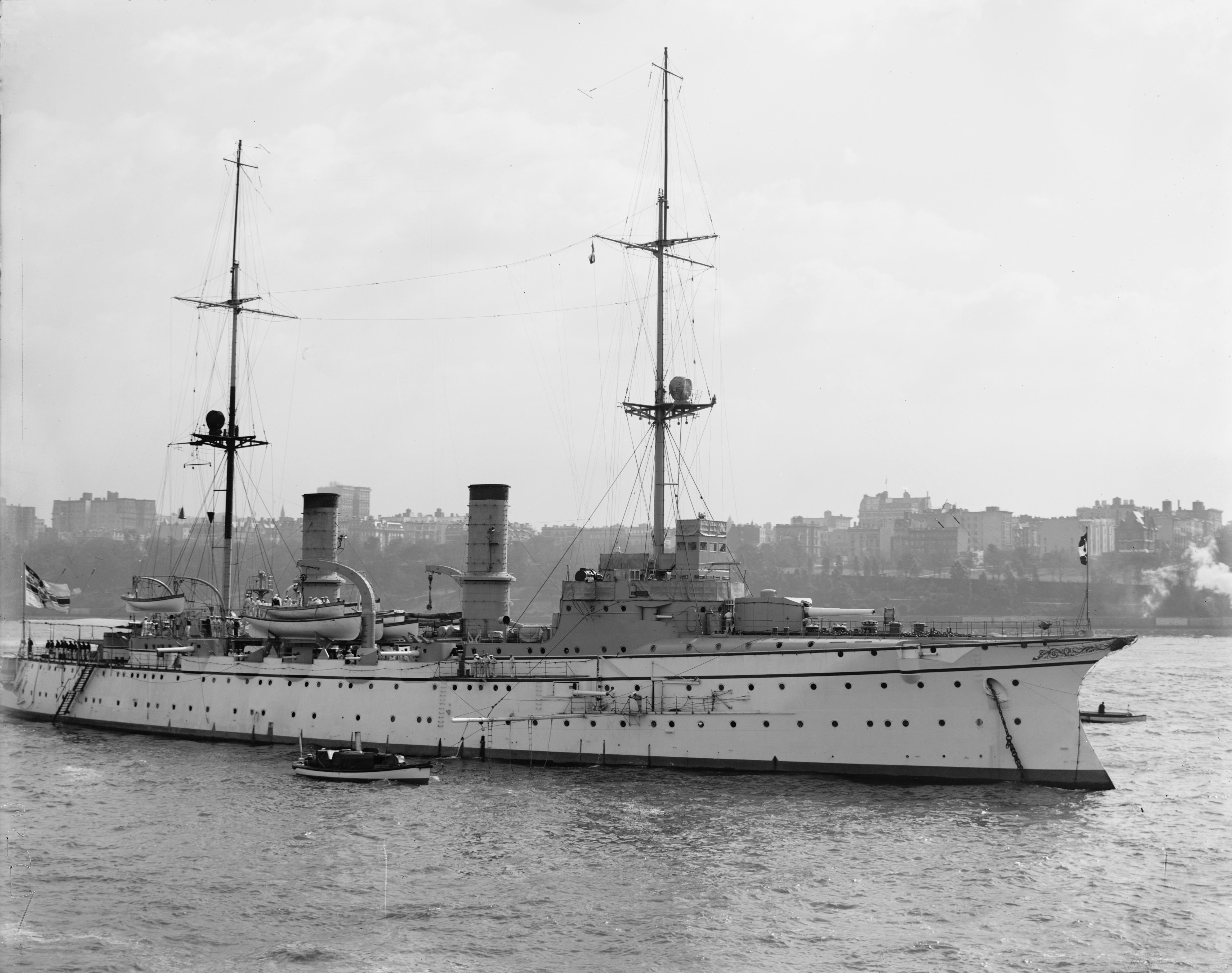
Hertha
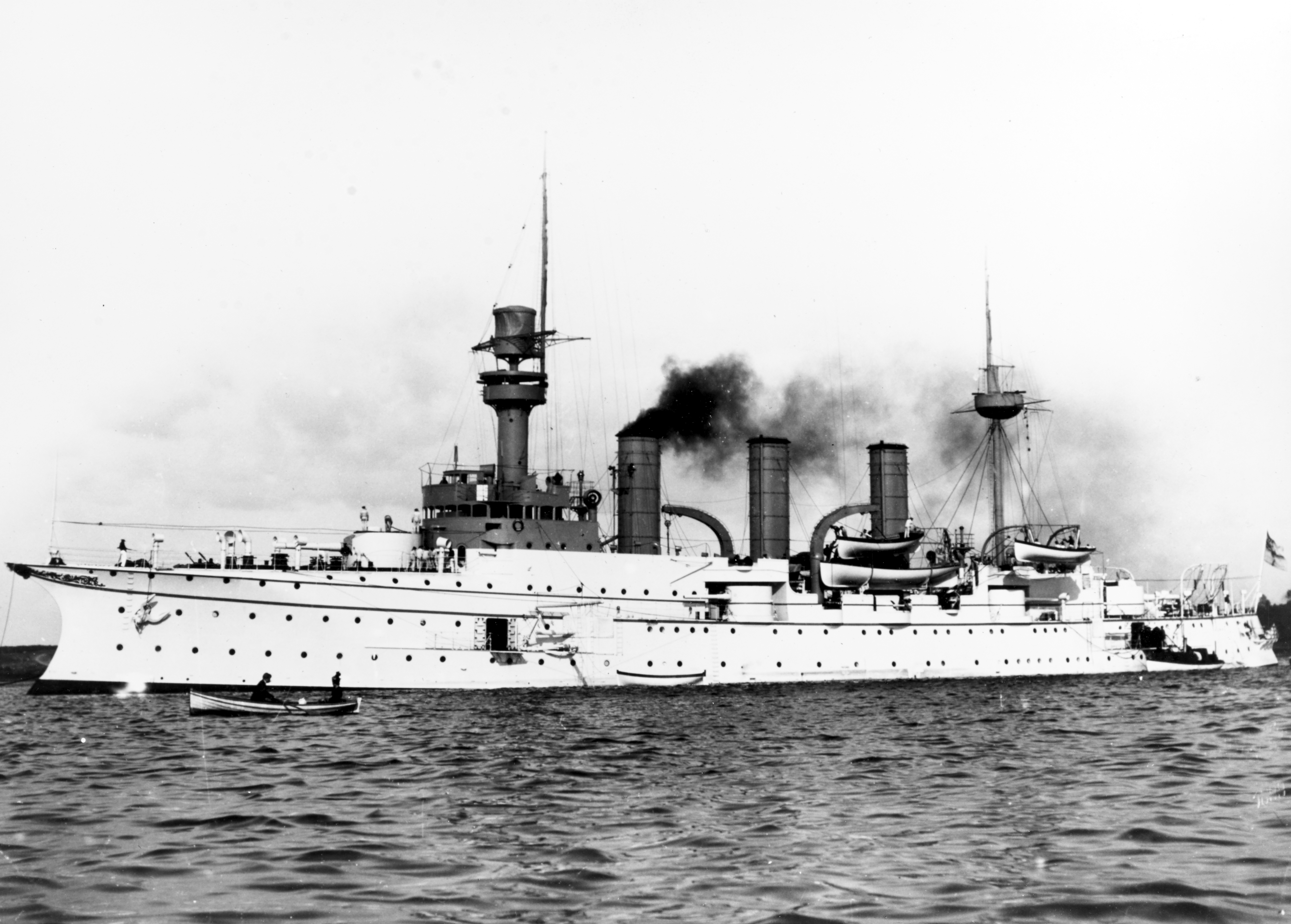
Hansa

#### Kleine Kreuzer
- Irene-Klasse
  - Irene (1887)
  - Prinzeß Wilhelm (1887)
- Gefion (1893)
- Gazelle-Klasse
  - Gazelle (1898)
  - Niobe (1899) – 1925 an Jugoslawien verkauft, zum Schulkreuzer umgebaut und in Dalmacija umbenannt
  - Nymphe (1899)
  - Thetis (1900)
  - Ariadne (1900)
  - Amazone (1900)
  - Medusa (1900)
  - Frauenlob (1902)
  - Arcona (1902)
  - Undine (1902)
- Bremen-Klasse
  - Bremen (1903)
  - Hamburg (1903)
  - Berlin (1903)
  - Lübeck (1904)
  - München (1904)
  - Leipzig (1905)
  - Danzig (1905)
- Königsberg-Klasse
  - Königsberg (1905)
  - Nürnberg (1906)
  - Stuttgart (1906)
  - Stettin (1907)
- Dresden-Klasse
  - Dresden (1907)
  - Emden (1908)
- Kolberg-Klasse
  - Kolberg (1908) – 1920 an Frankreich übergeben und in Colmar umbenannt
  - Mainz (1909)
  - Cöln (1909)
  - Augsburg (1909)

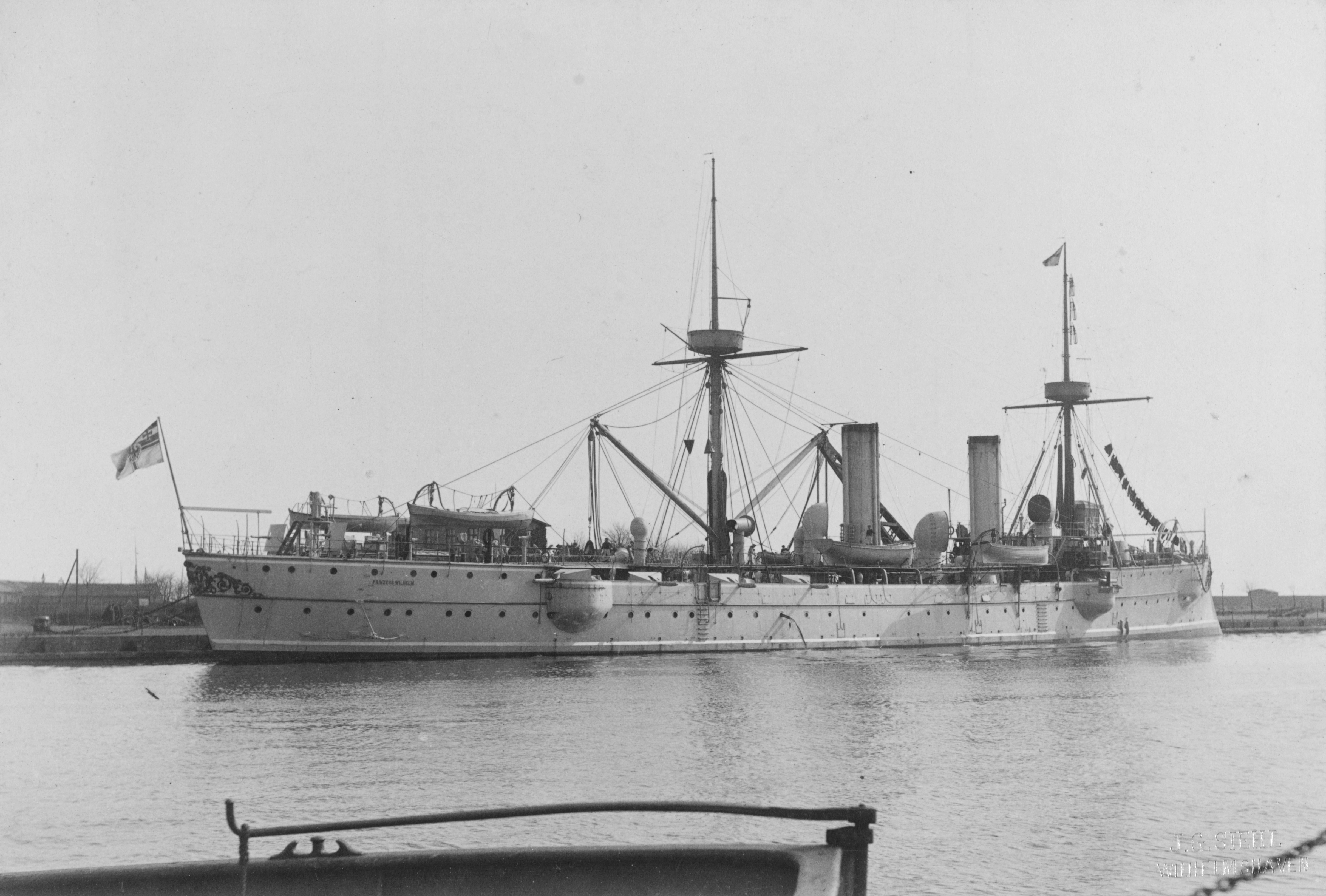
SMS Prinzeß Wilhelm
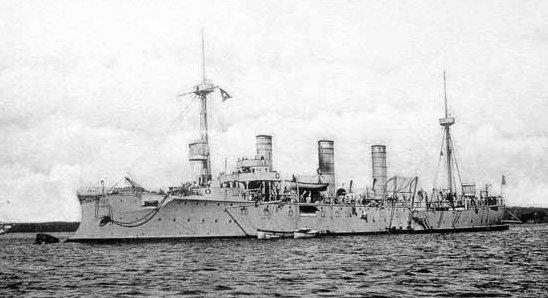
SMS Gefion
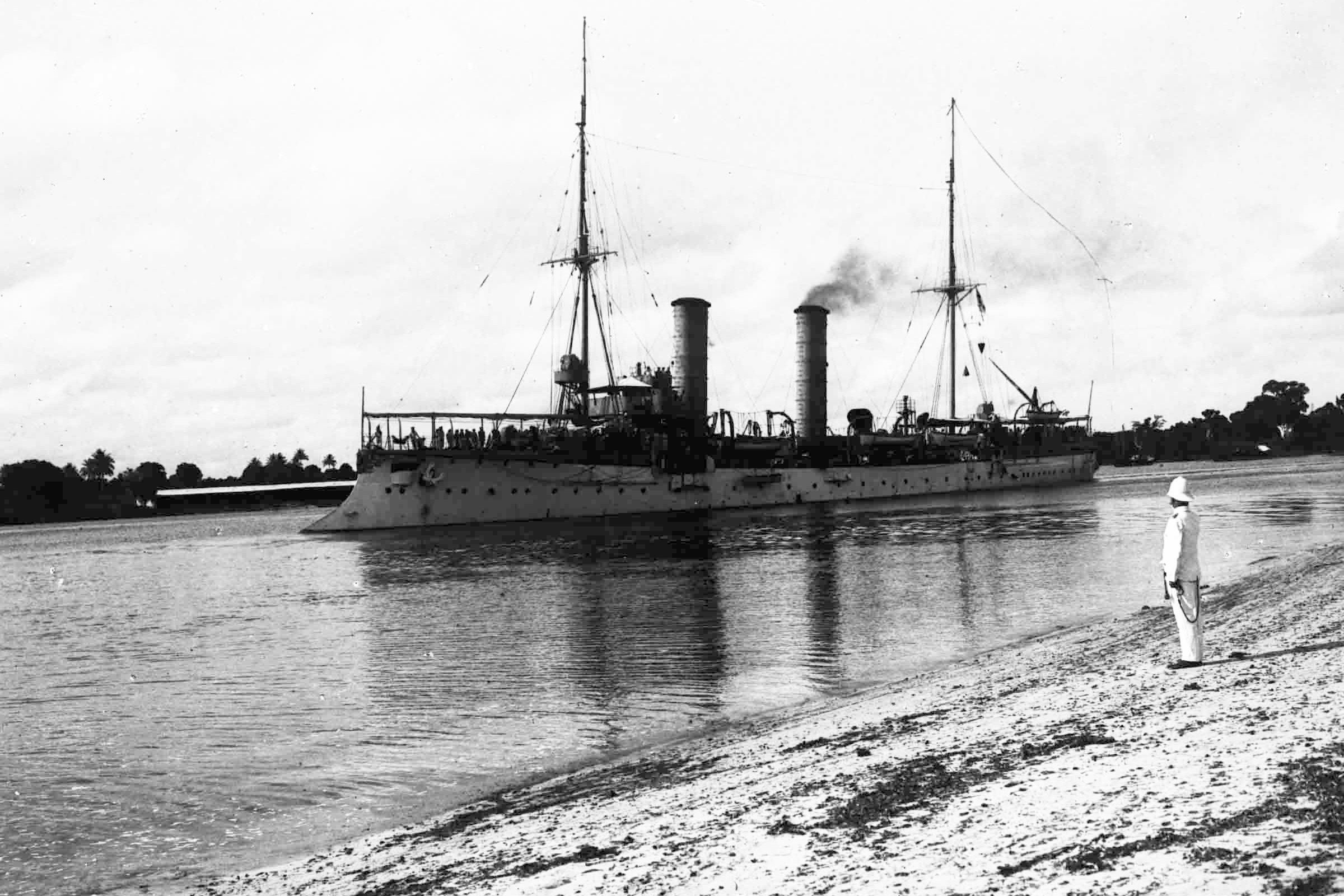
SMS Thetis
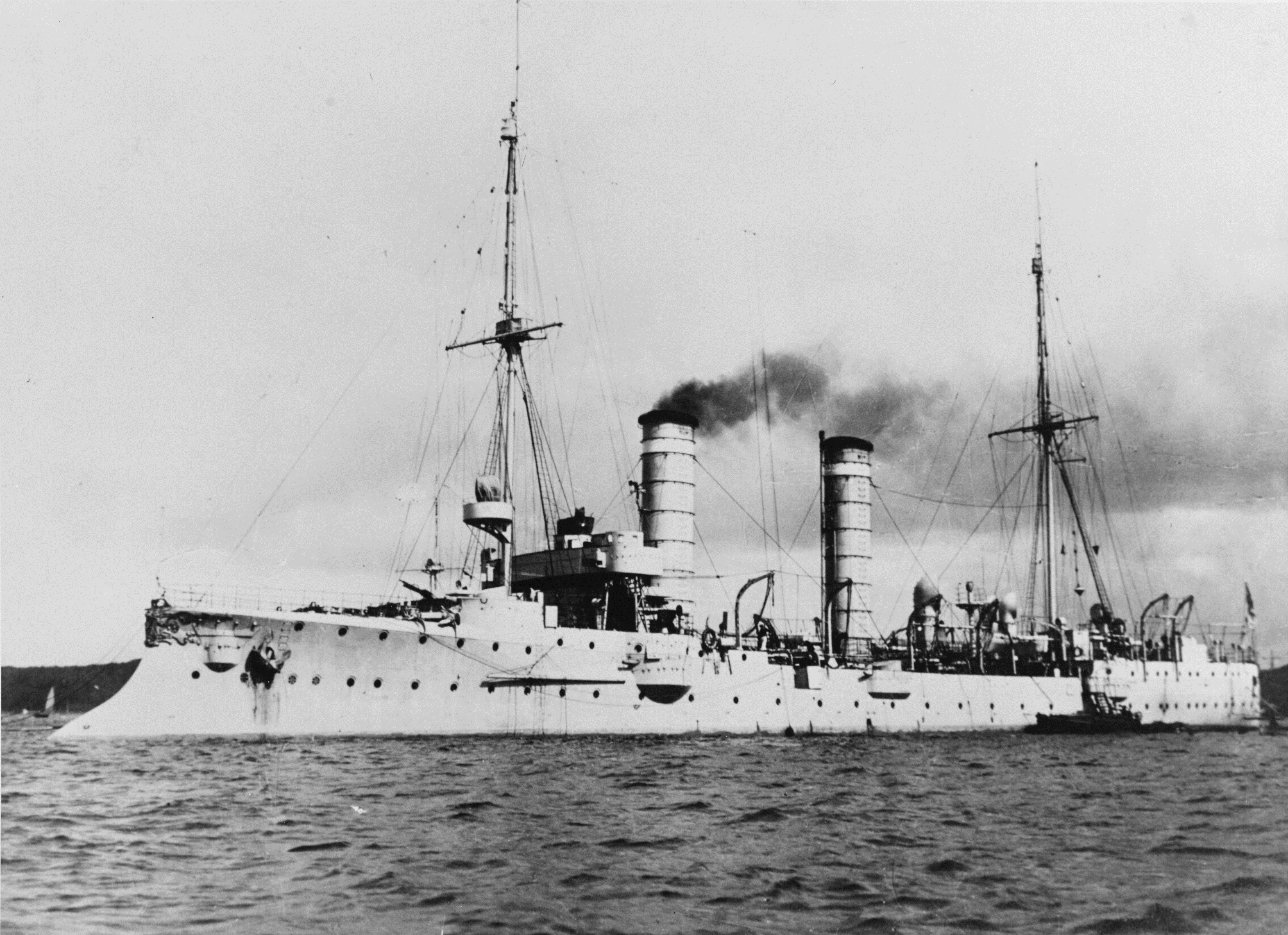
SMS Ariadne
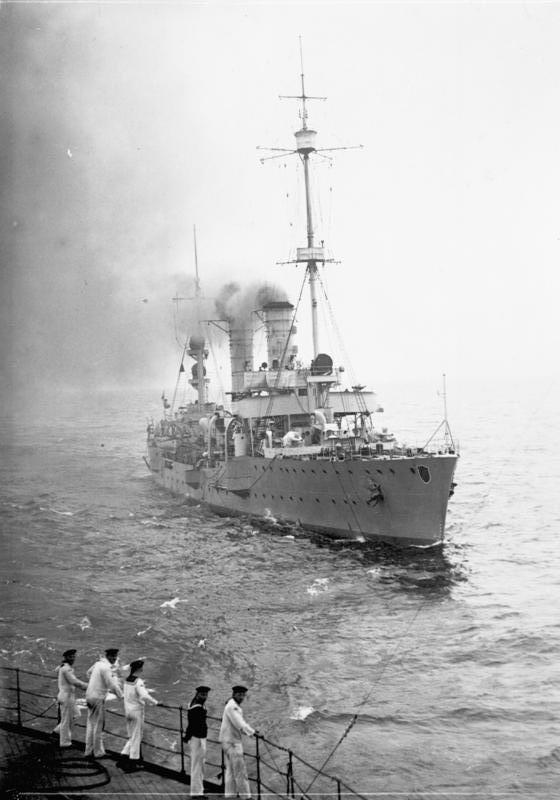
SMS Arcona nach Umbau bei der Reichsmarine
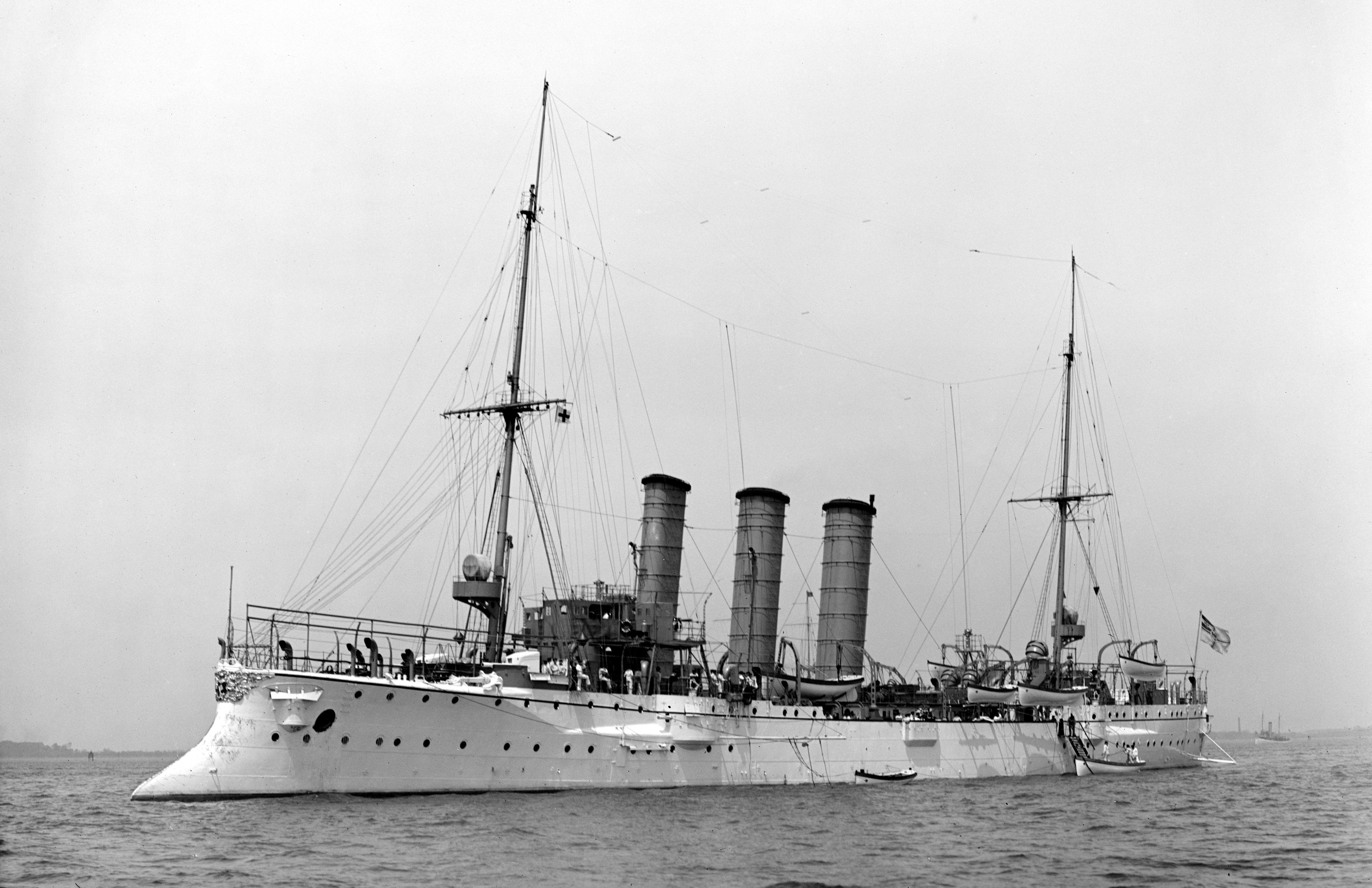
SMS Bremen
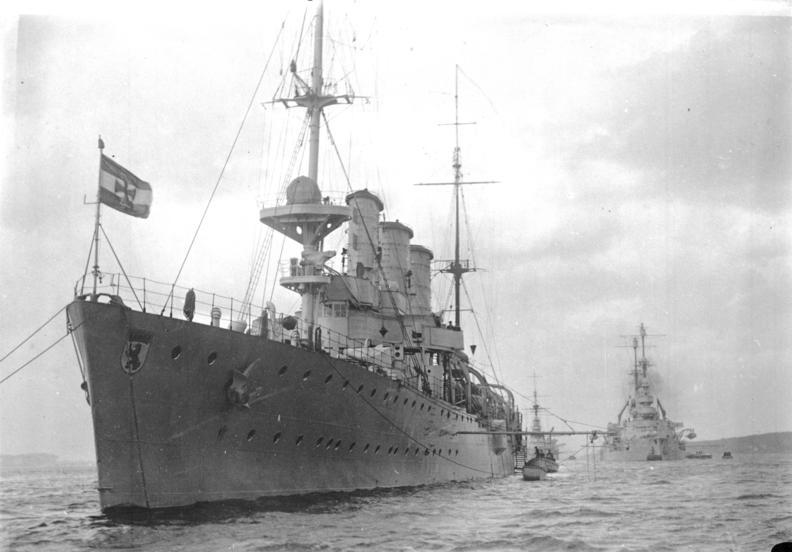
SMS Berlin nach Umbau bei der Reichsmarine
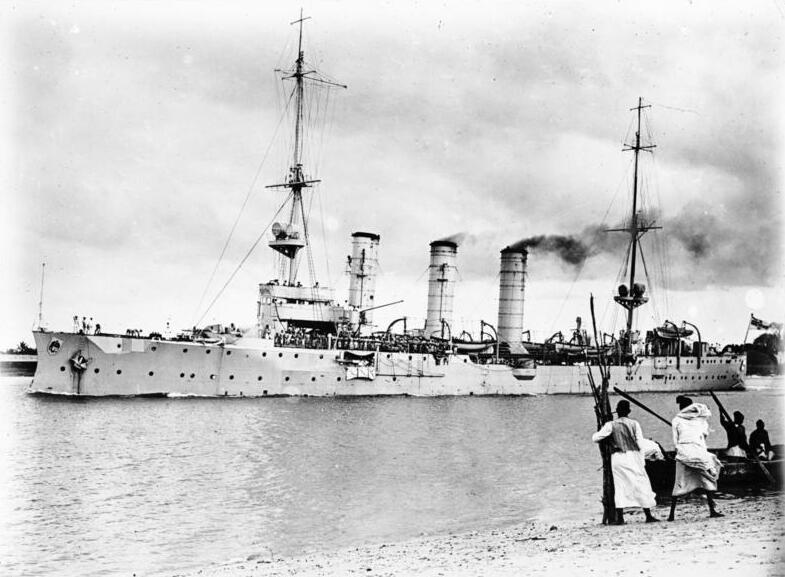
SMS Königsberg
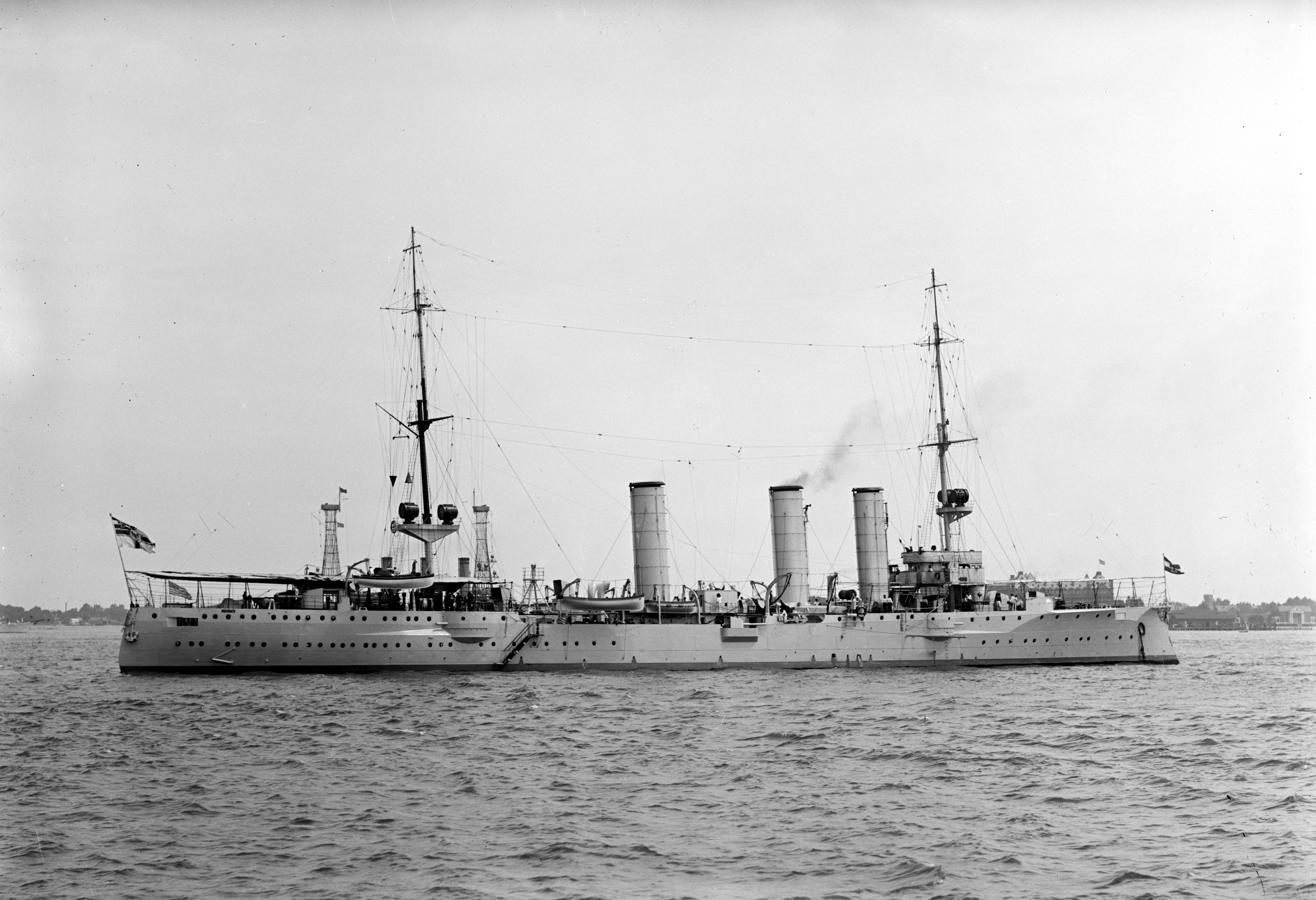
SMS Stettin
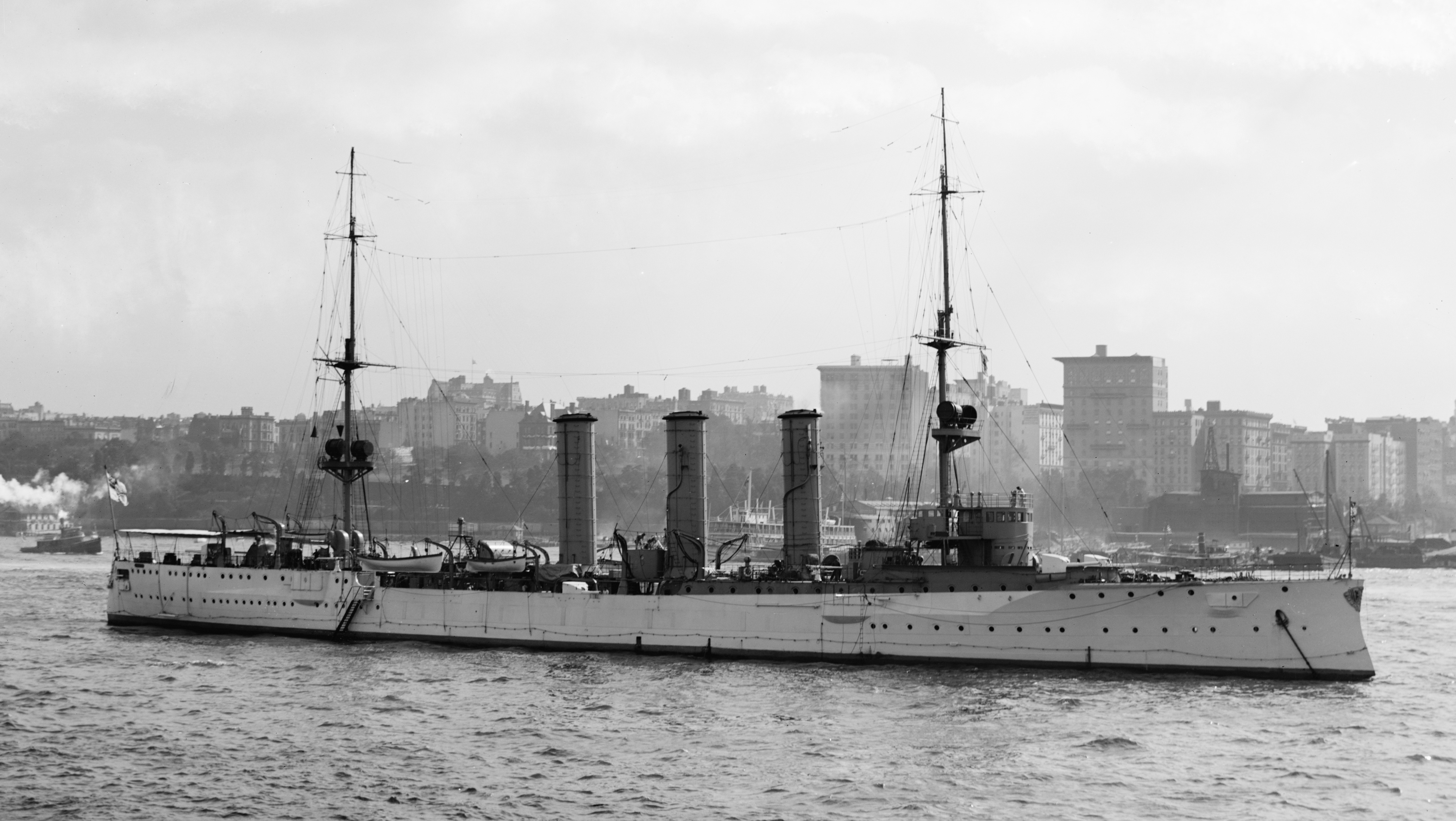
SMS Dresden
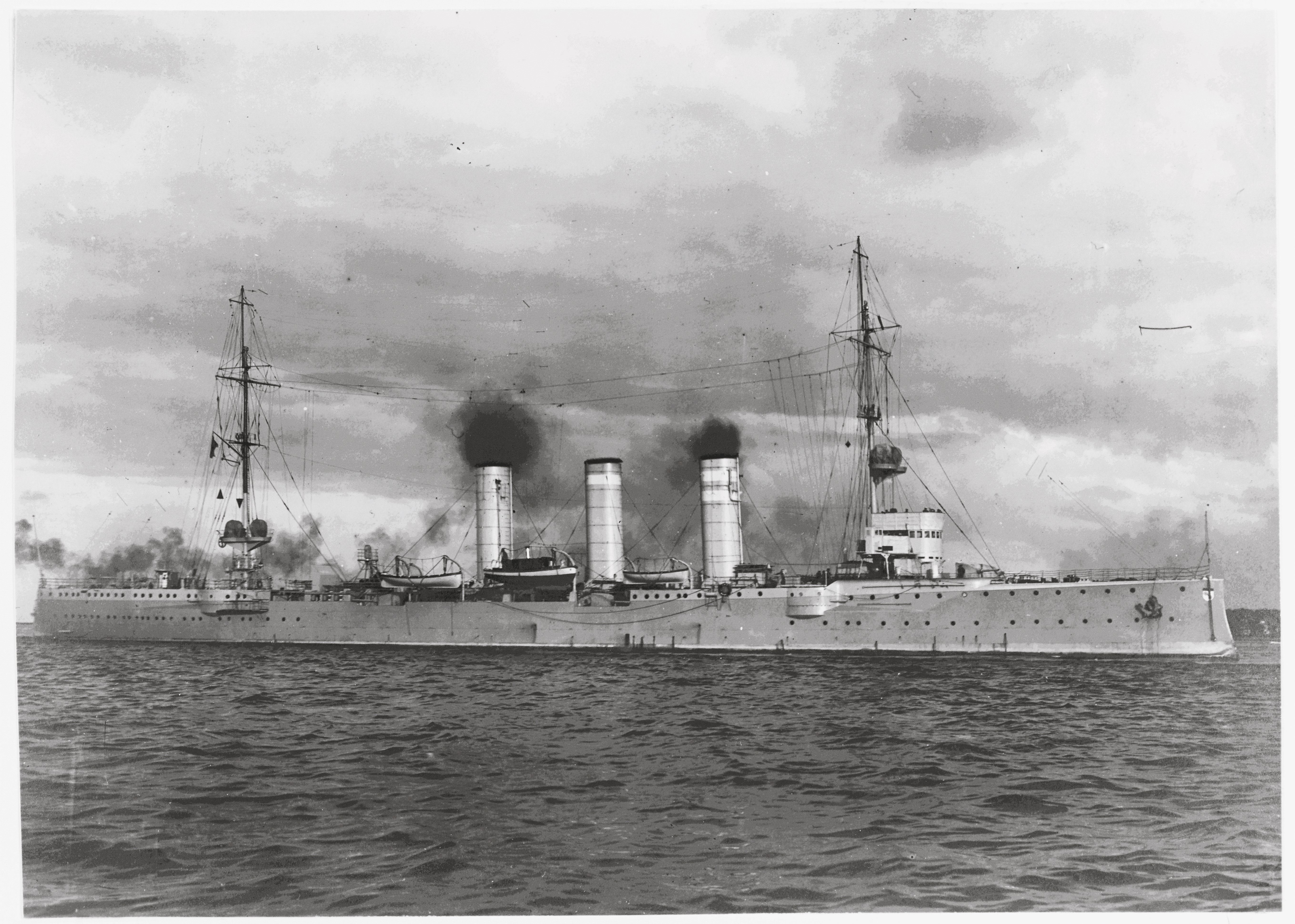
SMS Mainz
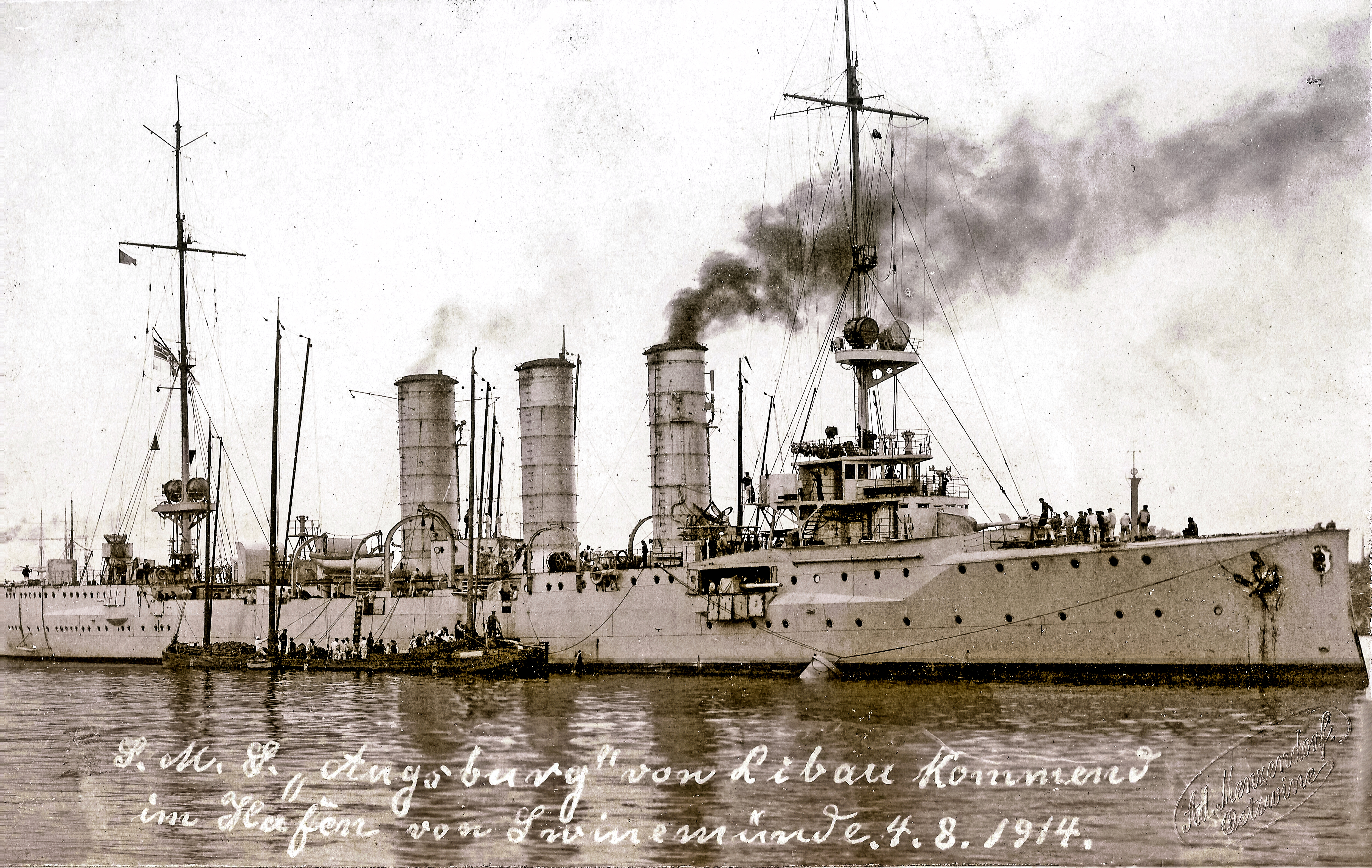
SMS Augsburg

### Frankreich

#### Geschützte Kreuzer 1. Klasse (Croiseur de 1re classe)
- Tage (1886)
- Amiral Cécille (1888)
- D’Entrecasteaux (1896)
- Guichen (1897)
- Châteaurenault (1898)
- Jurien de la Gravière (1899)

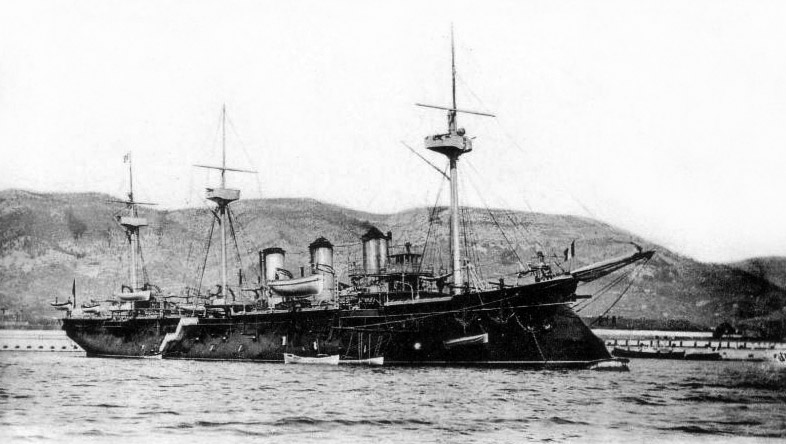
Amiral Cécille
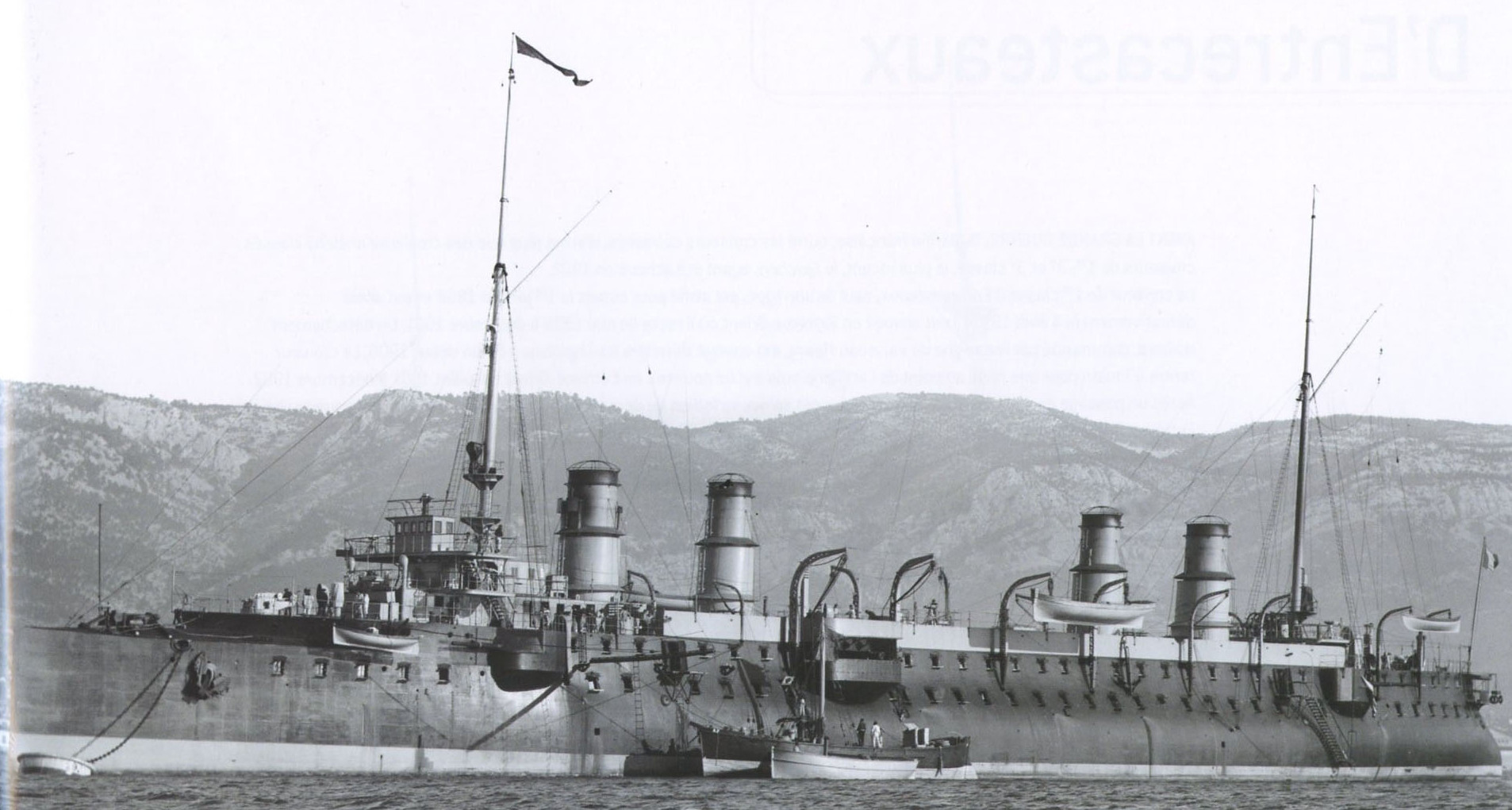
Guichen
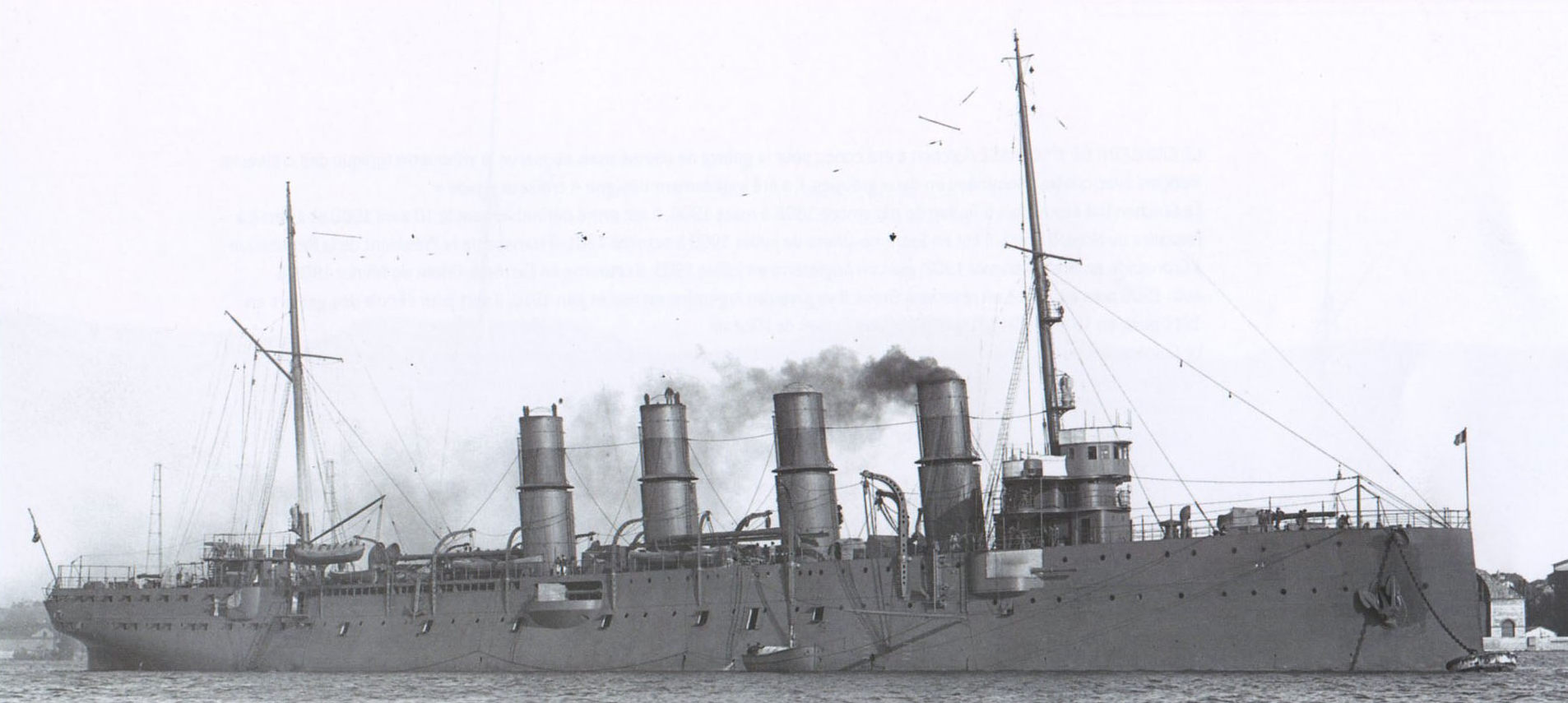
Châteaurenault
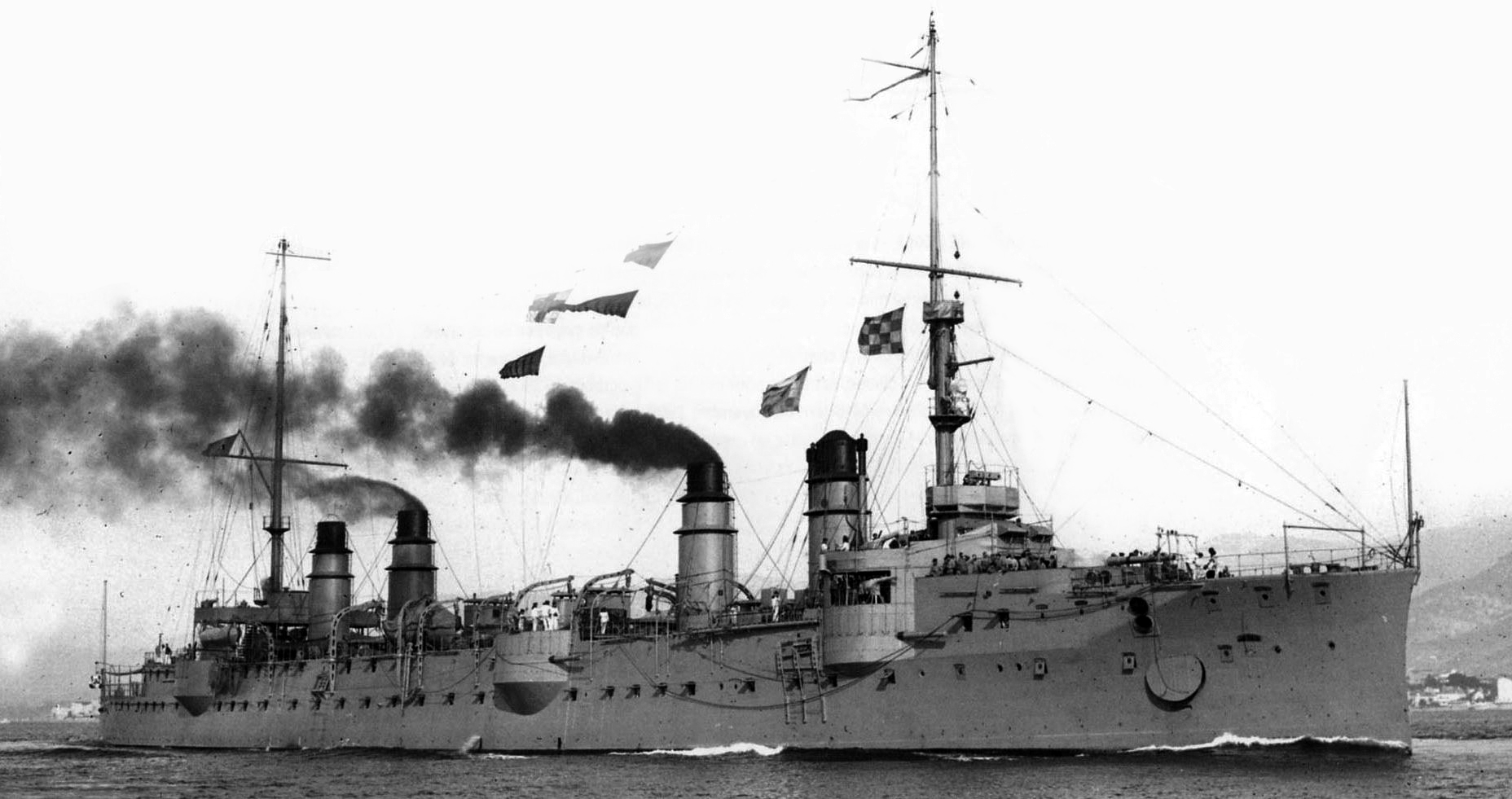
Jurien de la Gravière

#### Geschützte Kreuzer 2. Klasse (Croiseur de 2e classe)
- Sfax (1884)
- Alger-Klasse
  - Alger (1889)
  - Jean Bart (1889)
  - Isly (1891)
- Davout (1889)
- Suchet (1893)
- Descartes-Klasse
  - Descartes (1894)
  - Pascal (1895)
- Catinat-Klasse
  - Catinat (1896)
  - Protet (1898)
- Colmar – ex deutsche Kolberg, 1920 erhalten

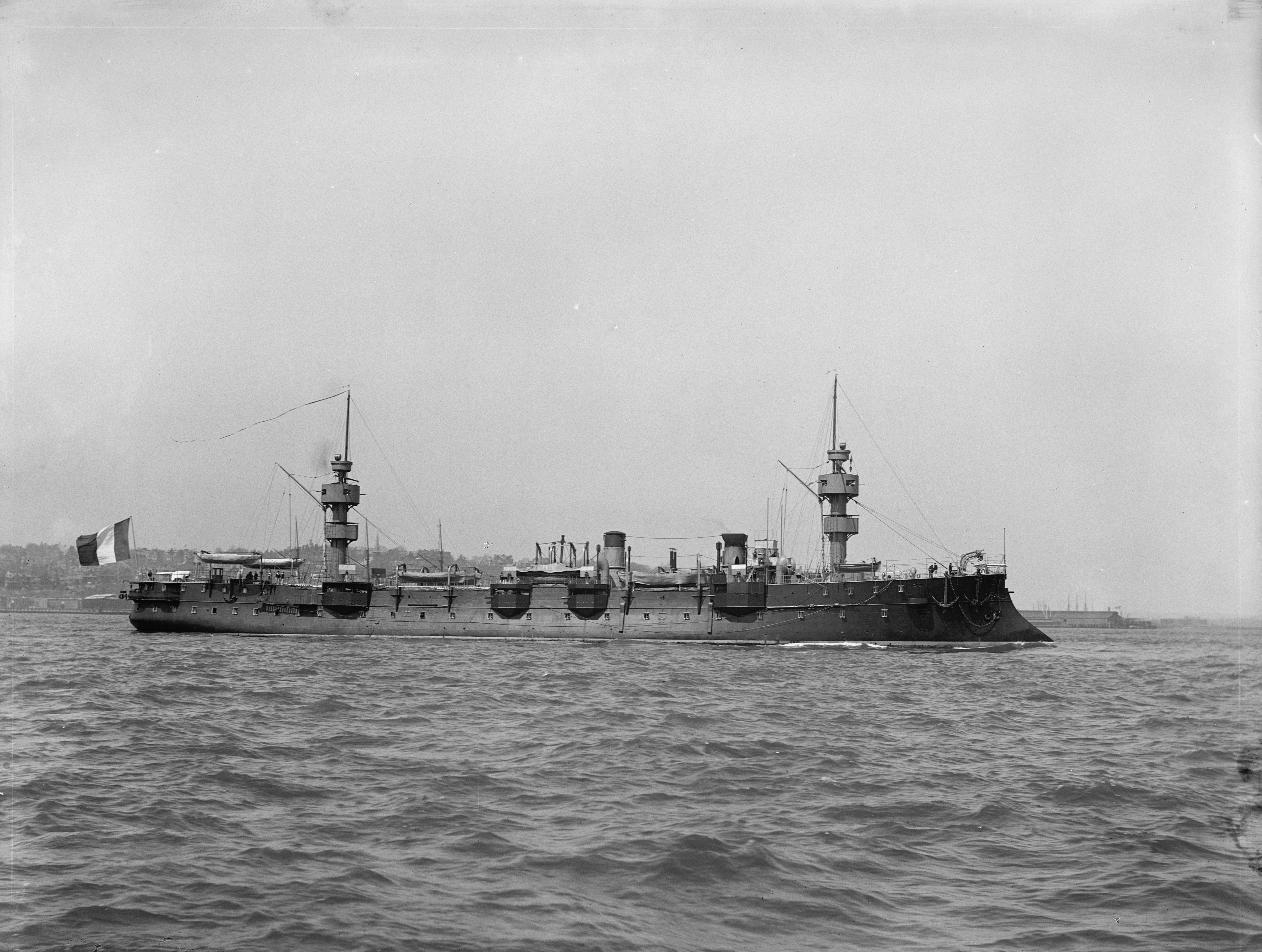
Jean Bart
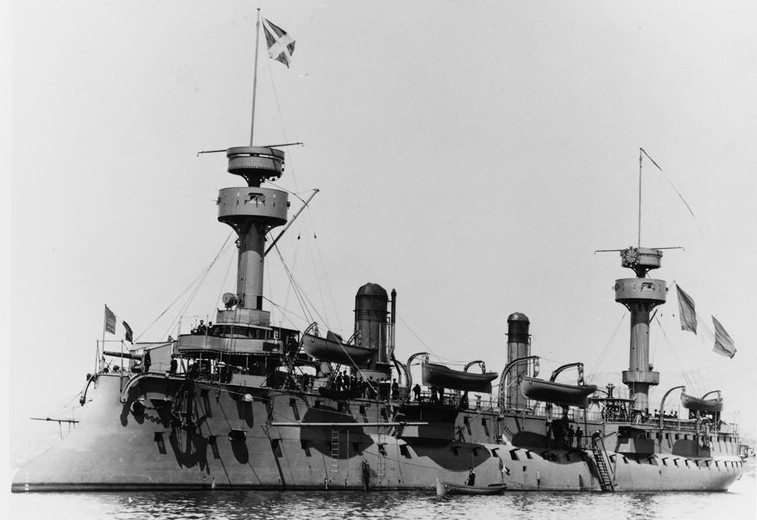
Davout
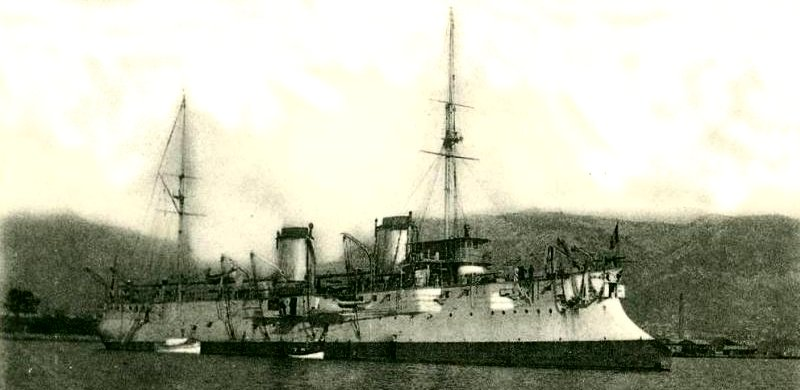
Pascal
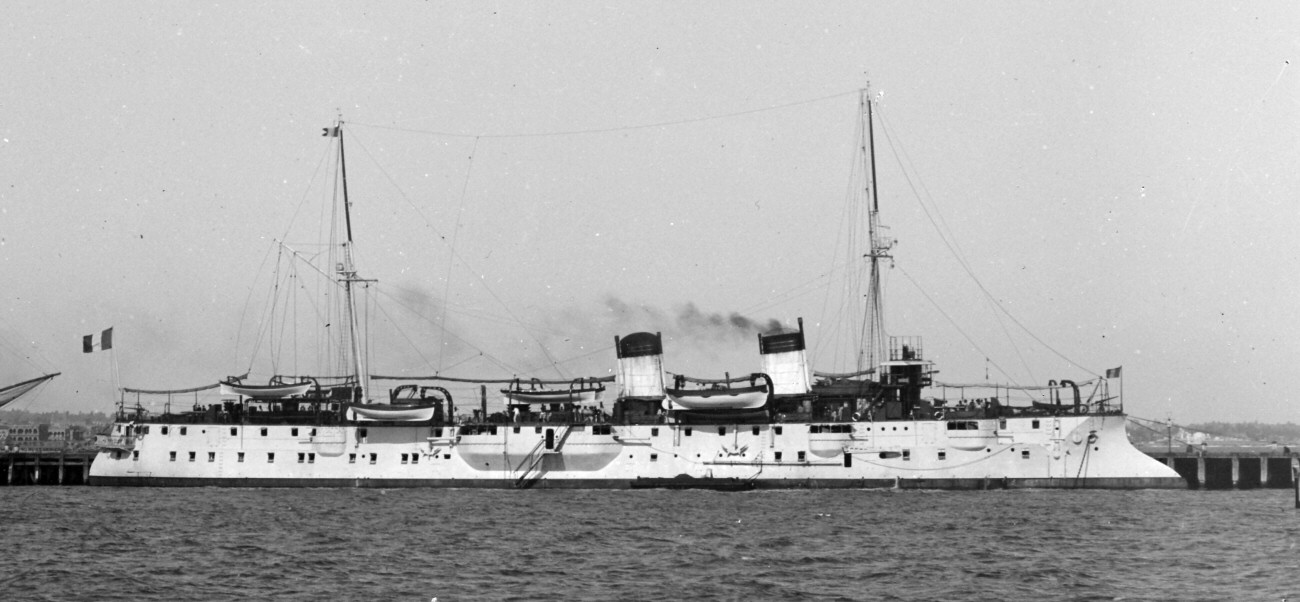
Protet
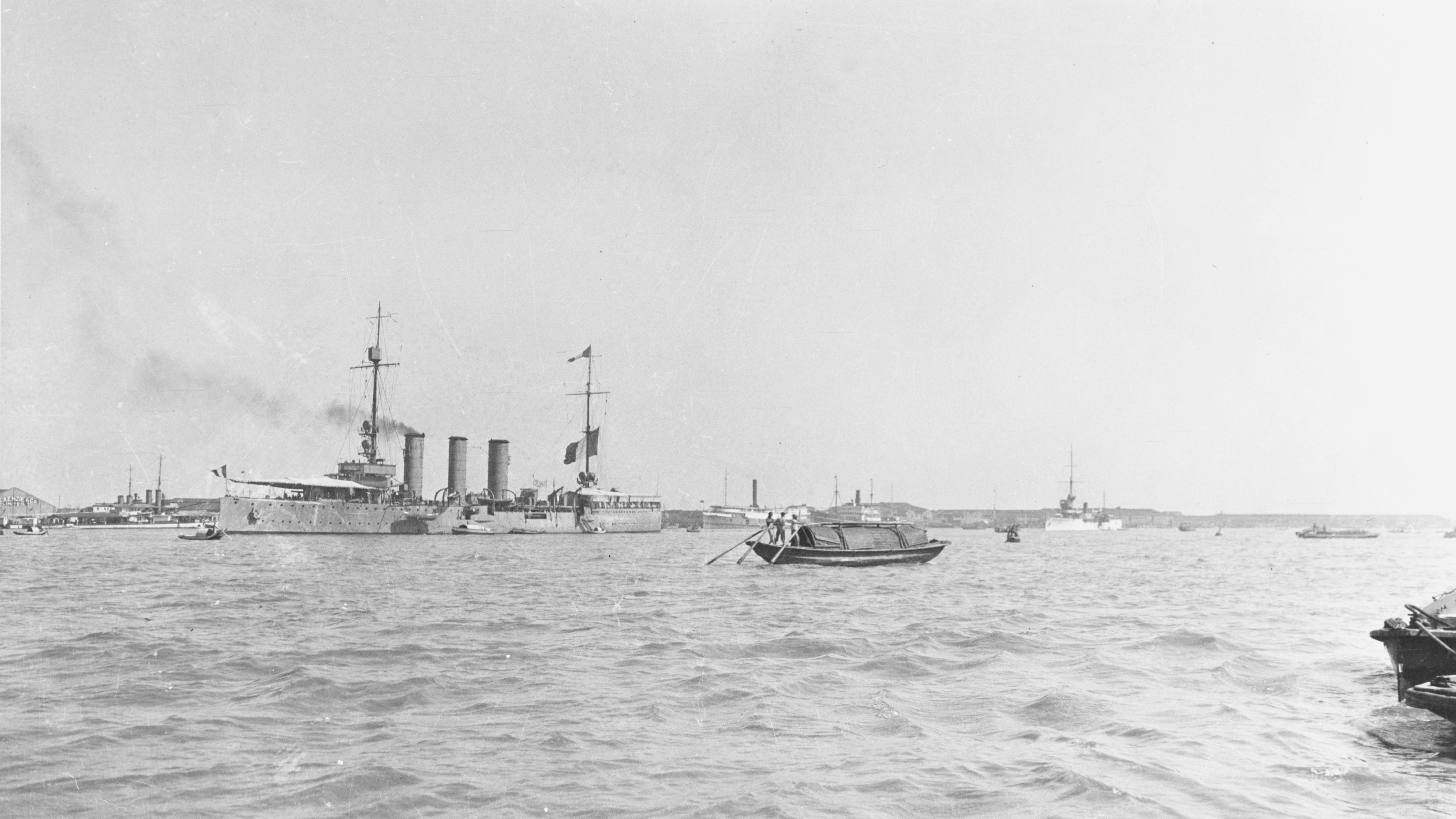
Colmar

#### Geschützte Kreuzer 3. Klasse (Croiseur de 3e classe)
- Forbin-Klasse
  - Coëtlogon (1888)
  - Forbin (1888)
  - Surcouf (1888)
- Troude-Klasse
  - Cosmao (1889)
  - Lalande (1889)
  - Troude (1888)
- Friant-Klasse
  - Bugeaud (1893)
  - Chasseloup-Laubat (1893)
  - Friant (1893)
- Linois-Klasse
  - Galilée (1896)
  - Lavoisier (1897)
  - Linois (1894)
- Cassard-Klasse
  - Cassard (1898)
  - D’Assas (1898)
  - Du Chayla (1898)
- D’Estrées-Klasse
  - D’Estrées (1897)
  - Infernet (1899)

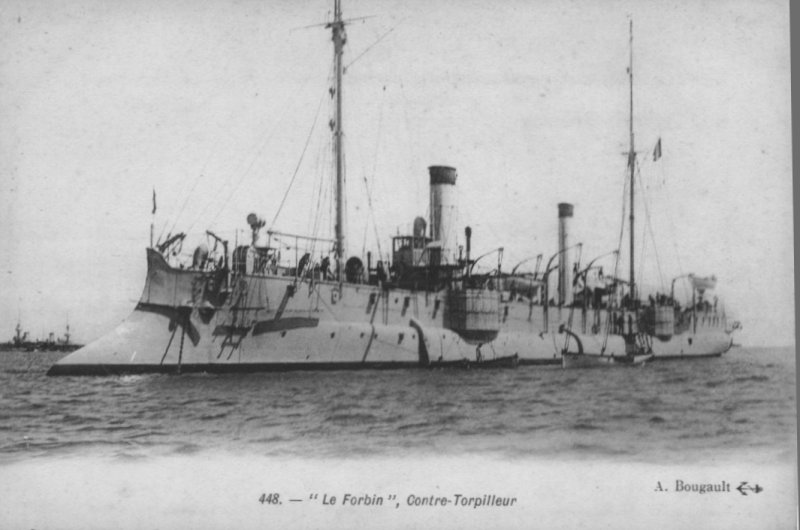
Forbin
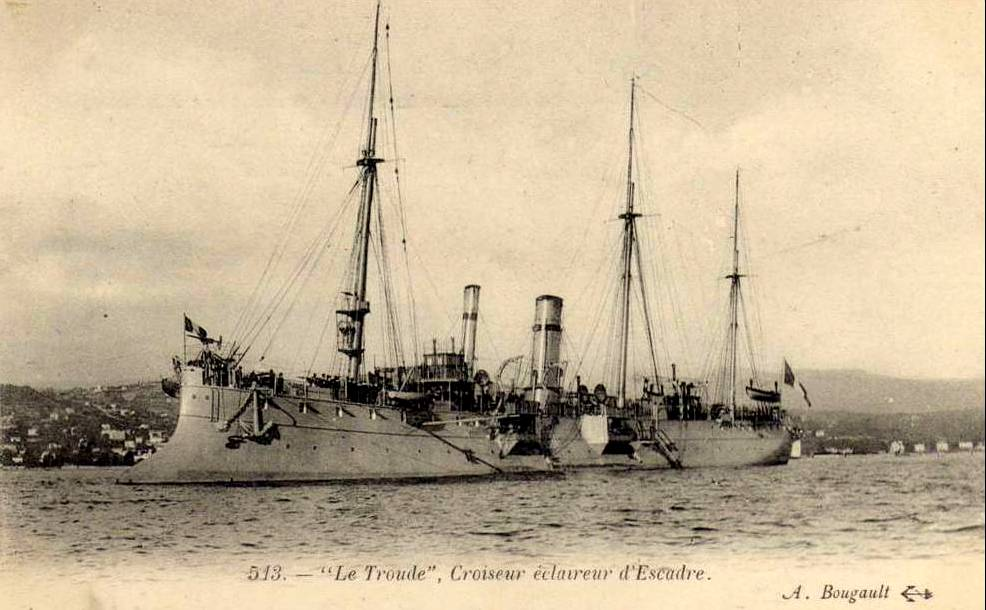
Troude
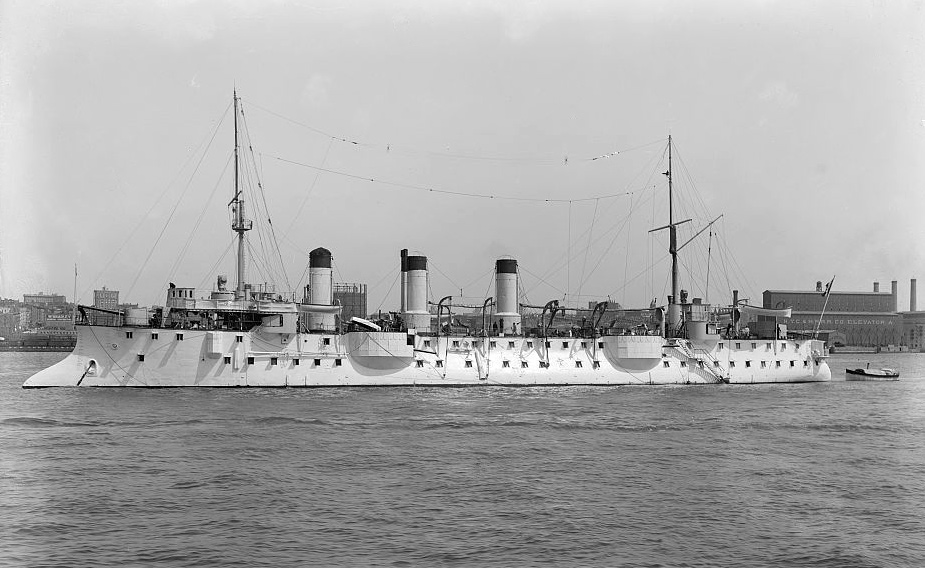
Chasseloup-Laubat
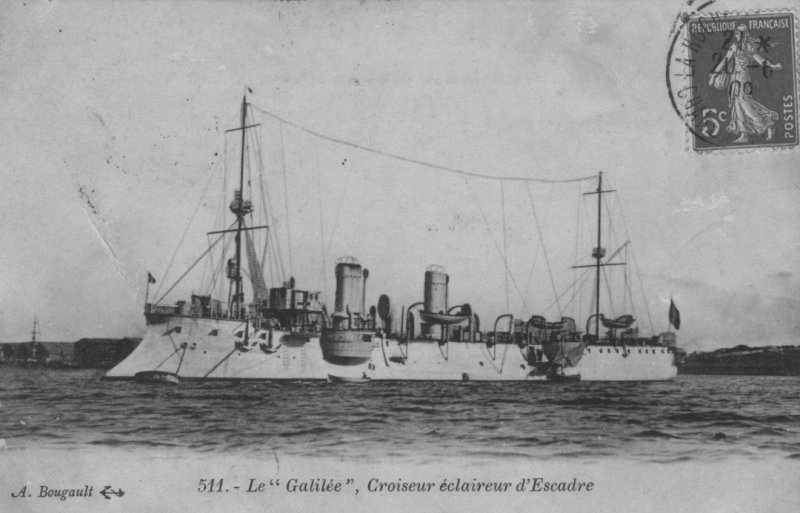
Galilée
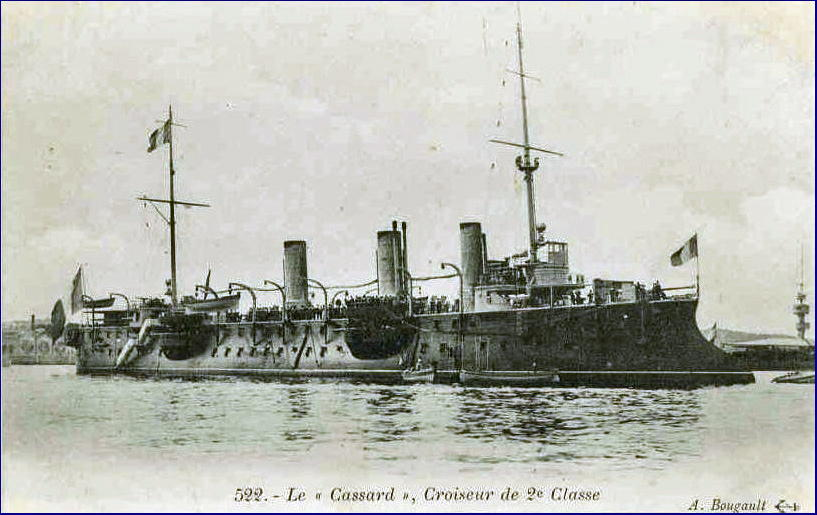
Cassard
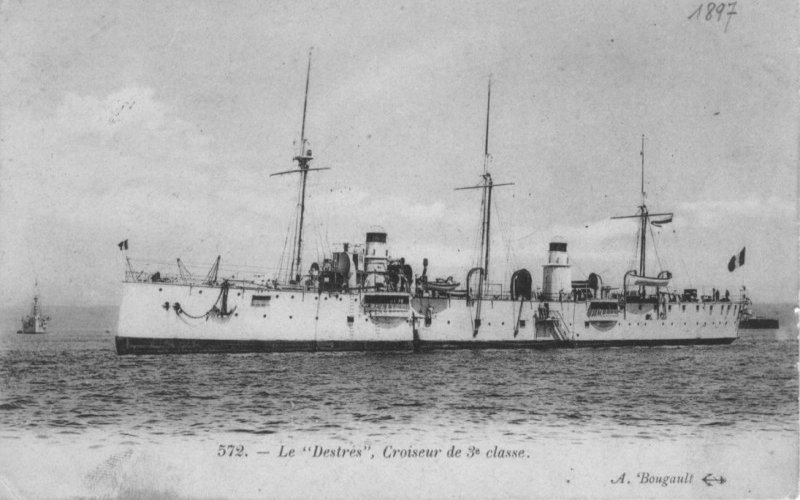
D’Estrées

### Griechenland
- (Chinesische) Chao-Ho-Klasse
  - VP Elli (1912, urspr. chines. Fei Hung (Pinyin: Féihóng)) – 1914 angekauft

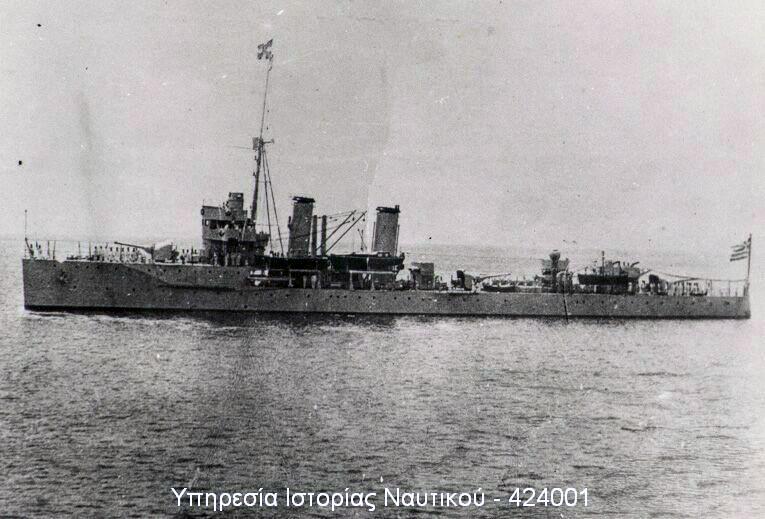
VP Elli

### Großbritannien
(einschließlich der an Kanada, Australien und Neuseeland abgegebenen Schiffe)

#### Geschützte Kreuzer 1. Klasse (1st class cruiser)
- Blake-Klasse
  - HMS Blake (1889)
  - HMS Blenheim (1890)
- Edgar-Klasse
  - HMS Crescent (1892)
  - HMS Edgar (1890)
  - HMS Endymion (1891)
  - HMS Gibraltar (1892)
  - HMS Grafton (1892)
  - HMS Hawke (1891)
  - HMS Royal Arthur (1891)
  - HMS St. George (1892)
  - HMS Theseus (1892)
- Powerful-Klasse
  - HMS Powerful (1895)
  - HMS Terrible (1895)
- Diadem-Klasse
  - HMS Amphitrite (1898)
  - HMS Andromeda (1897)
  - HMS Argonaut (1898)
  - HMS Ariadne (1898)
  - HMS Diadem (1896)
  - HMS Europa (1897)
  - HMS Niobe (1897) – 1910 an die neugegründete Royal Canadian Navy abgegeben und als HMCS Niobe weiter in Dienst
  - HMS Spartiate (1898)

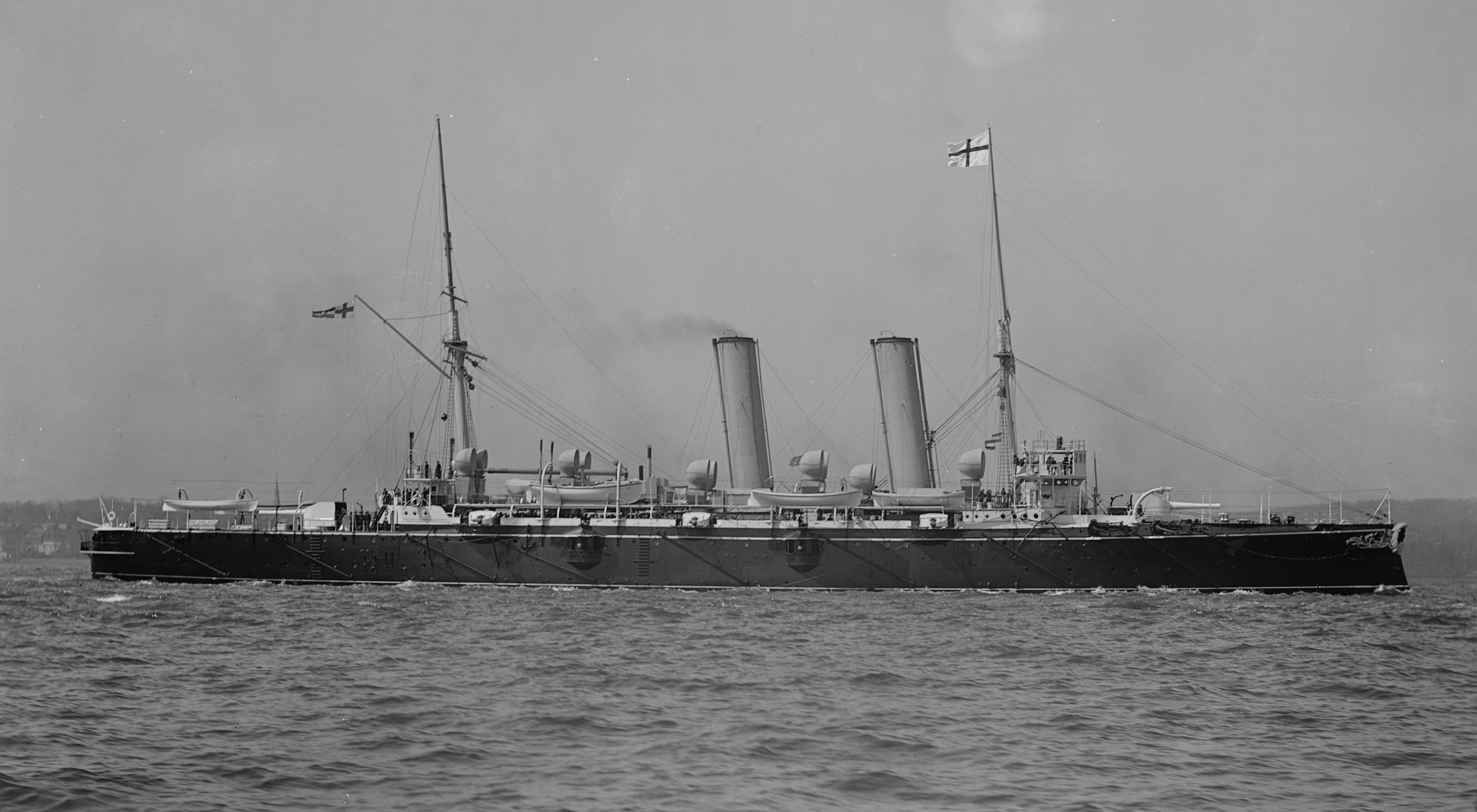
HMS Blake
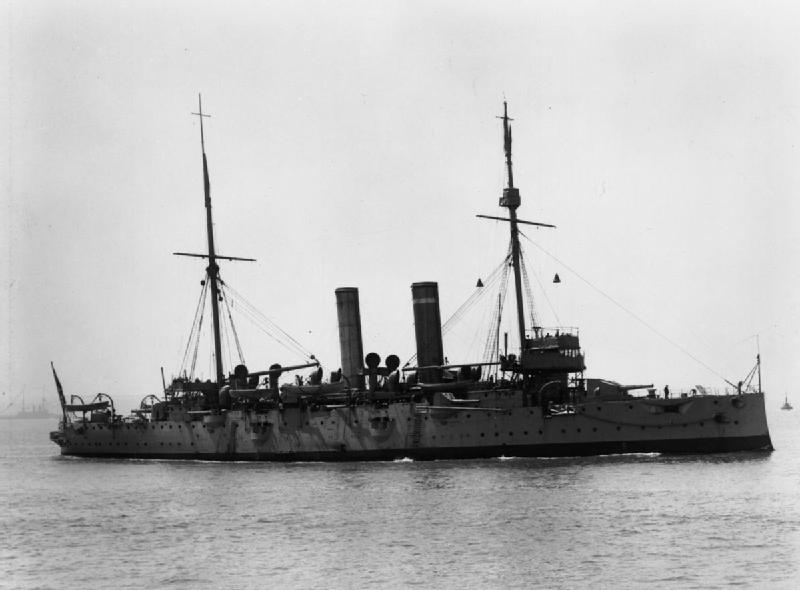
HMS Endymion
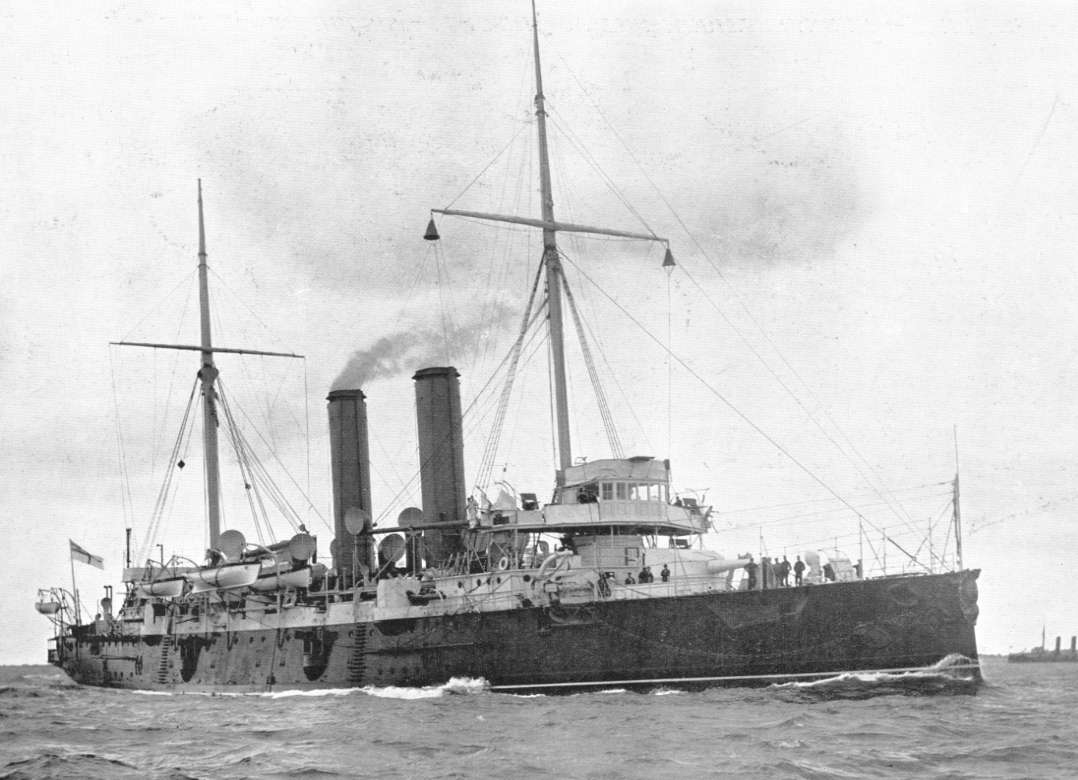
HMS St. George
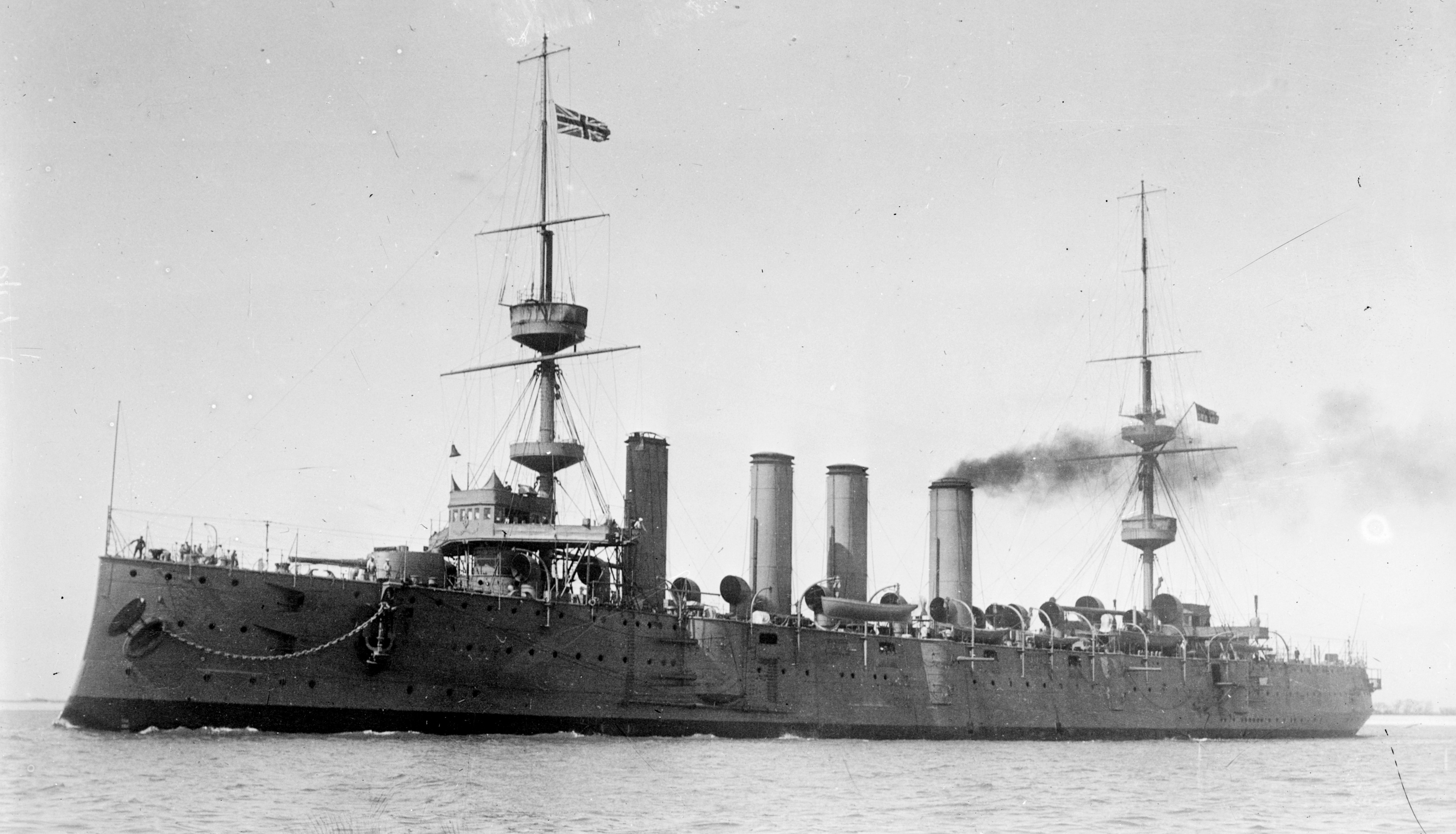
HMS Terrible
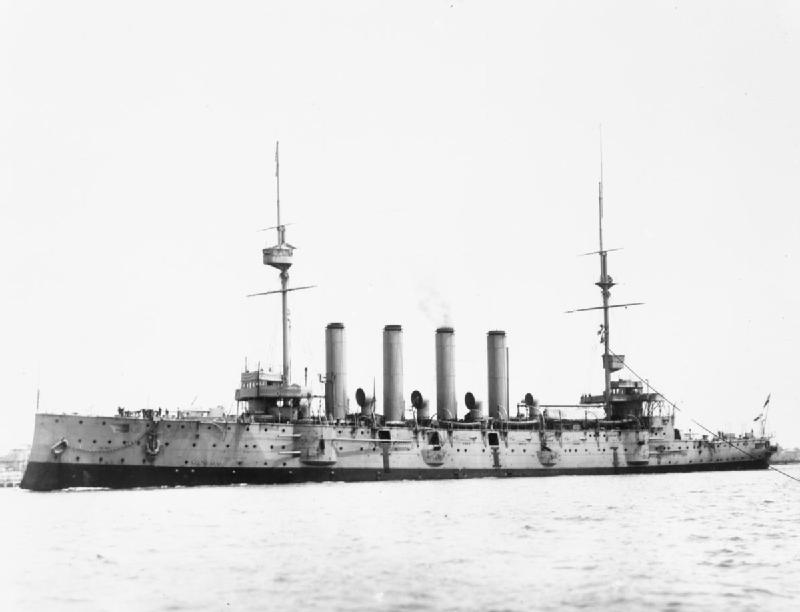
HMS Ariadne
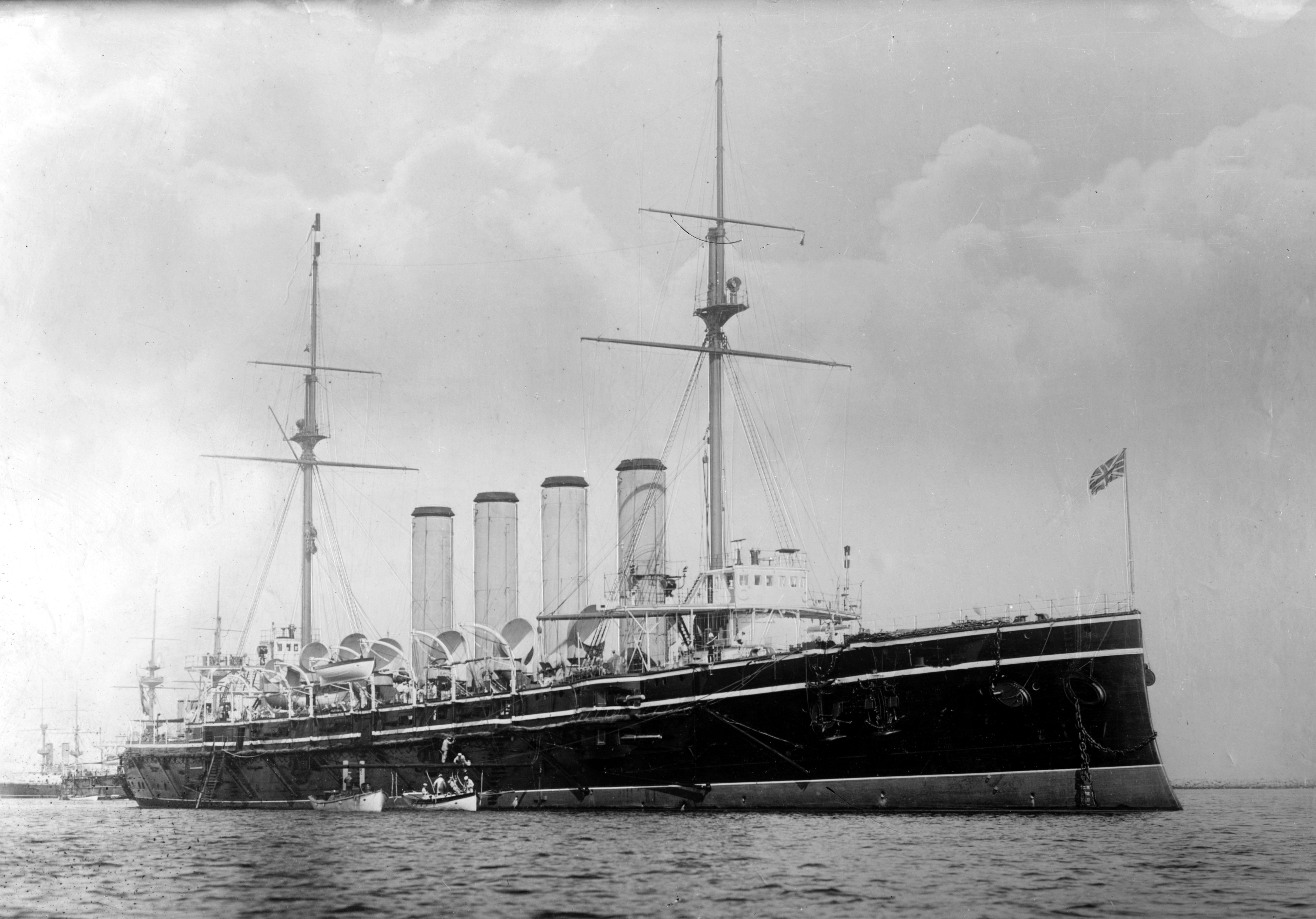
HMCS Niobe

#### Geschützte Kreuzer 2. Klasse (2nd class cruiser)
- Leander-Klasse
  - HMS Amphion (1883)
  - HMS Arethusa (1882)
  - HMS Leander (1882)
  - HMS Phaeton (1883)
- Mersey-Klasse
  - HMS Forth (1886)
  - HMS Mersey (1885)
  - HMS Severn (1885)
  - HMS Thames (1885)
- Marathon-Klasse
  - HMS Marathon (1888)
  - HMS Magicienne (1888)
  - HMS Medea (1888)
  - HMS Medusa (1888)
  - HMS Melpomene (1888)
- Apollo-Klasse
  - HMS Aeolus (1891)
  - HMS Andromache (1890)
  - HMS Apollo (1891)
  - HMS Brilliant (1891)
  - HMS Indefatigable (1891)
  - HMS Intrepid (1891)
  - HMS Iphigenia (1891)
  - HMS Latona (1890)
  - HMS Melampus (1890)
  - HMS Naiad (1890)
  - HMS Pique (1890)
  - HMS Rainbow (1891) – 1910 an die neugegründete Royal Canadian Navy abgegeben und als HMCS Rainbow weiter in Dienst
  - HMS Retribution (1891)
  - HMS Sappho (1891)
  - HMS Scylla (1891)
  - HMS Sirius (1890)
  - HMS Spartan (1891)
  - HMS Sybille (1890)
  - HMS Terpsichore (1890)
  - HMS Thetis (1890)
  - HMS Tribune (1891)
- Astraea-Klasse
  - HMS Astraea (1893)
  - HMS Bonaventure (1892)
  - HMS Cambrian (1893)
  - HMS Charybdis (1893)
  - HMS Flora (1893)
  - HMS Forte (1893)
  - HMS Fox (1893)
  - HMS Hermione (1893)
- Eclipse-Klasse
  - Diana (1895)
  - Dido (1896)
  - Doris (1896)
  - Eclipse (1894)
  - Isis (1896)
  - Juno (1895)
  - Minerva (1895)
  - Talbot (1895)
  - Venus (1895)
- Arrogant-Klasse
  - HMS Arrogant (1896)
  - Furious (1896)
  - Gladiator (1896)
  - Vindictive (1897)
- Highflyer-Klasse
  - Hermes (1898)
  - Highflyer (1898)
  - Hyacinth (1898)
- Challenger-Klasse
  - Challenger
  - Encounter (1902) – 1919 an die Royal Australian Navy abgegeben, 1923 in Australien zu Penguin umbenannt

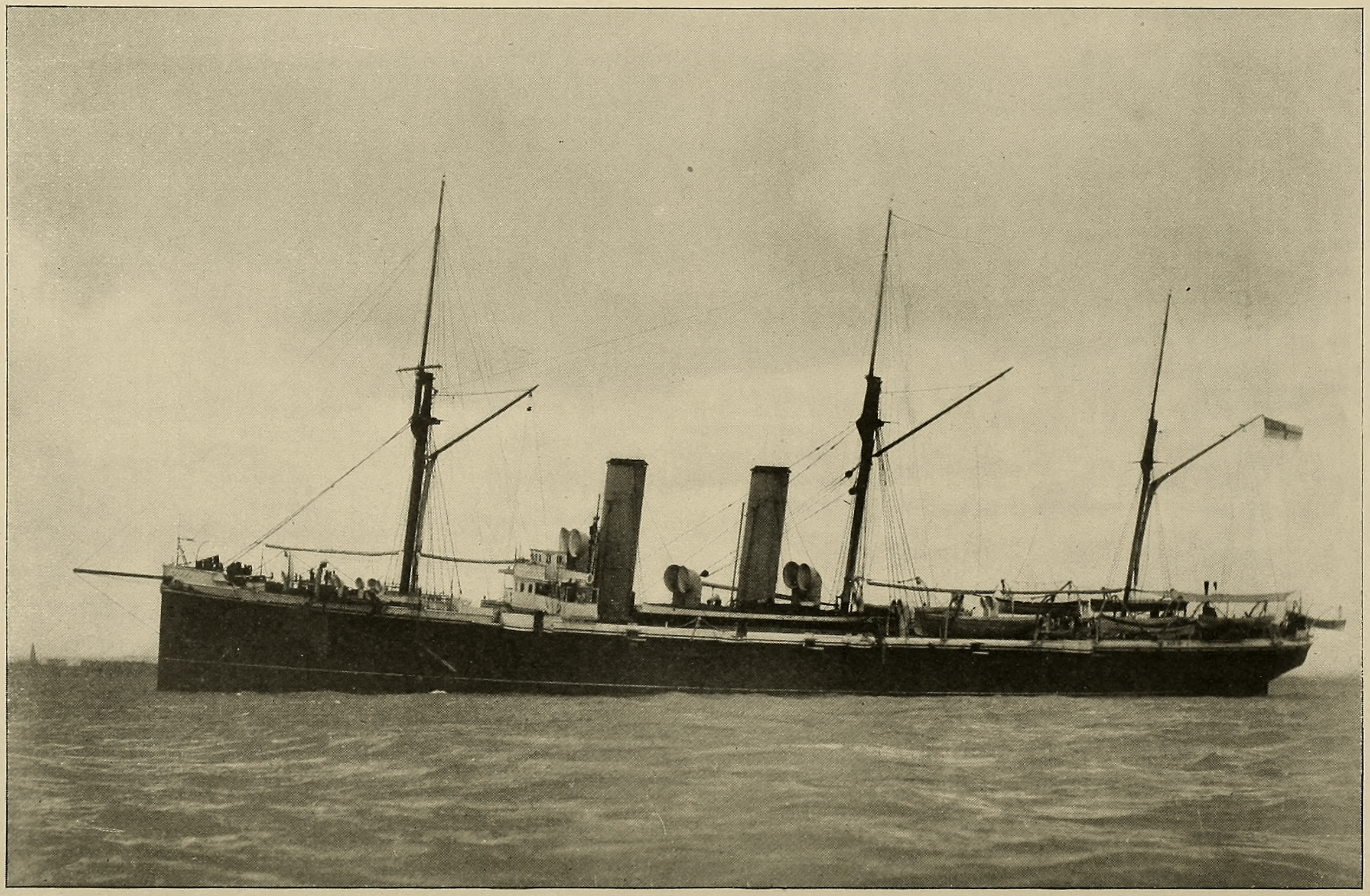
HMS Arethusa
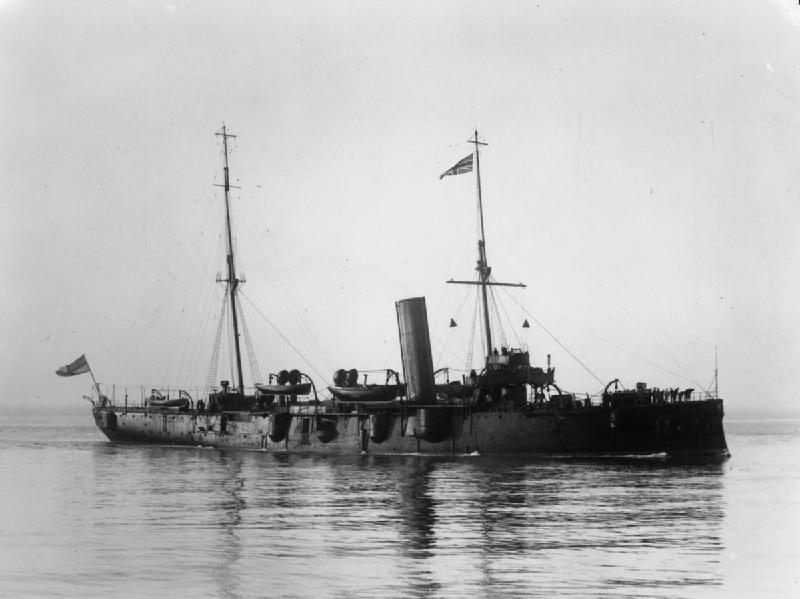
HMS Forth
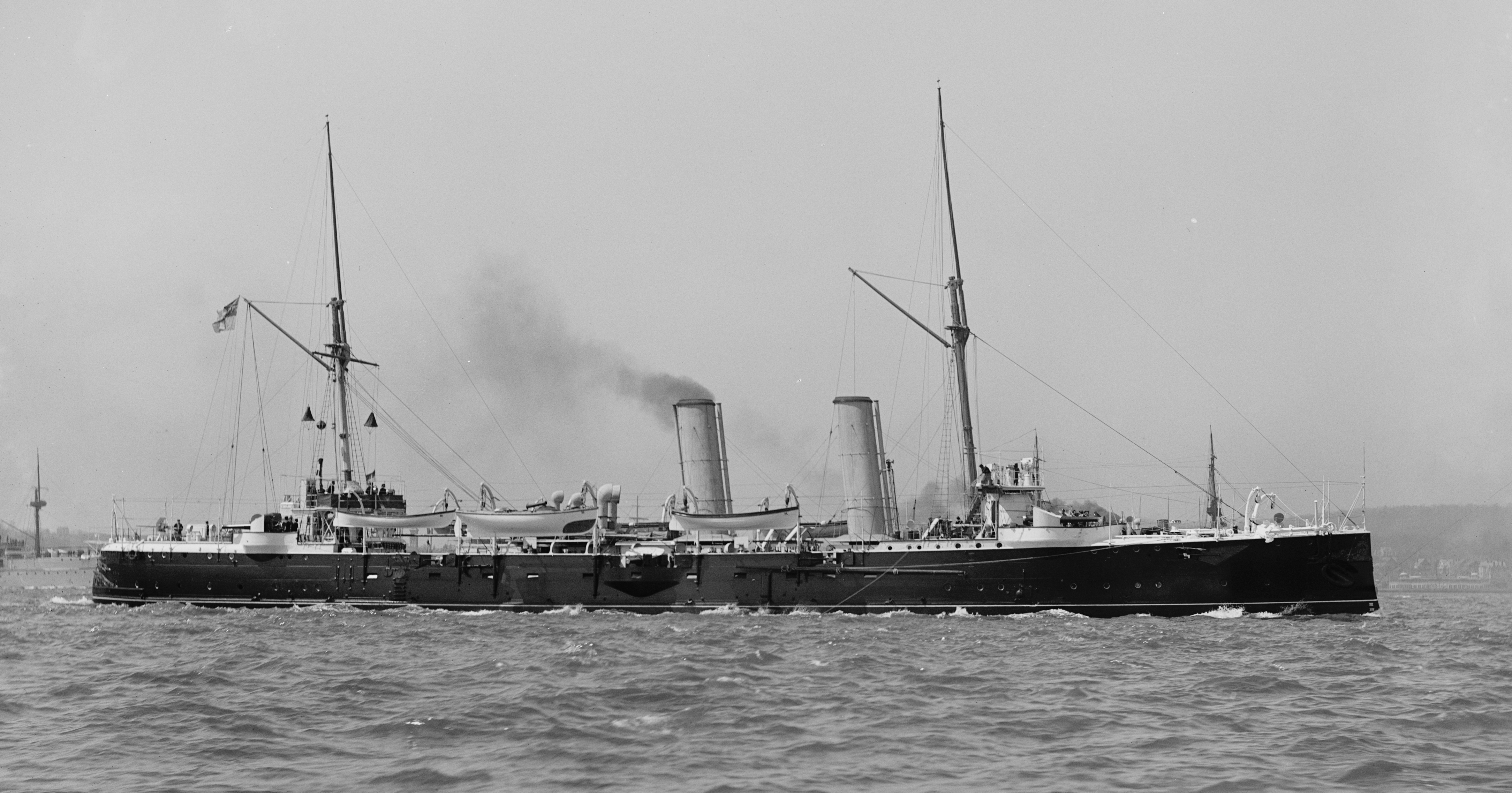
HMS Magicienne
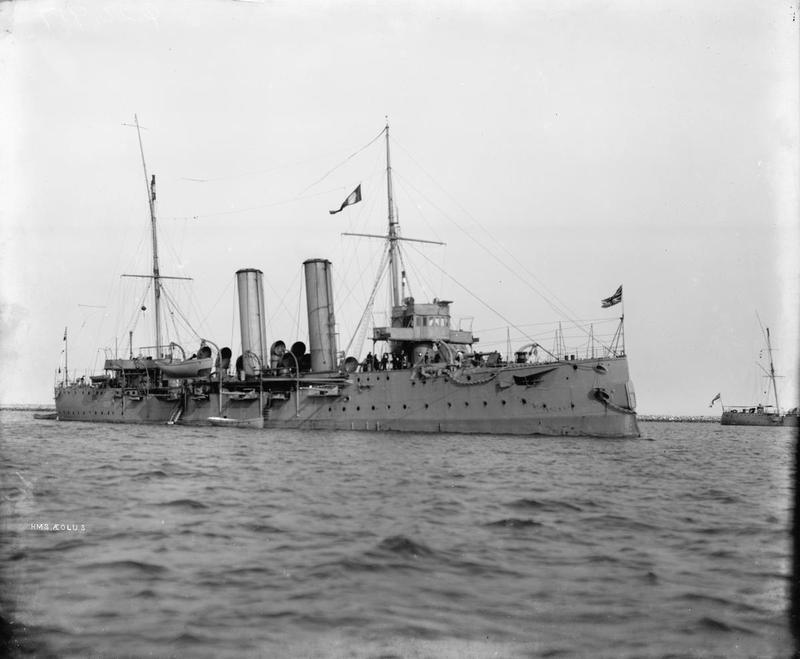
HMS Aeolus
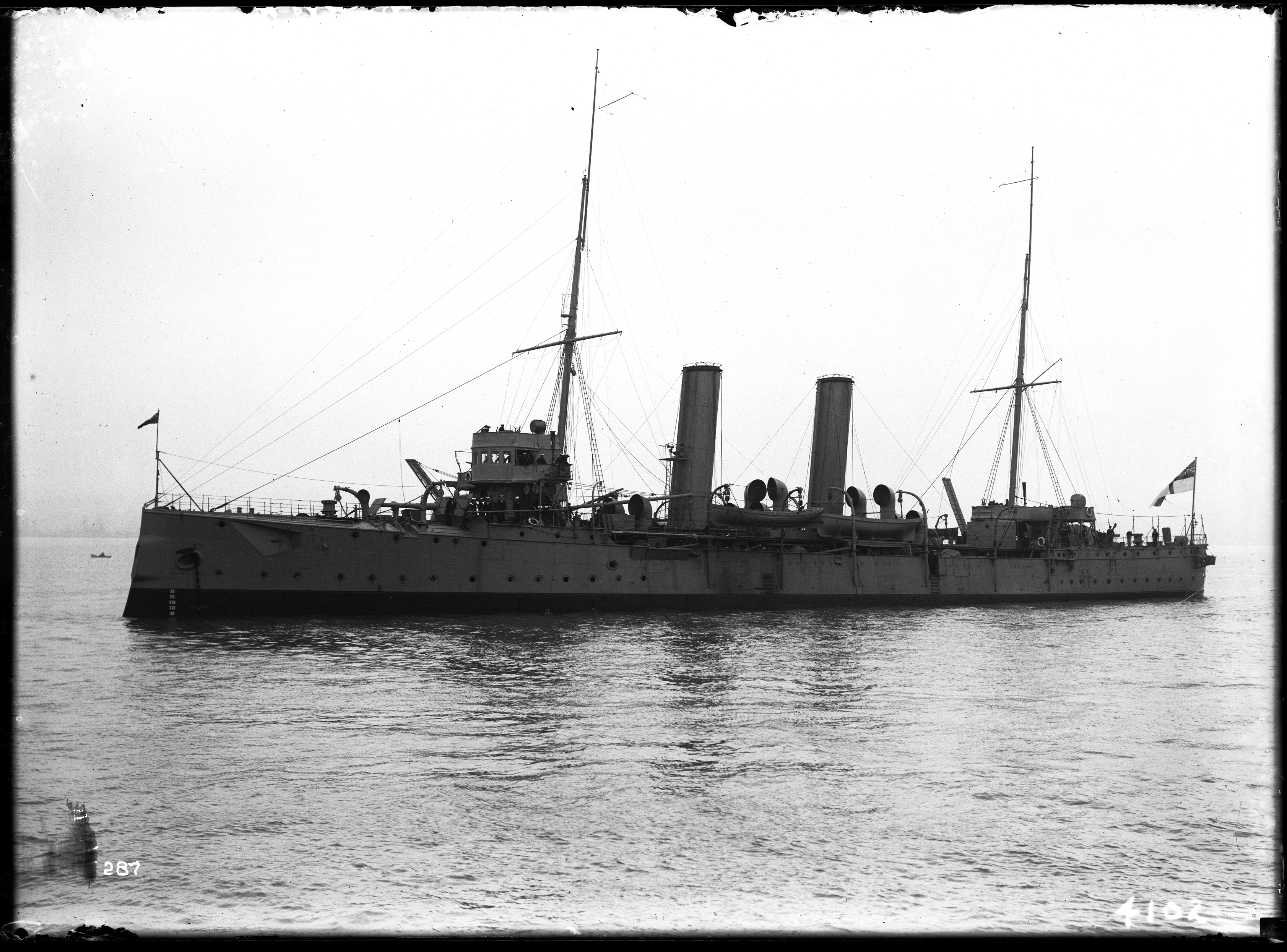
HMCS Rainbow
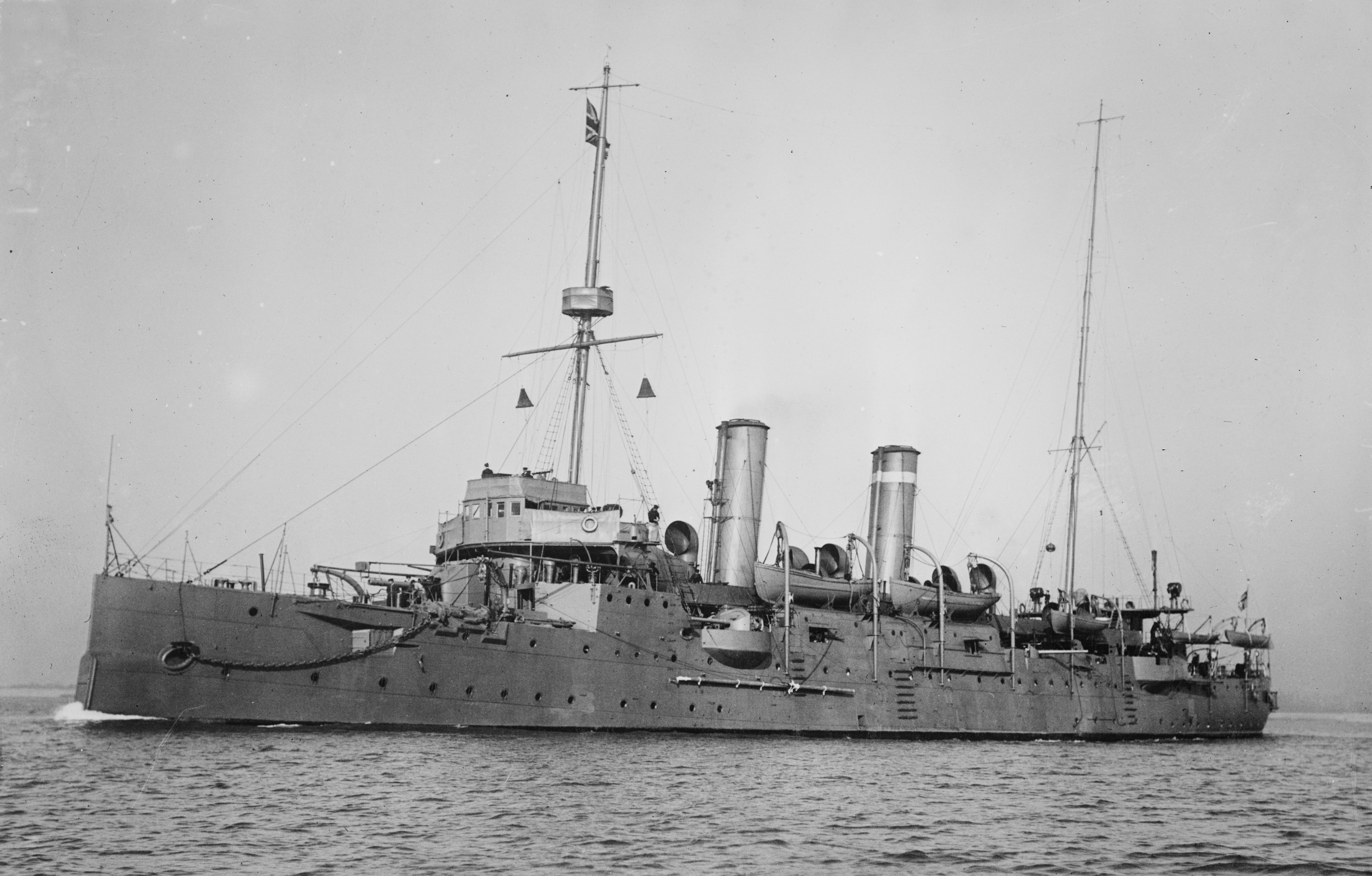
HMS Bonaventure
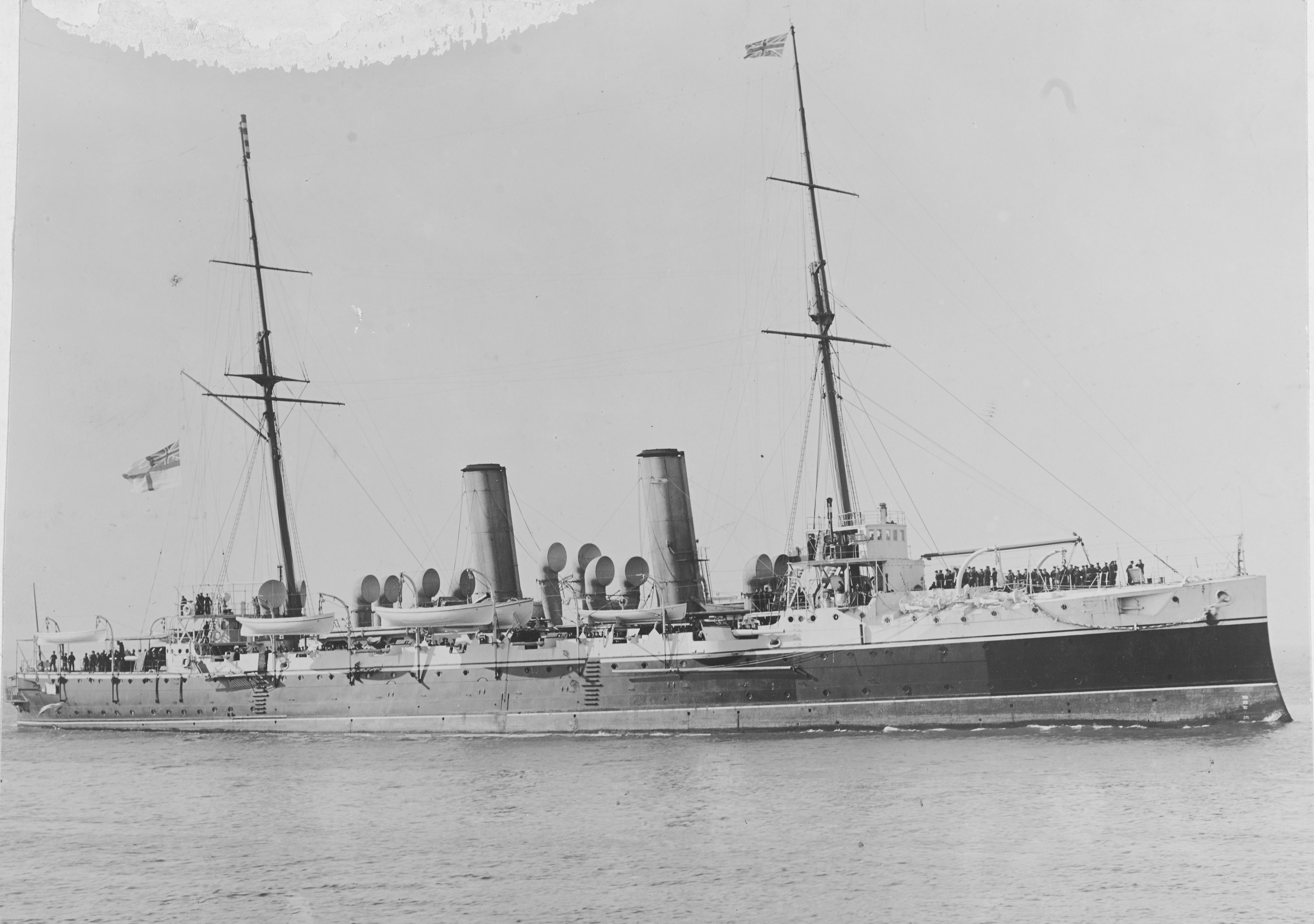
HMS Talbot
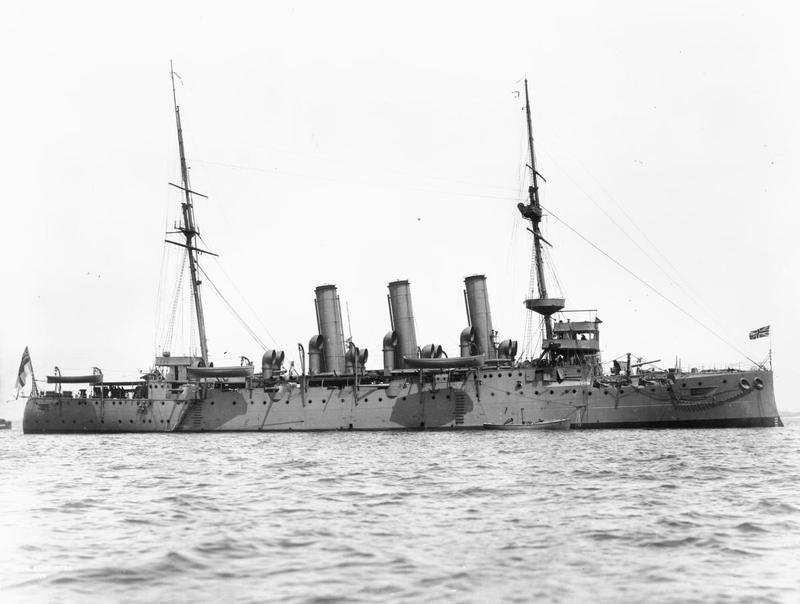
HMS Gladiator
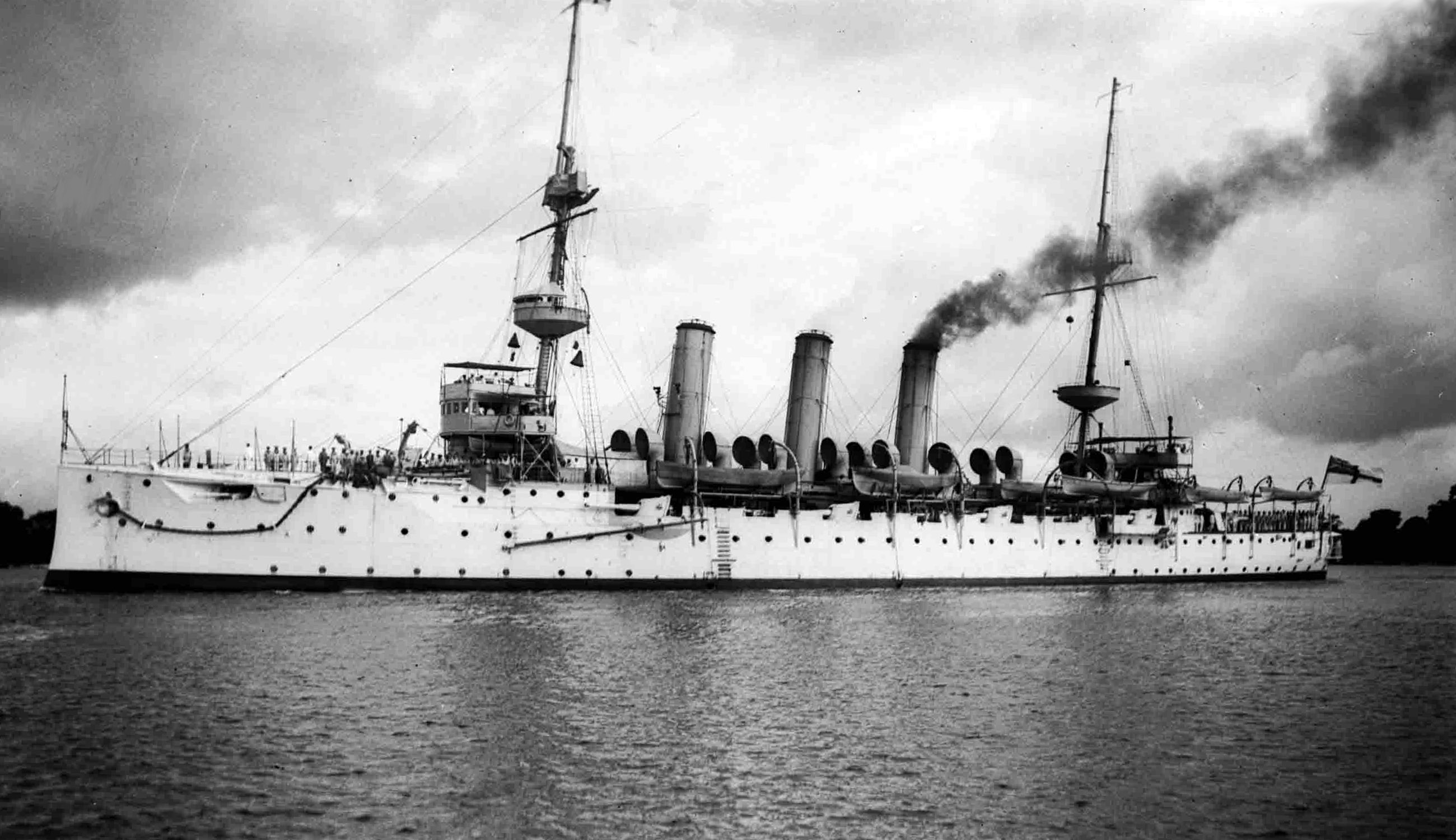
HMS Hermes
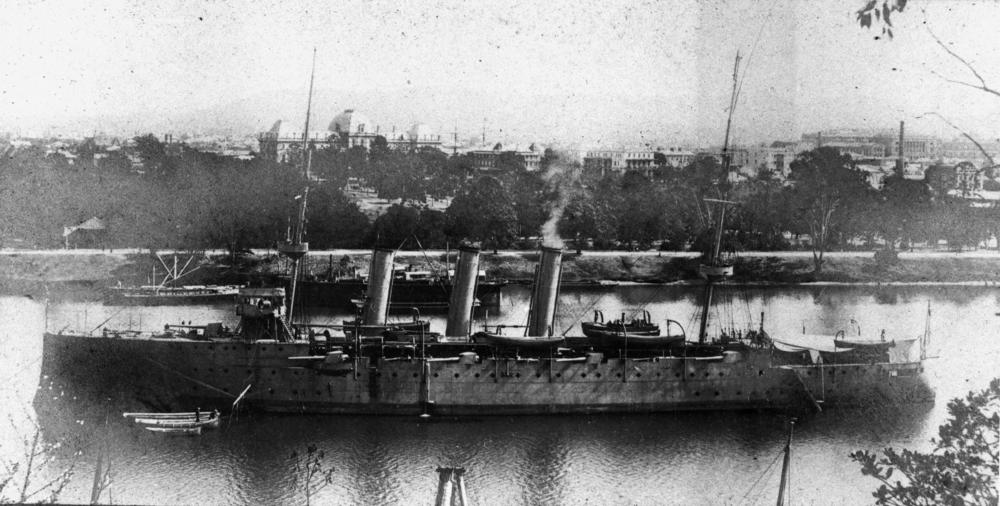
HMS Encounter

#### Geschützte Kreuzer 3. Klasse (3rd class cruiser)
- Barracouta-Klasse
  - HMS Barracouta (1889)
  - HMS Barrosa (1889)
  - HMS Blanche (1889)
  - HMS Blonde (1889)
- Barham-Klasse
  - HMS Barham (1889)
  - HMS Bellona (1890)
- Pearl-Klasse
  - HMS Katoomba (1889, urspr. Pandora)
  - HMS Mildura (1889, urspr. Pelorus)
  - HMS Pallas (1890)
  - HMS Pearl (1890)
  - HMS Phoebe (1890)
  - HMS Philomel (1890) – 1913 Neuseeland zur Verfügung gestellt, noch 1941 als HMNZS Philomel zur neugegründeten Royal New Zealand Navy
  - HMS Ringarooma (1889, urspr. Psyche)
  - HMS Tauranga (1889, urspr. Phoenix)
  - HMS Wallaroo (1890, urspr. Persian)

Die umbenannten Schiffe dieser Klasse wurden von den Australischen Kolonien mitfinanziert und dienten auf der Australia Station der Royal Navy.
- Pelorus-Klasse
  - HMS Pandora (1900)
  - HMS Pelorus (1896)
  - HMS Pegasus (1897)
  - HMS Perseus (1897)
  - HMS Pactolus (1896)
  - HMS Pioneer (1899) – 1912/13 an die neugegründete Royal Australian Navy abgegeben und als HMAS Pioneer weiter in Dienst
  - HMS Pomone (1897)
  - HMS Prometheus (1898)
  - HMS Proserpine (1896)
  - HMS Psyche (1898) – 1915 an die Royal Australian Navy abgegeben und als HMAS Psyche weiter in Dienst
  - HMS Pyramus (1897)
- Topaze-Klasse oder Gem-Klasse
  - HMS Topaze (1903)
  - HMS Amethyst (1903)
  - HMS Diamond (1904)
  - HMS Sapphire (1904)

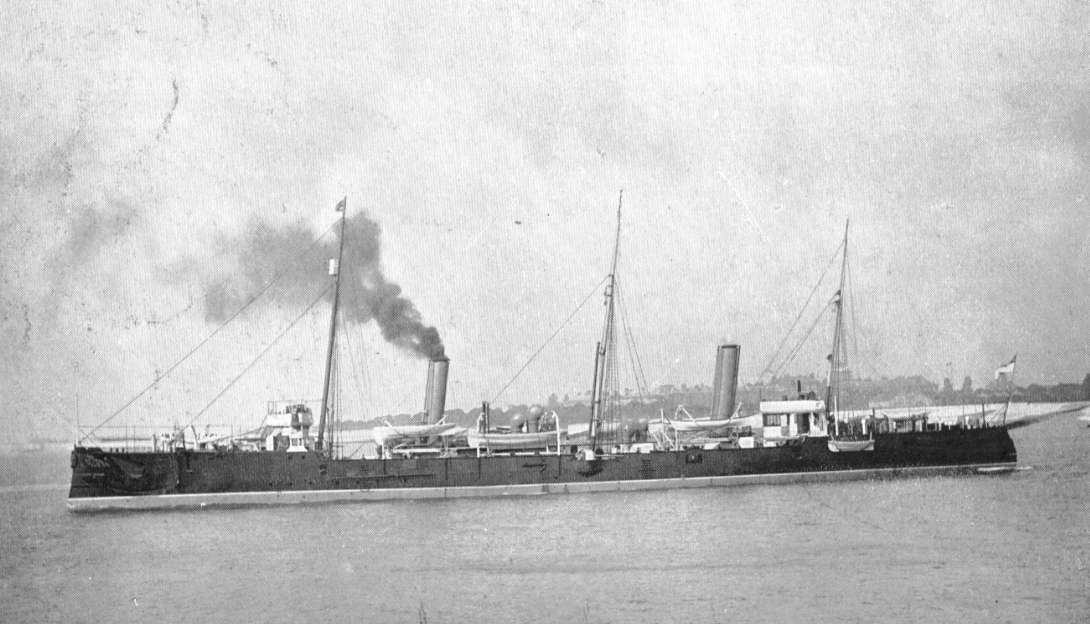
HMS Bellona
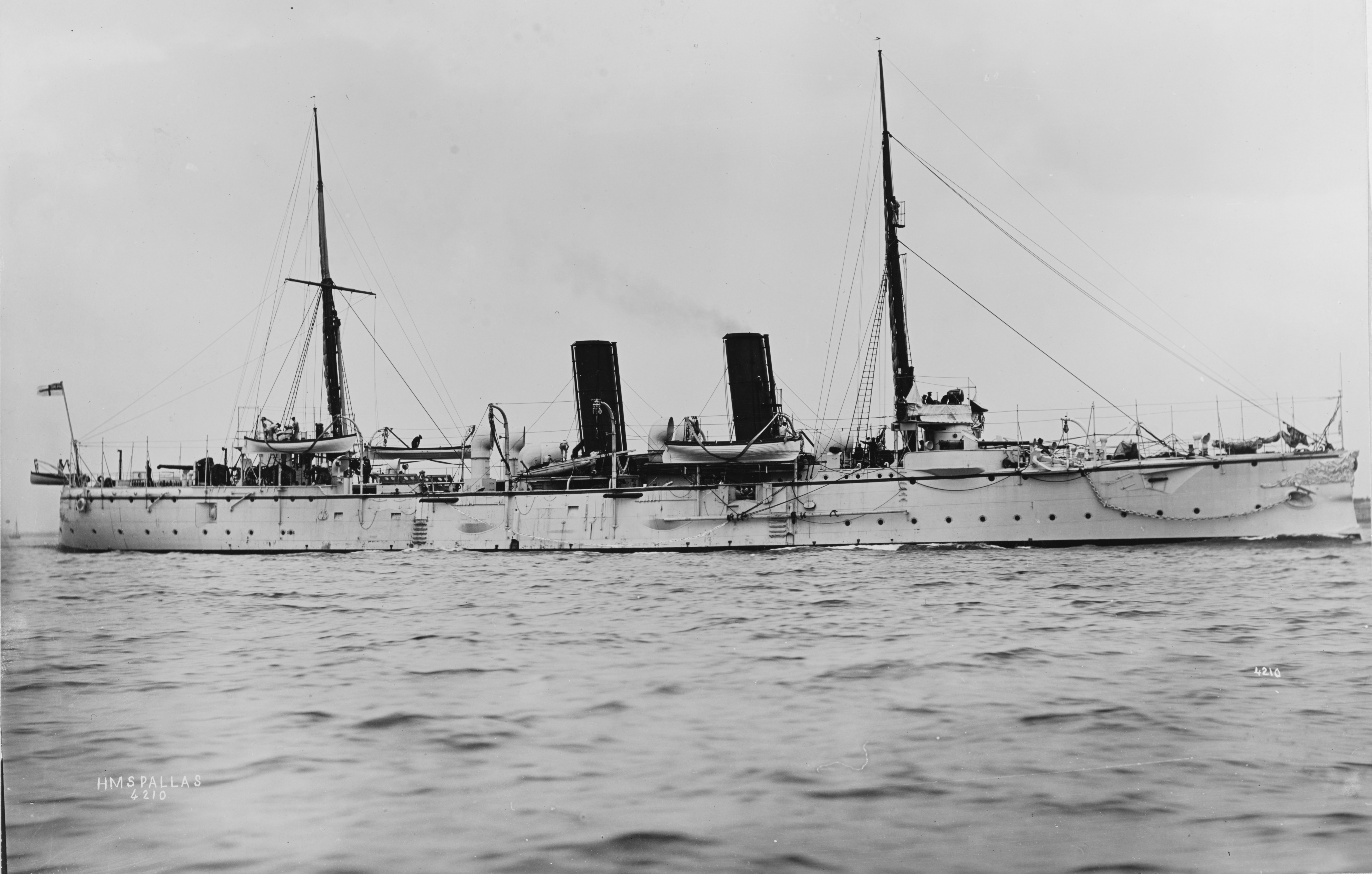
HMS Pallas
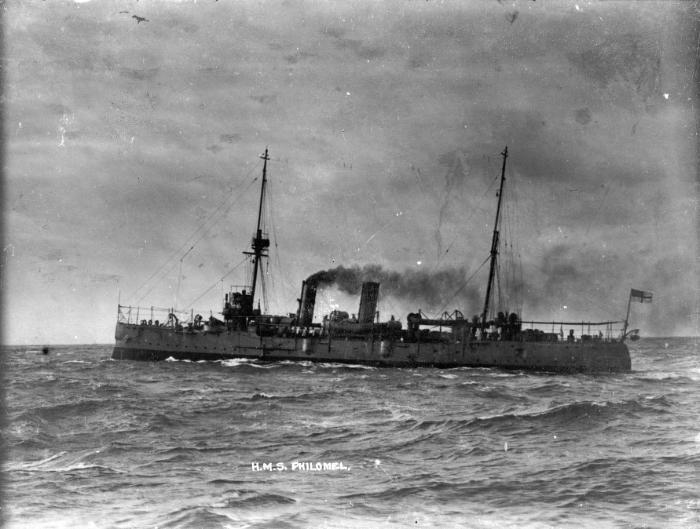
HMS Philomel
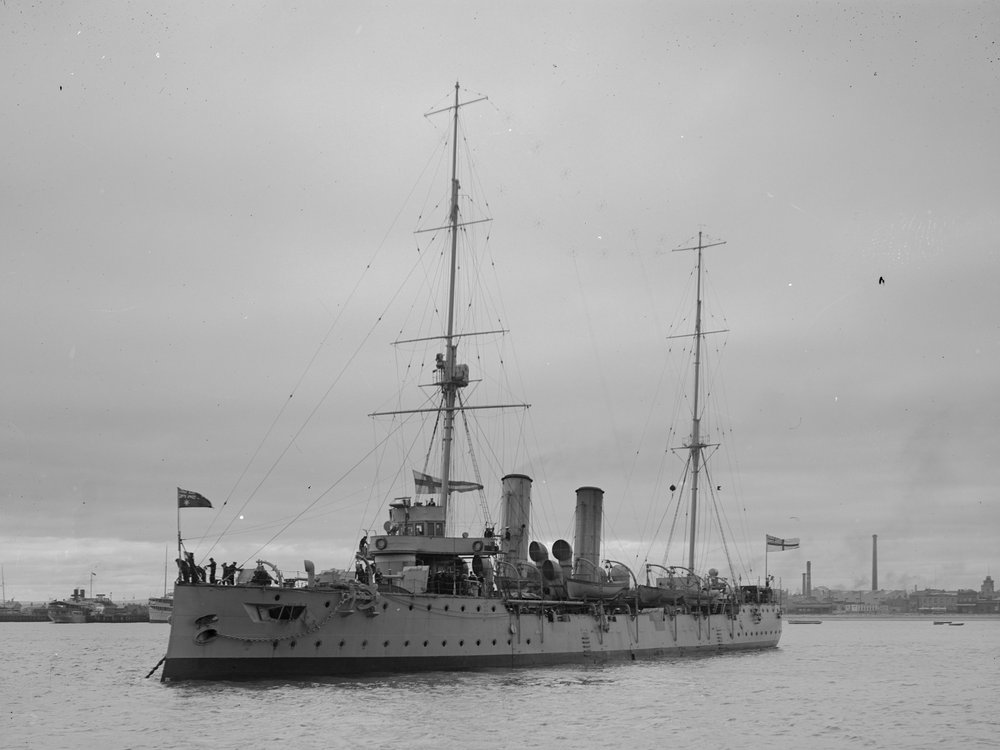
HMAS Pioneer
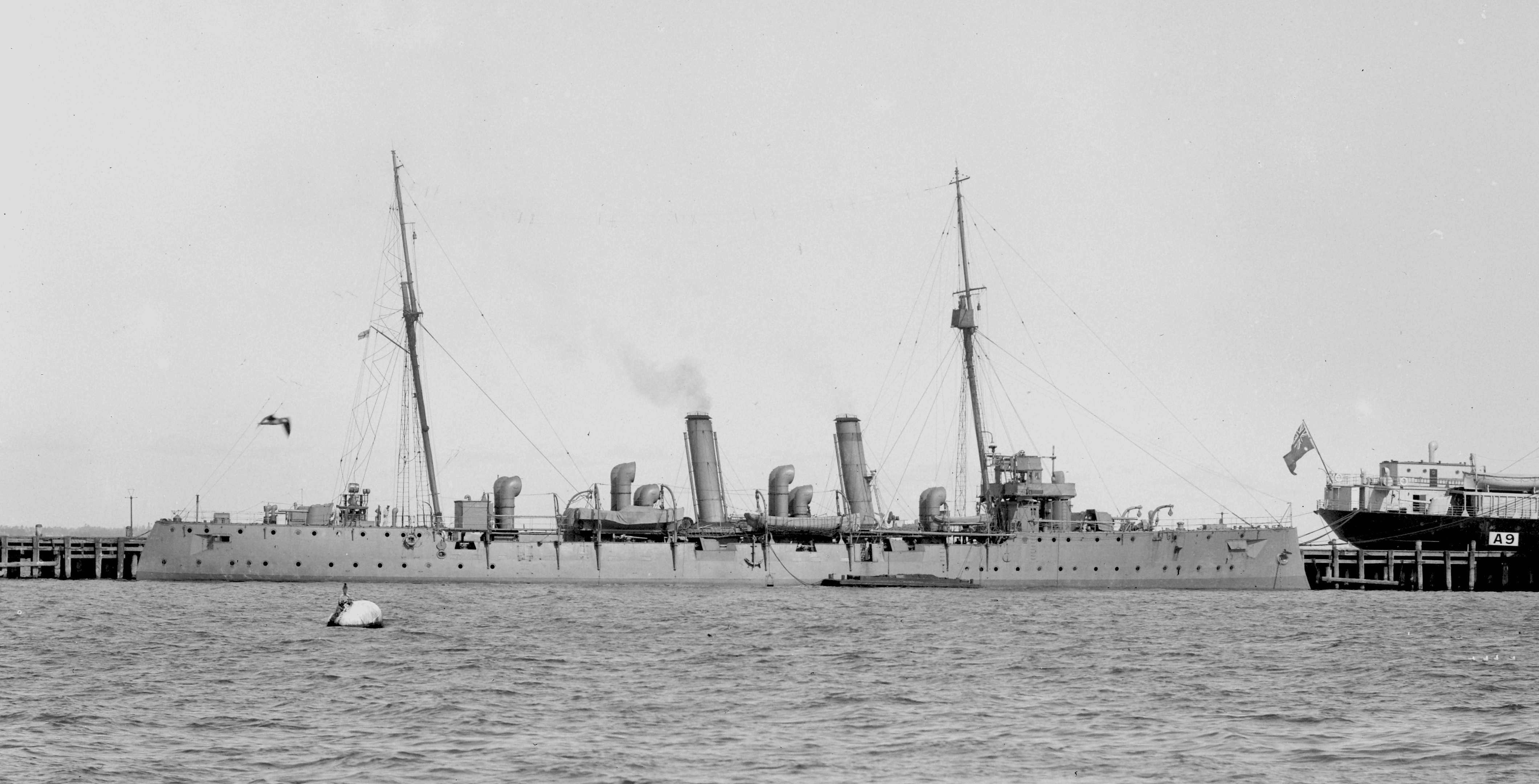
HMS Pyramus
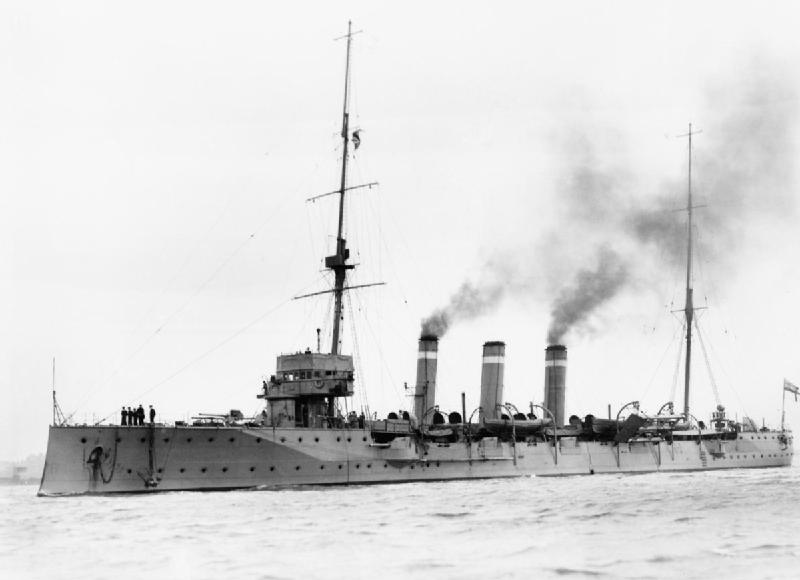
HMS Topaze

### Haiti
- (Italienische) Regioni-Klasse
  - Ferrier (1891) – ex ital. RN Umbria, 1910 angekauft, 1911 bei Überführung nach Haiti auf See verloren

### Italien
- Giovanni Bausan (1883)
- Etna-Klasse
  - Etna (1885)
  - Vesuvio (1886)
  - Stromboli (1886)
  - Ettore Fieramosca (1888)
- Dogali (1885) – 1908 an Uruguay verkauft und zuerst in Veinticinco de Agosto, dann in Montevideo umbenannt
- Piemonte (1888)
- Regioni-Klasse
  - Umbria (1891) – 1911 an Haiti verkauft und in Ferrier umbenannt
  - Lombardia (1890)
  - Etruria (1891)
  - Liguria (1893)
  - Elba (1893)
  - Puglia (1898)
- Calabria (1894)
- Libia (1912, urspr. türk. Drama) – 1911 während des Baus beschlagnahmt
- Campania-Klasse
  - Campania (1914)
  - Basilicata (1914)

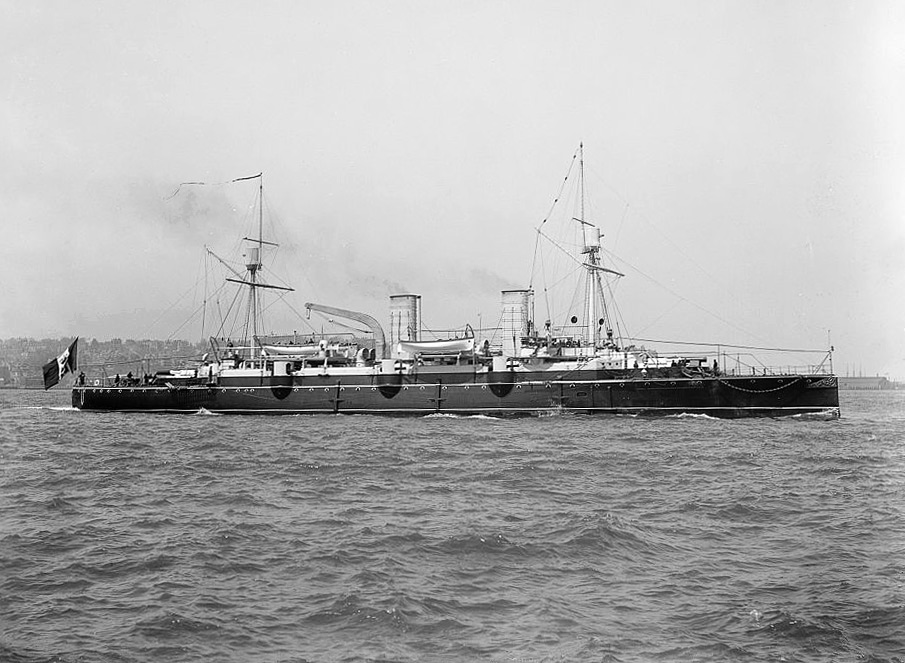
Giovanni Bausan
Etna
Dogali
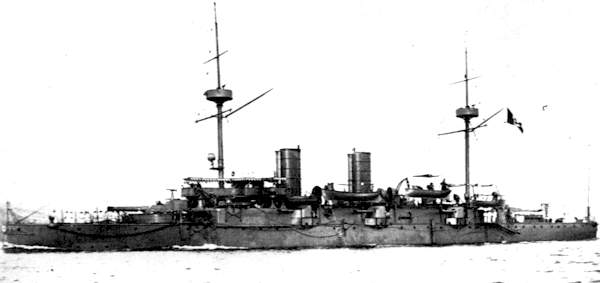
Piemonte
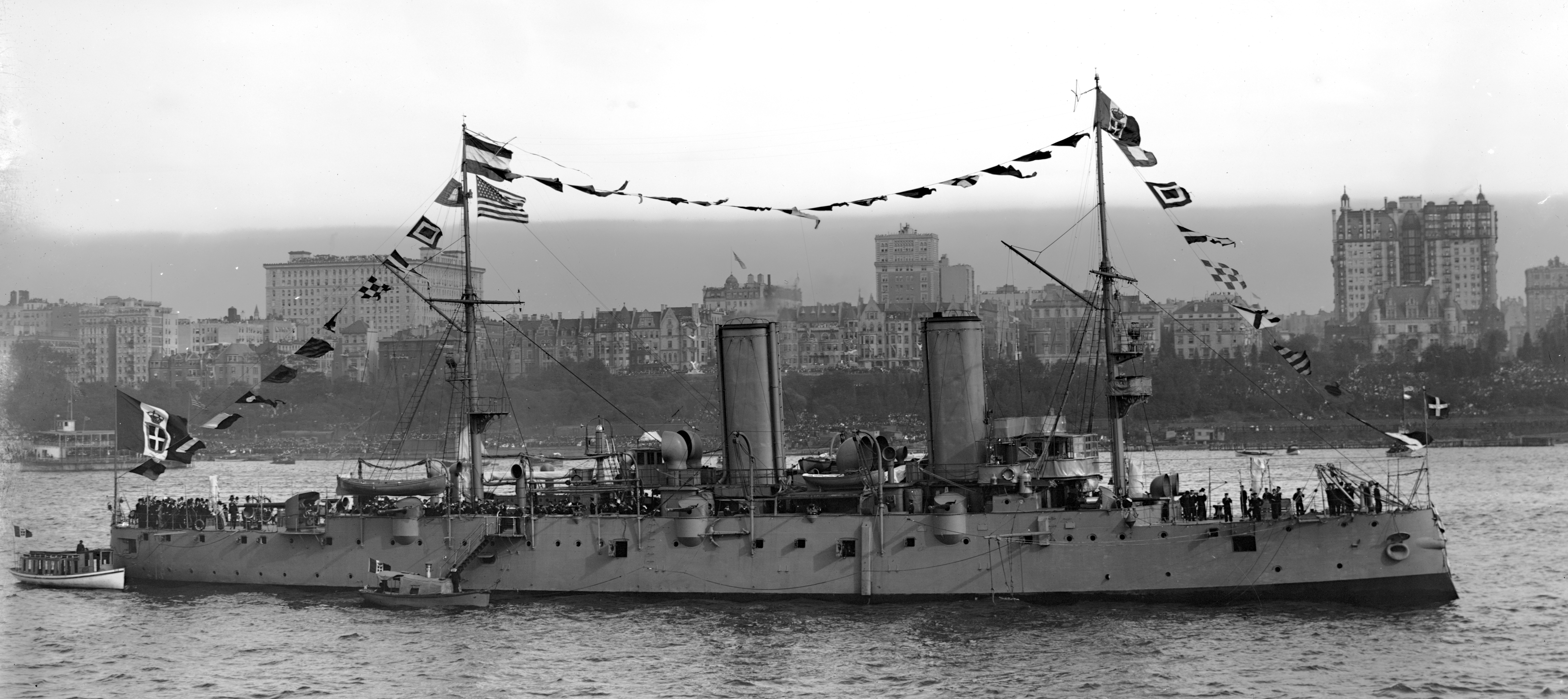
Etruria
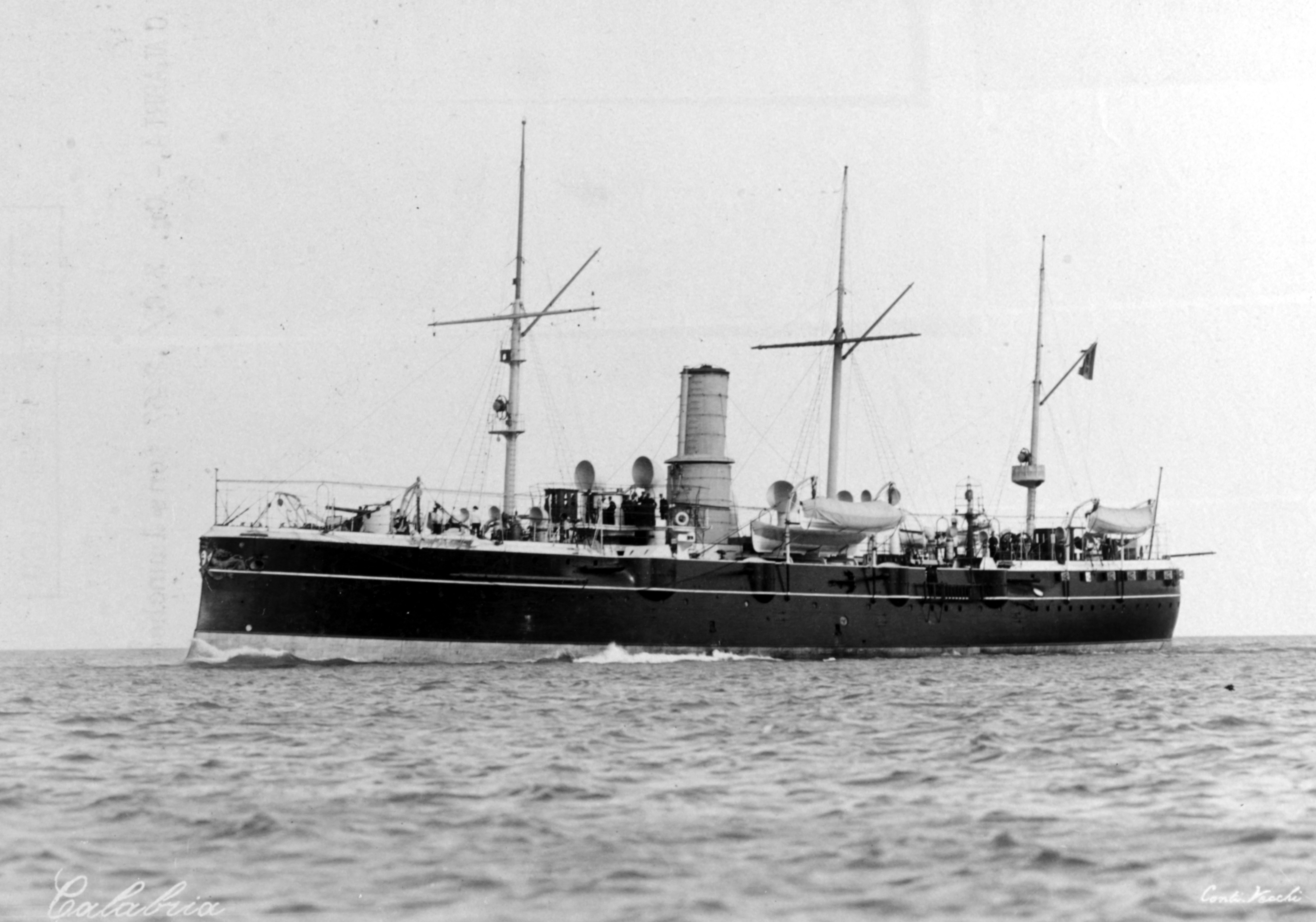
Calabria
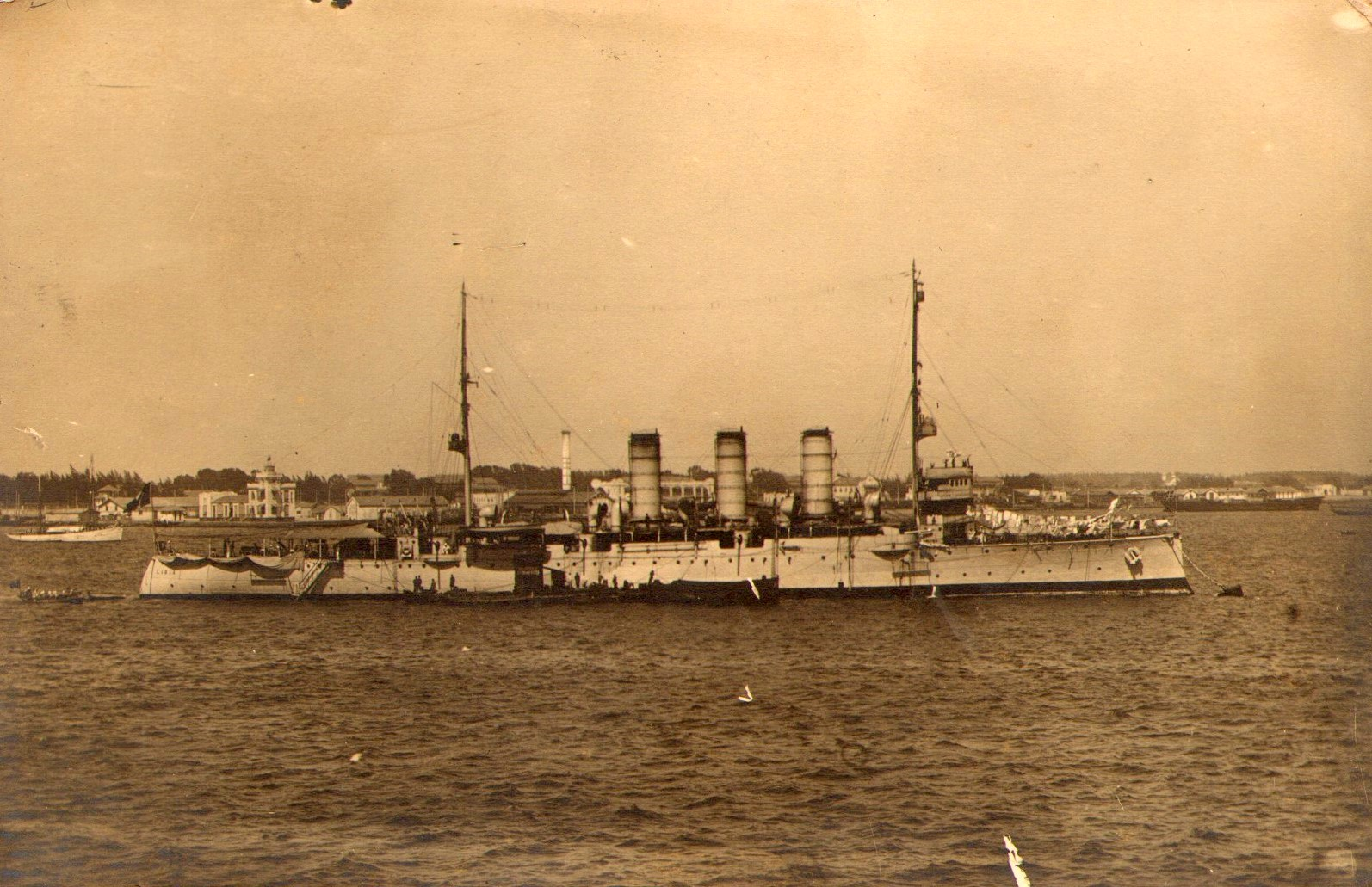
Libia
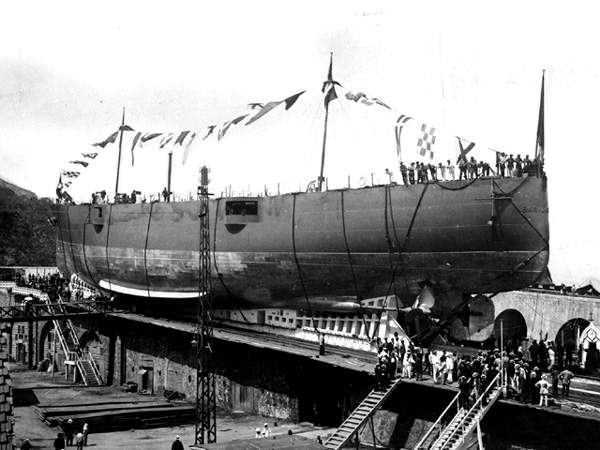
Basilicata beim Stapellauf

### Japan
- Naniwa-Klasse
  - Naniwa (1885)
  - Takachiho (1885)
- Unebi (1886) – 1887 bei der Überführung nach Japan auf See verloren
- Matsushima-Klasse
  - Itsukushima (1889)
  - Matsushima (1890)
  - Hashidate (1891)
- Akitsushima (1892)
- Yoshino (1892)
- Izumi (1883) – ex chilen. Esmeralda, 1894 angekauft
- Saien (1883) – ex chines. Tsi Yuan (Pinyin: Jìyuăn), 1895 in Weihaiwei (heute: Weihai) erbeutet
- Suma-Klasse
  - Suma (1895)
  - Akashi (1897)
- Takasago (1897)
- Kasagi-Klasse
  - Kasagi (1898)
  - Chitose (1898)
- Niitaka-Klasse
  - Niitaka (1902)
  - Tsushima (1902)
- Otowa (1903)
- Suzuya – ex russ. Nowik, 1905 in Korsakow erbeutet
- Sōya – ex russ. Warjag, 1905 in Tschemulpo (heute: Incheon) erbeutet
- (Russische) Pallada-Klasse
  - Tsugaru (1899) – ex russ. Pallada, 1905 in Port Arthur (heute: Lüshunkou) erbeutet
- Tone (1907)
- Yodo-Klasse – von der Japanischen Marine als Depeschenboote klassifiziert
  - Yodo (1907)
  - Mogami (1908)

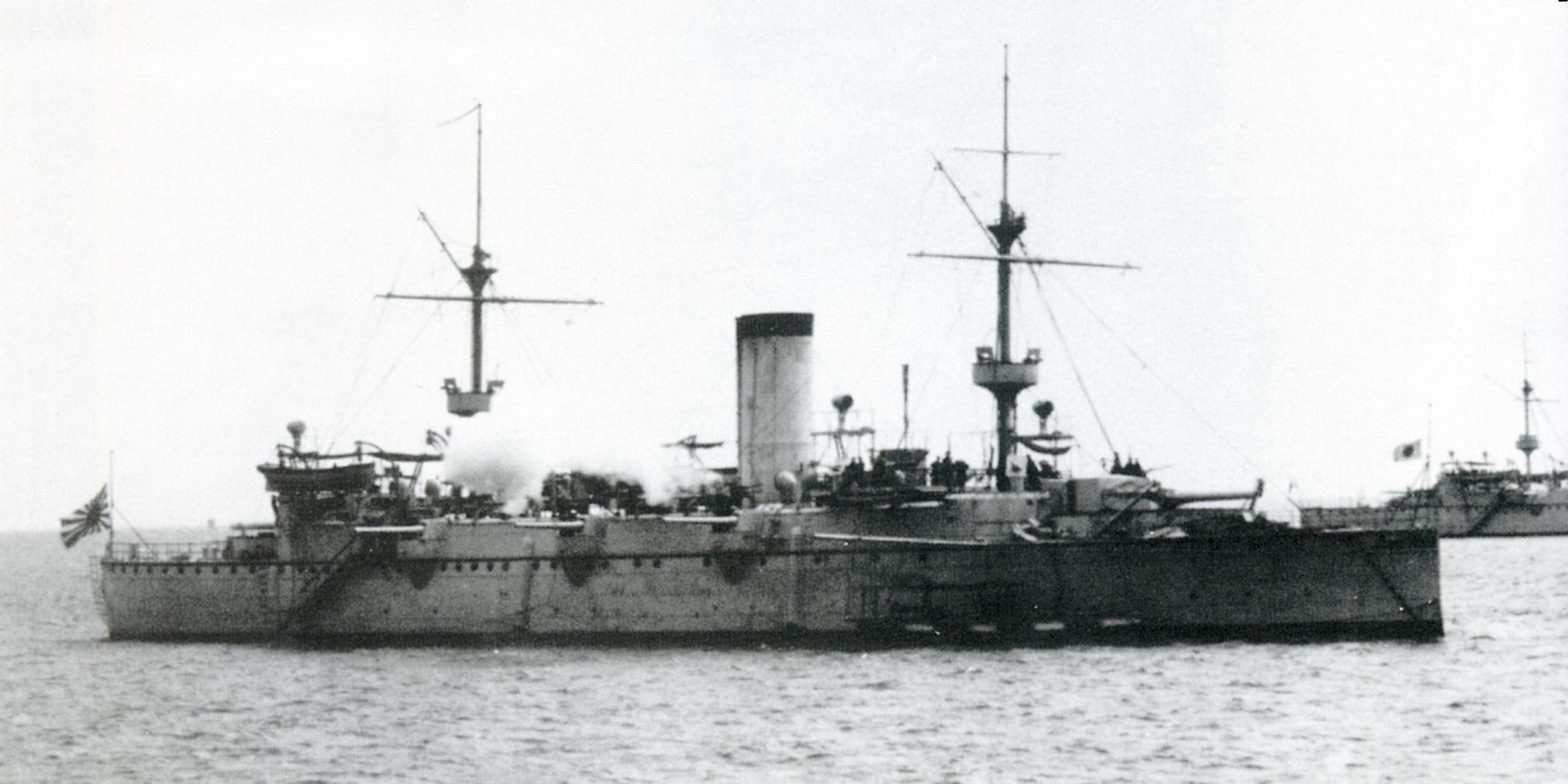
Naniwa
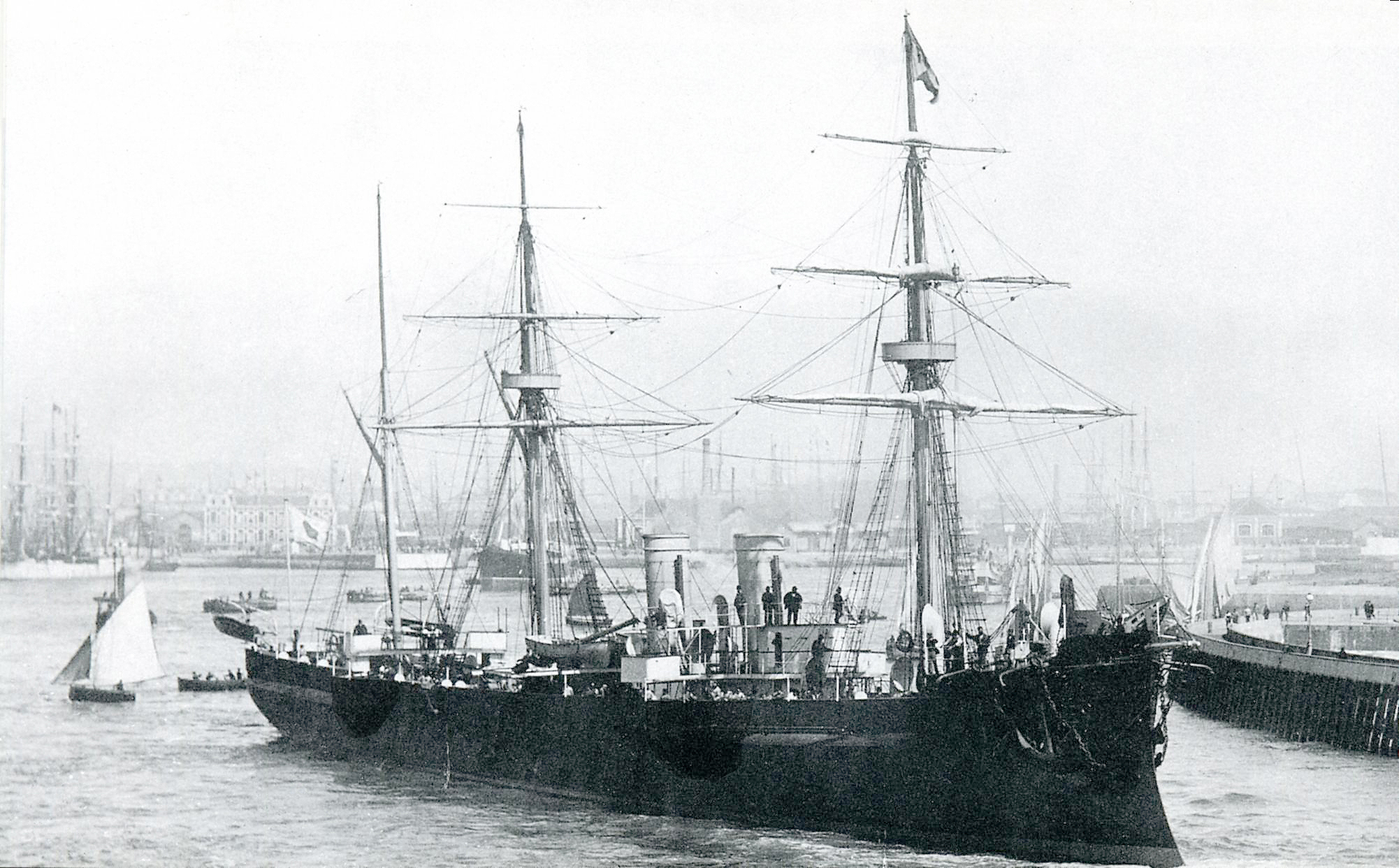
Unebi
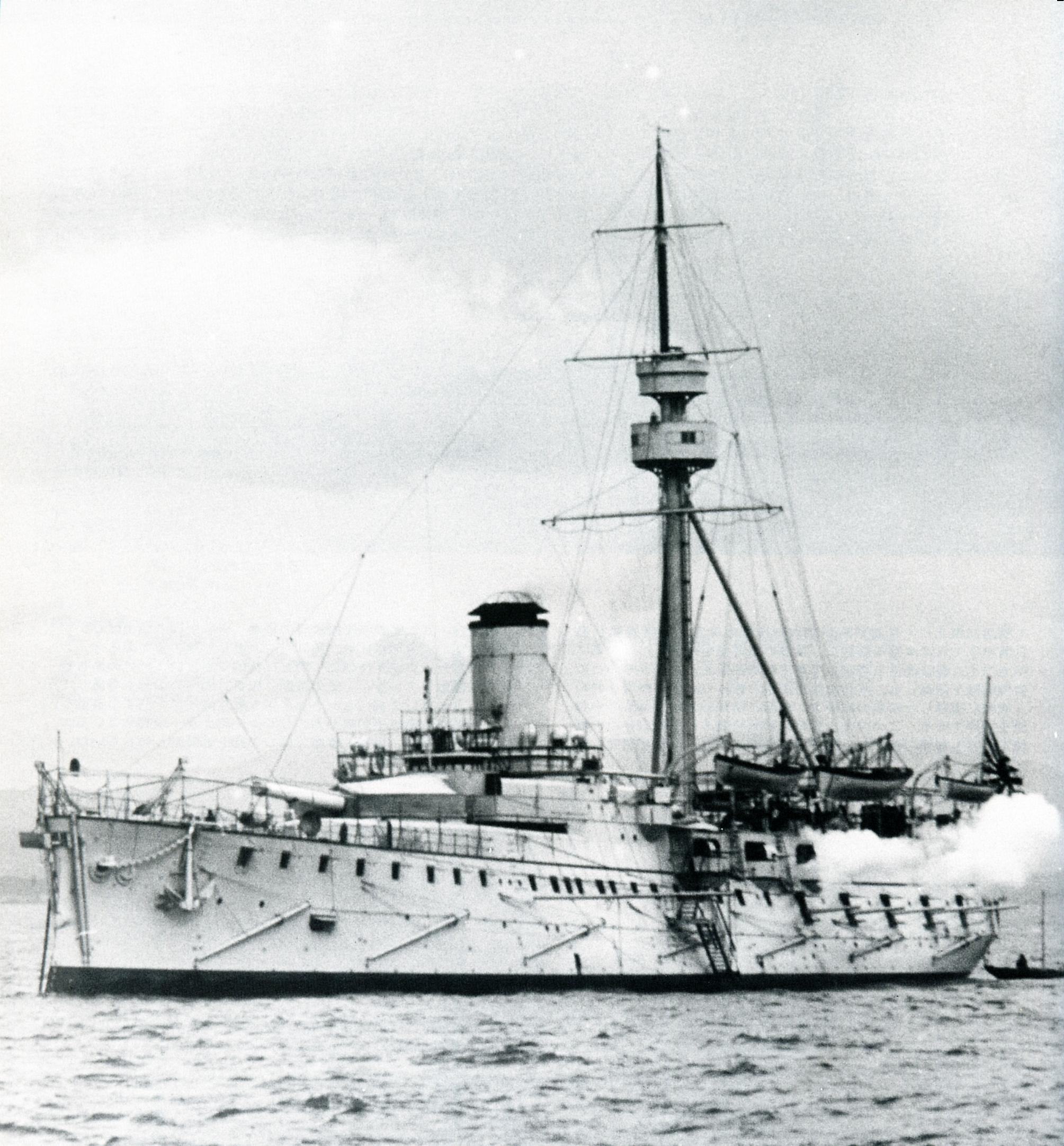
Itsukushima
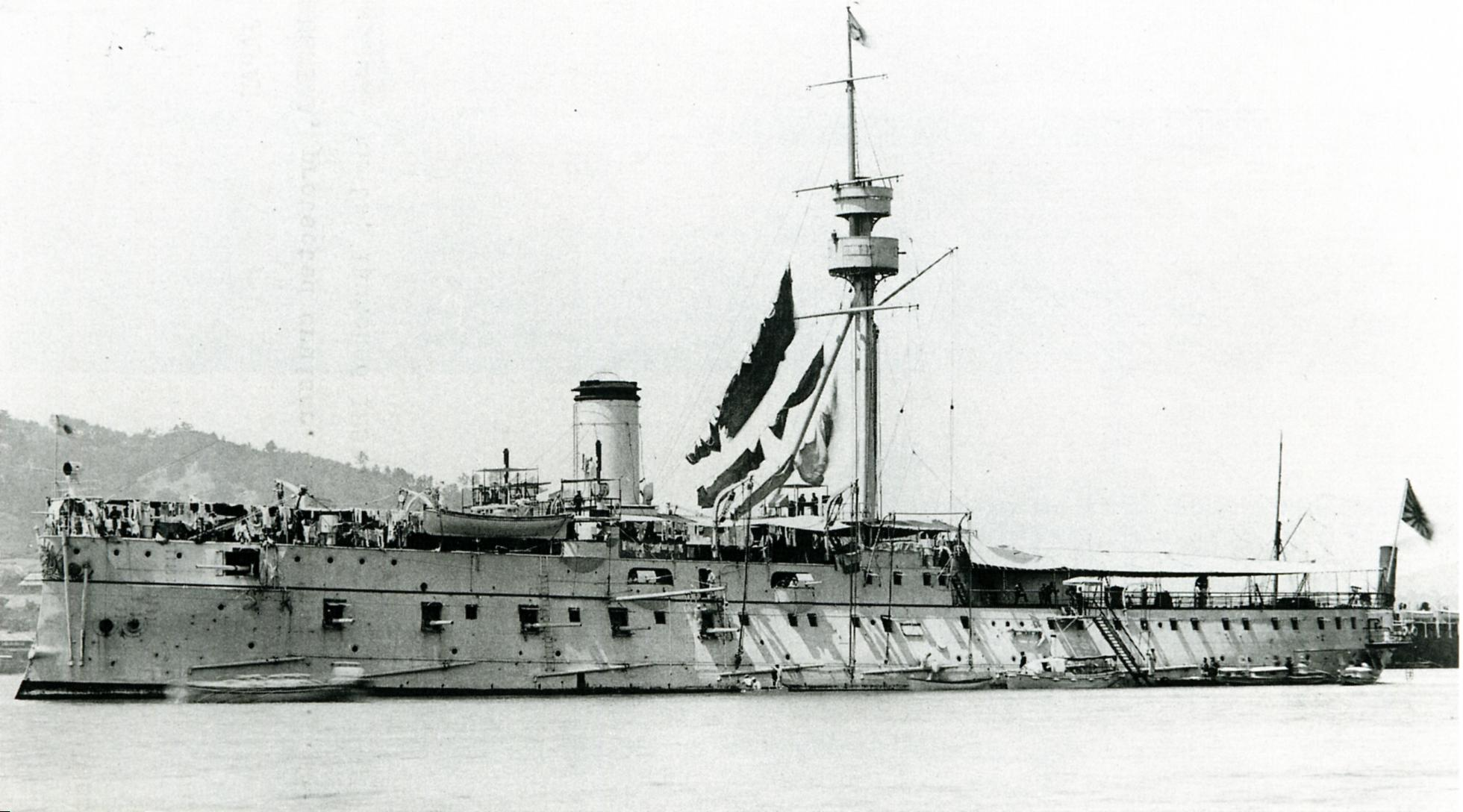
Matsushima
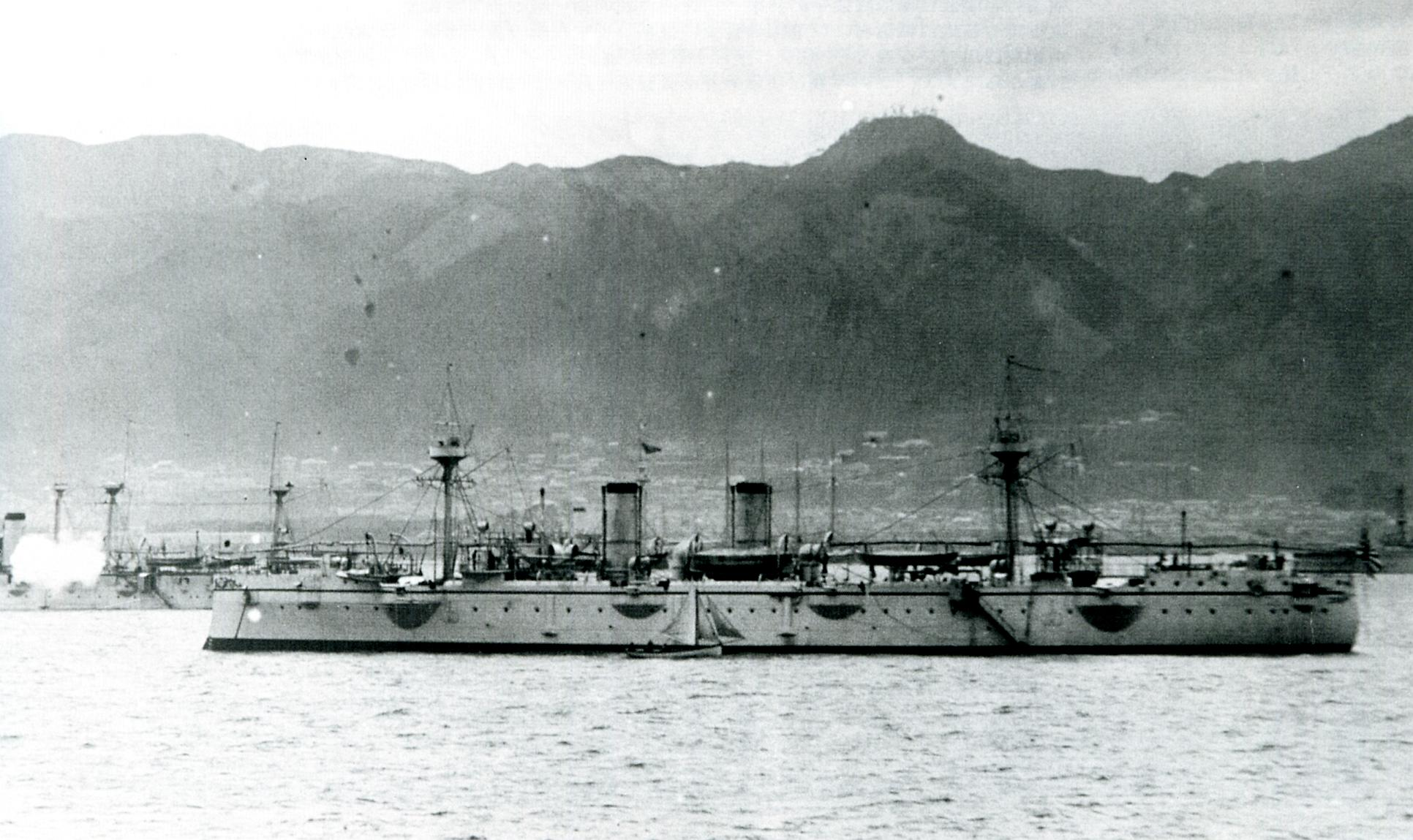
Akitsushima
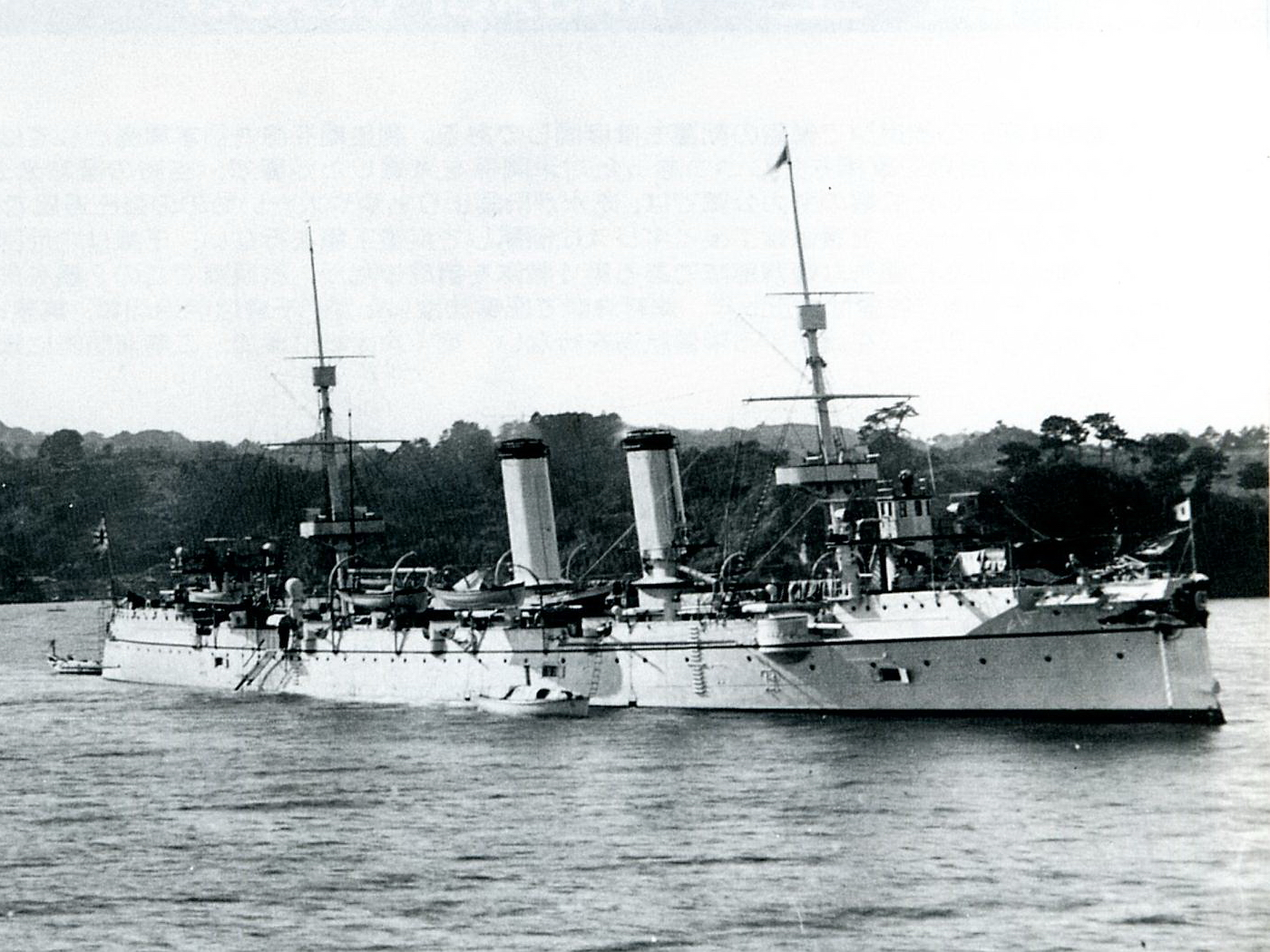
Yoshino
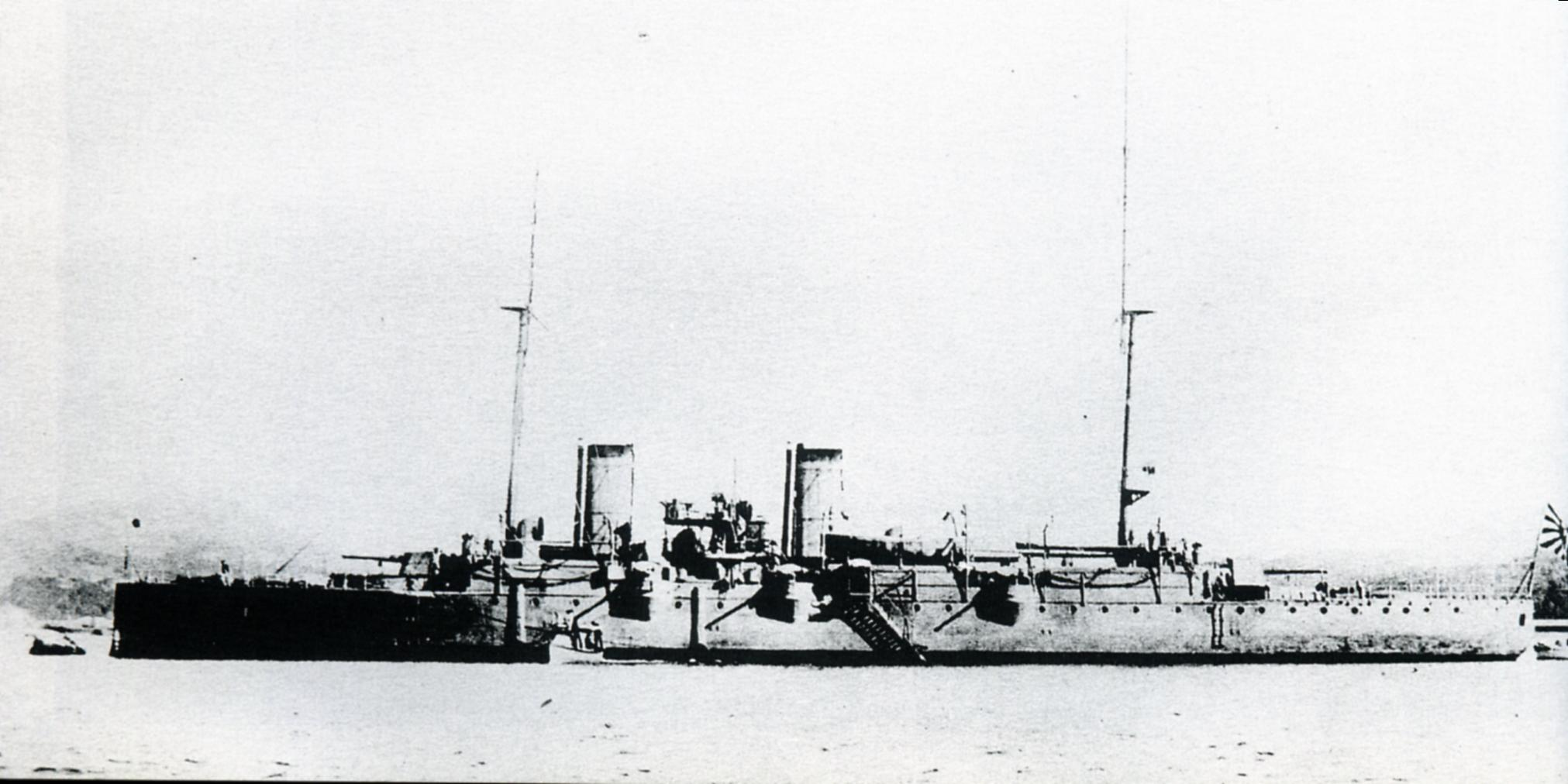
Izumi
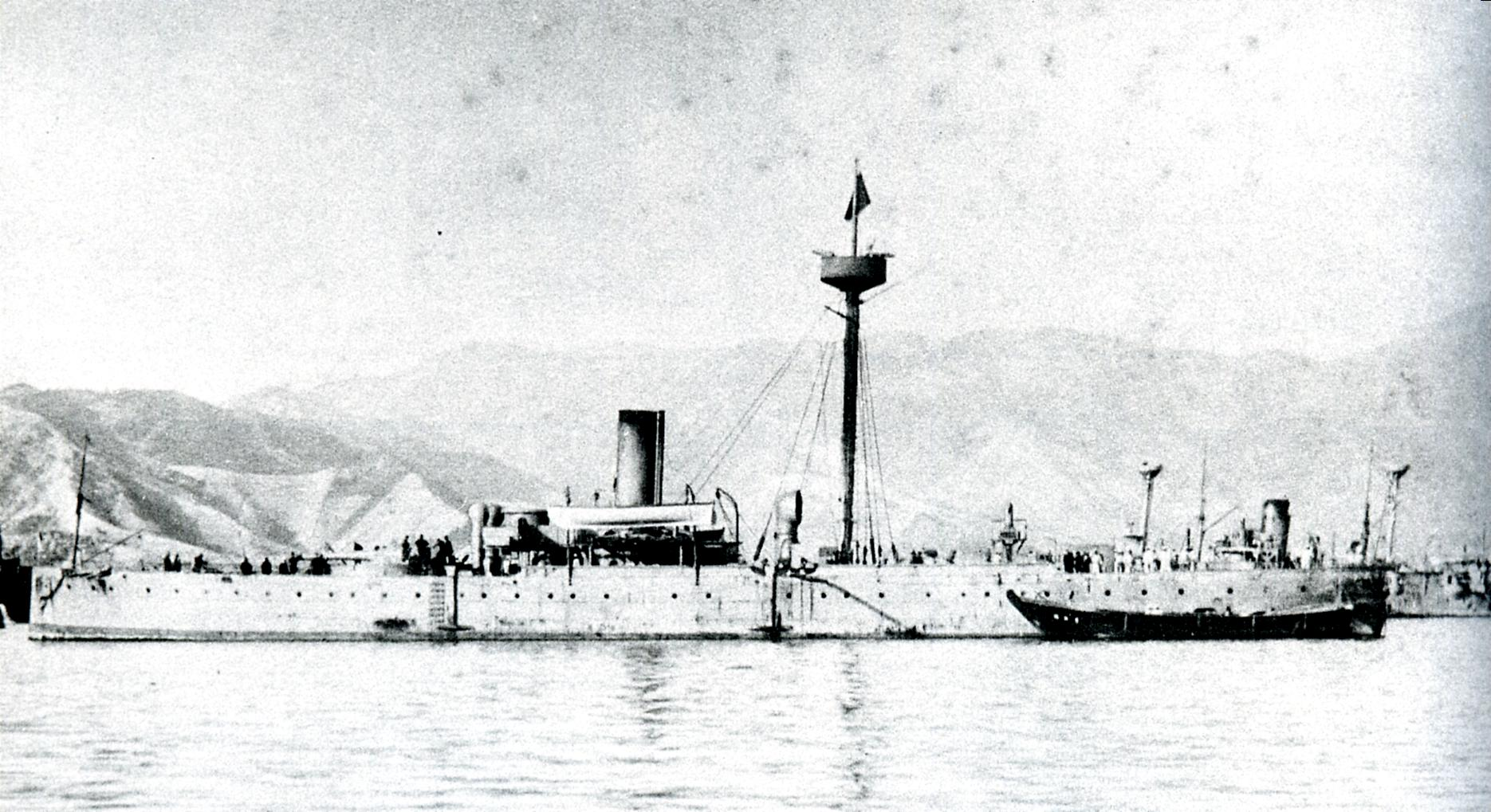
Saien
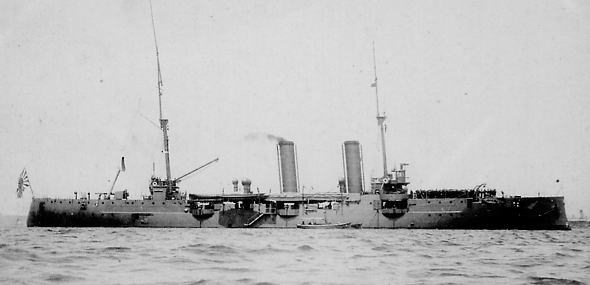
Suma
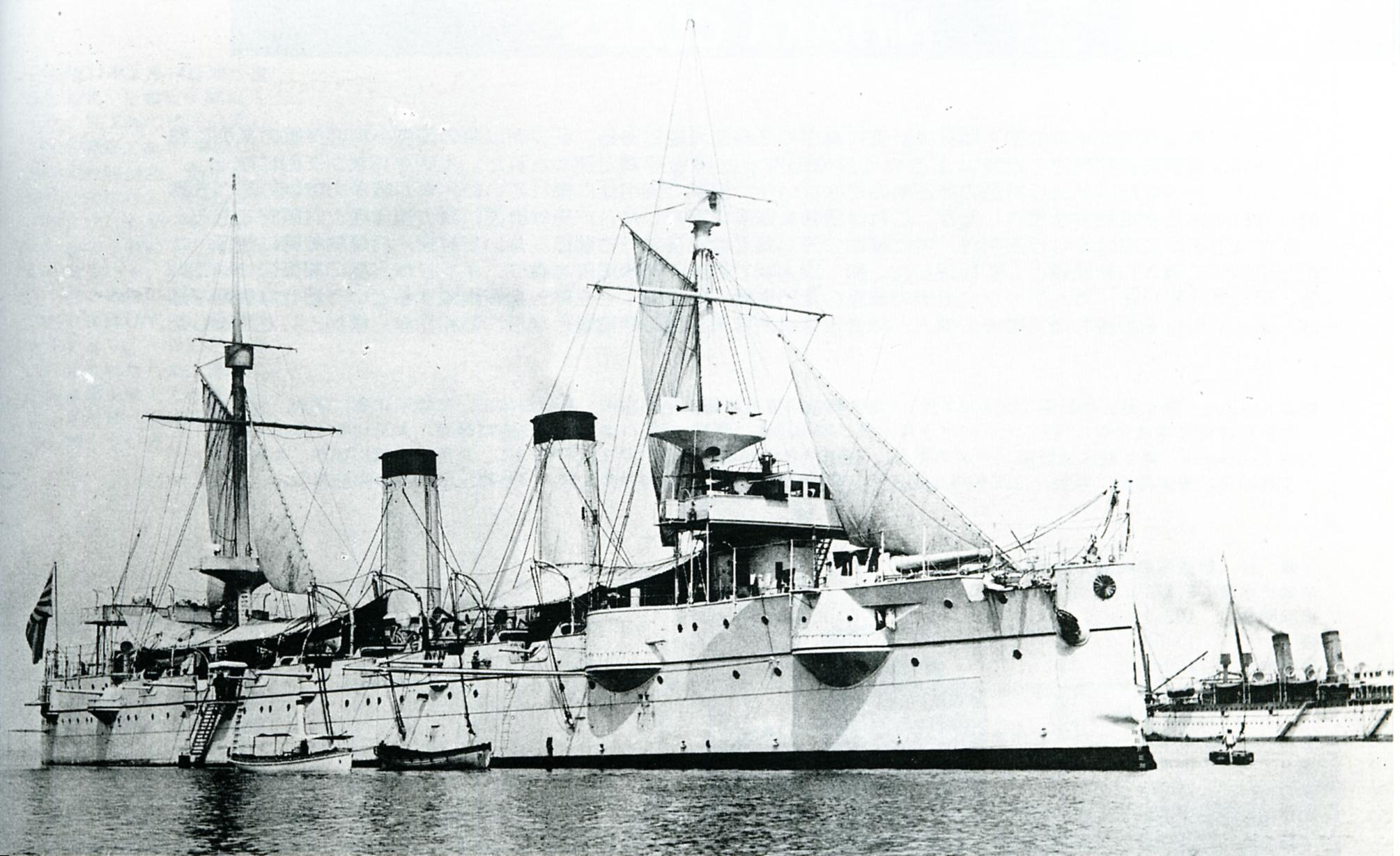
Kasagi
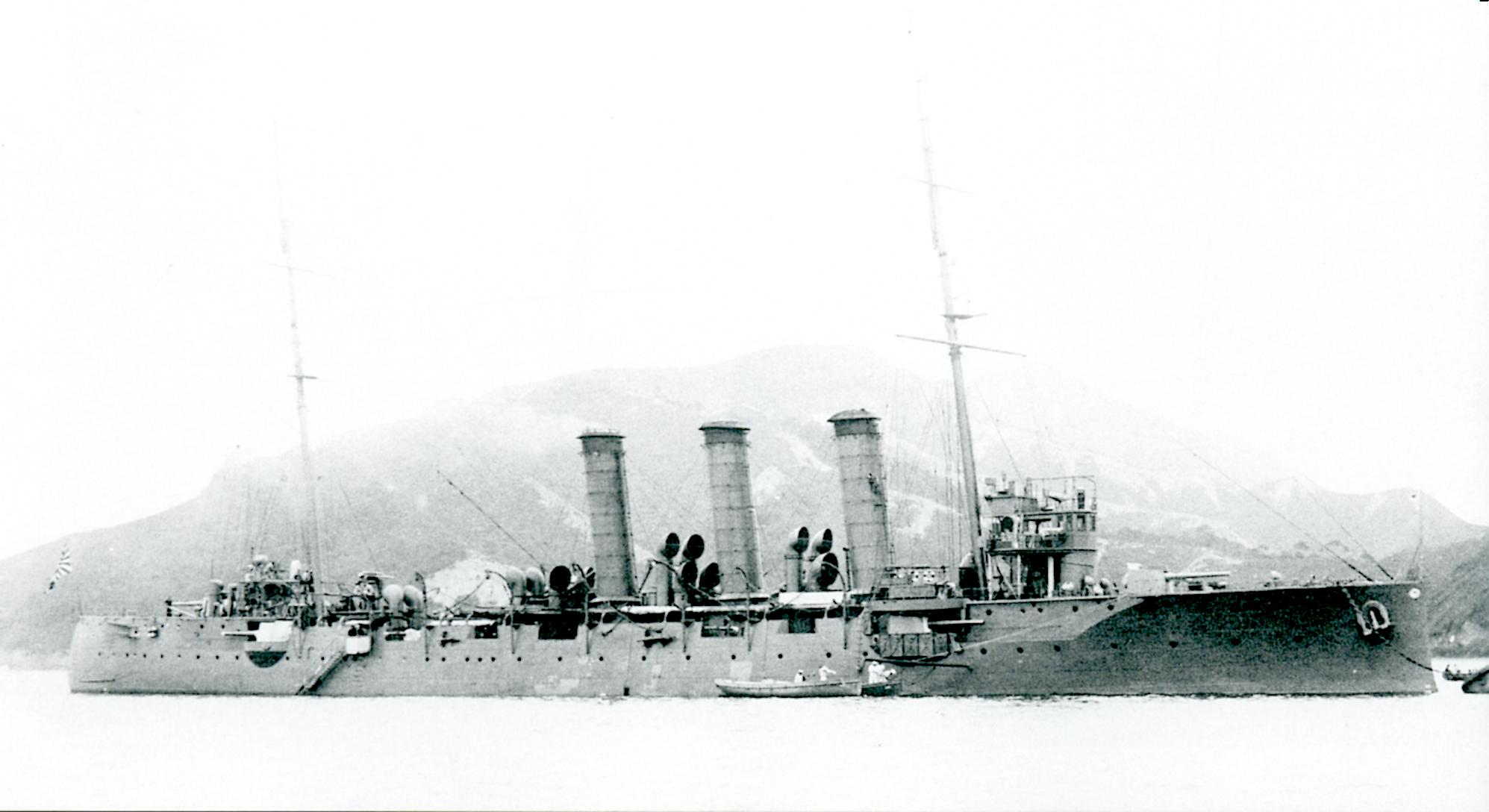
Niitaka
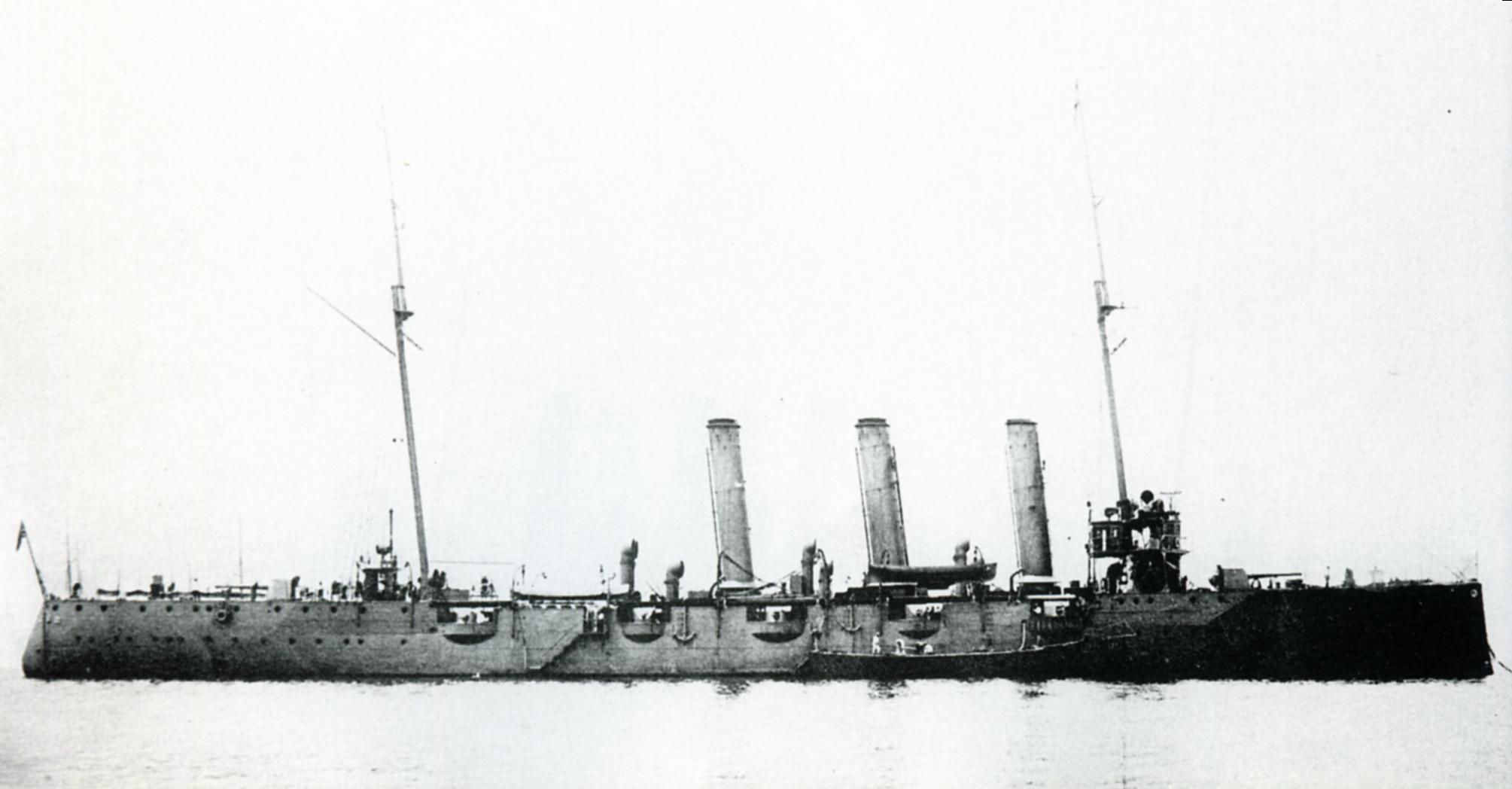
Otowa
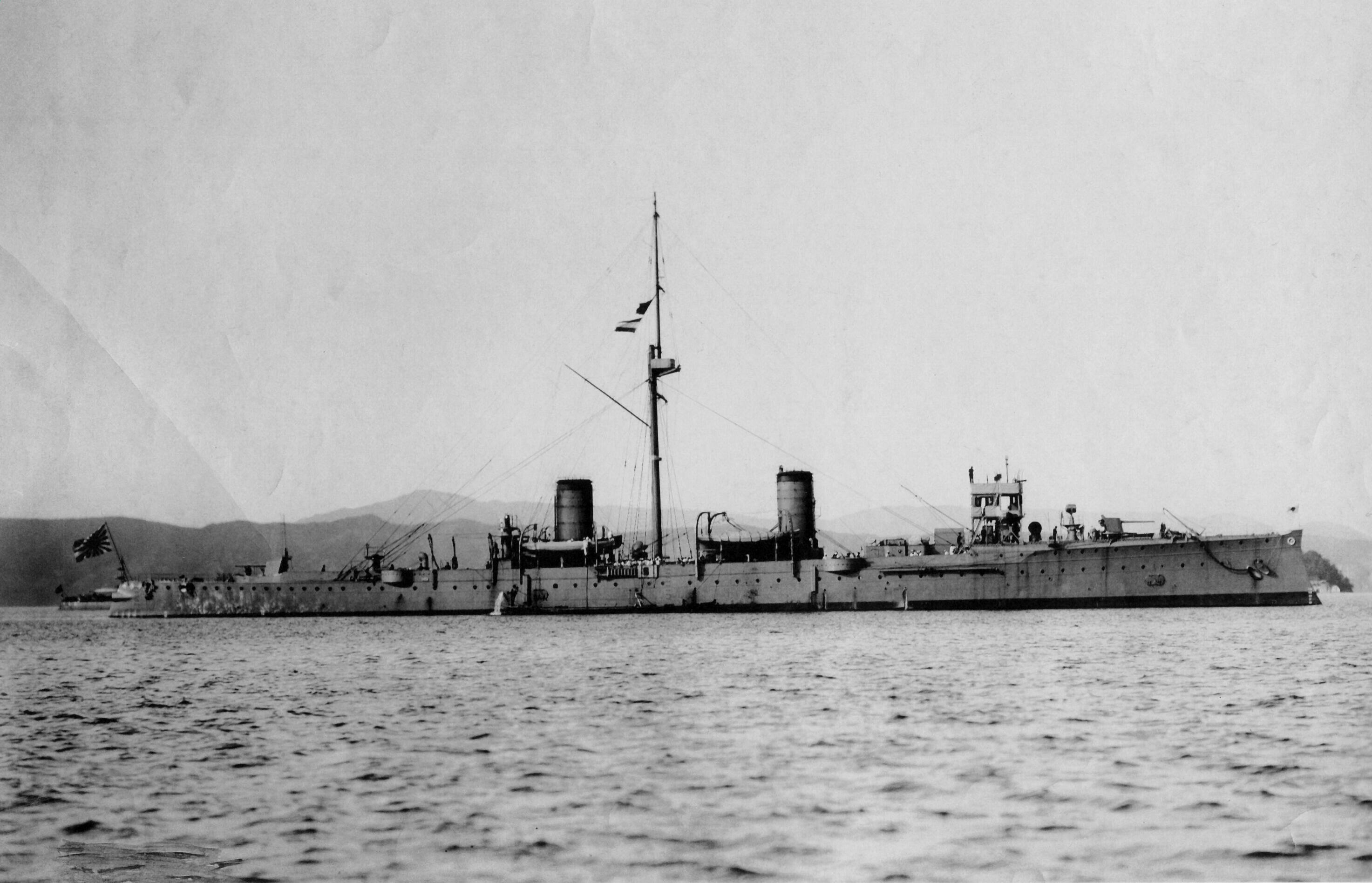
Suzuya
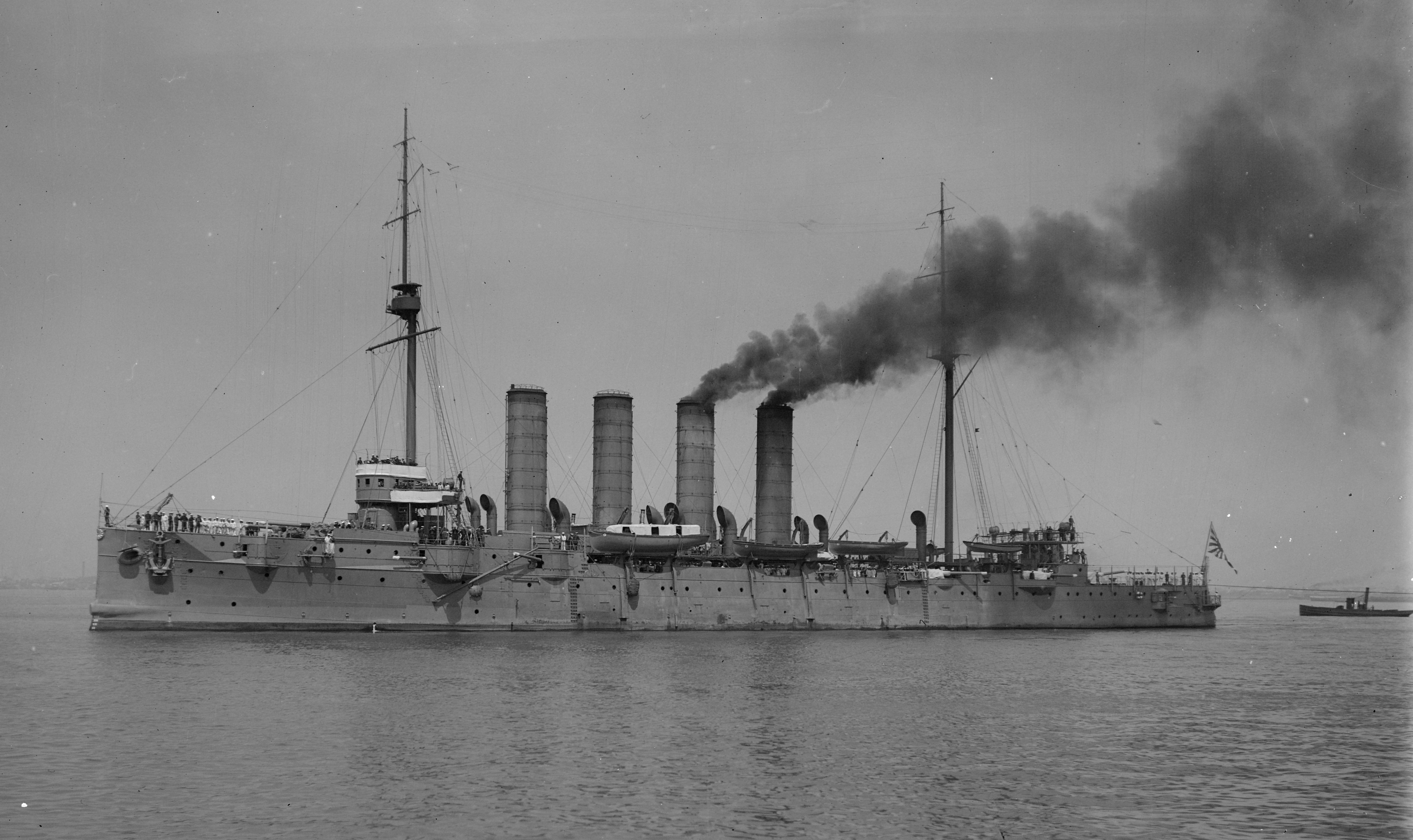
Sōya
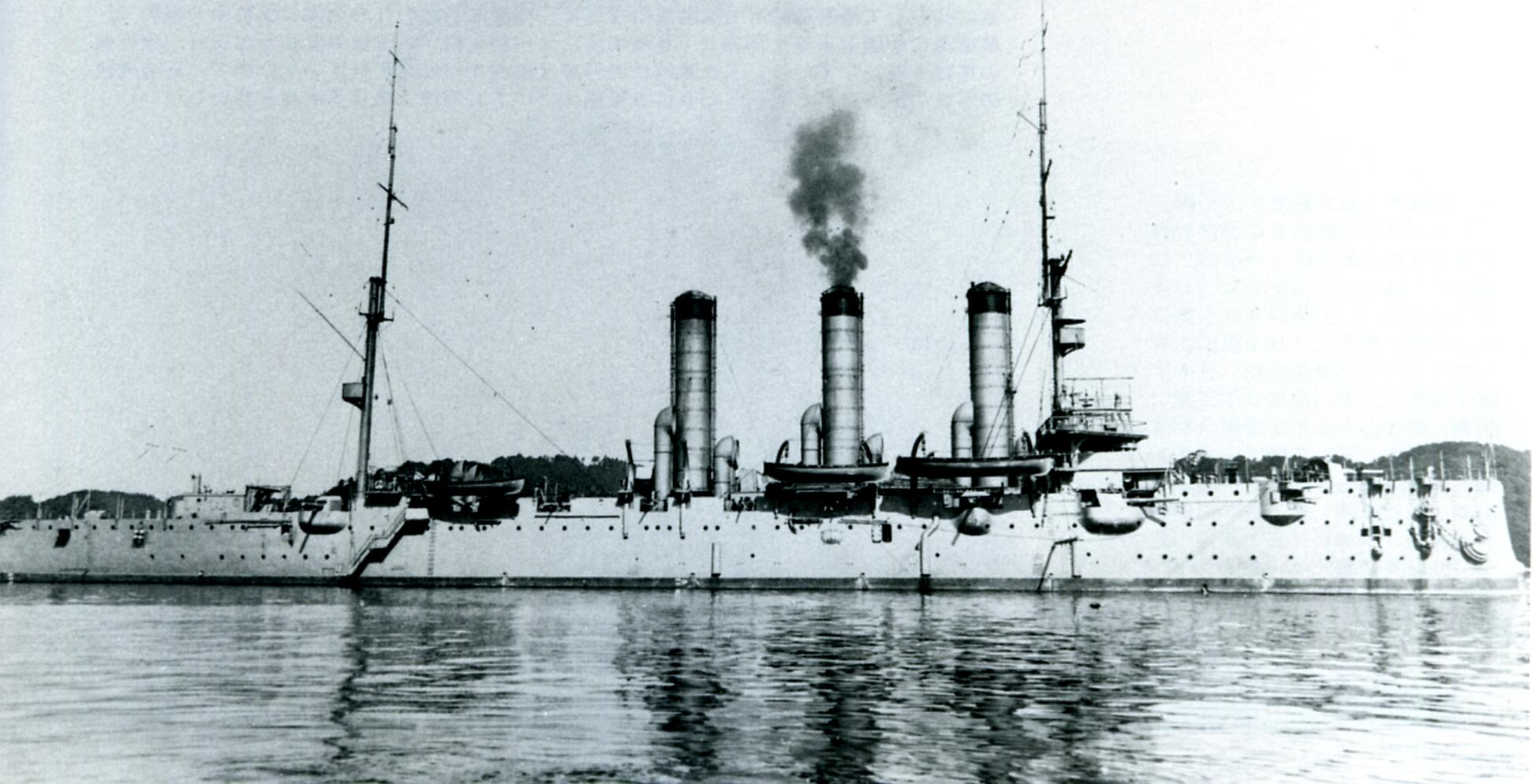
Tsugaru
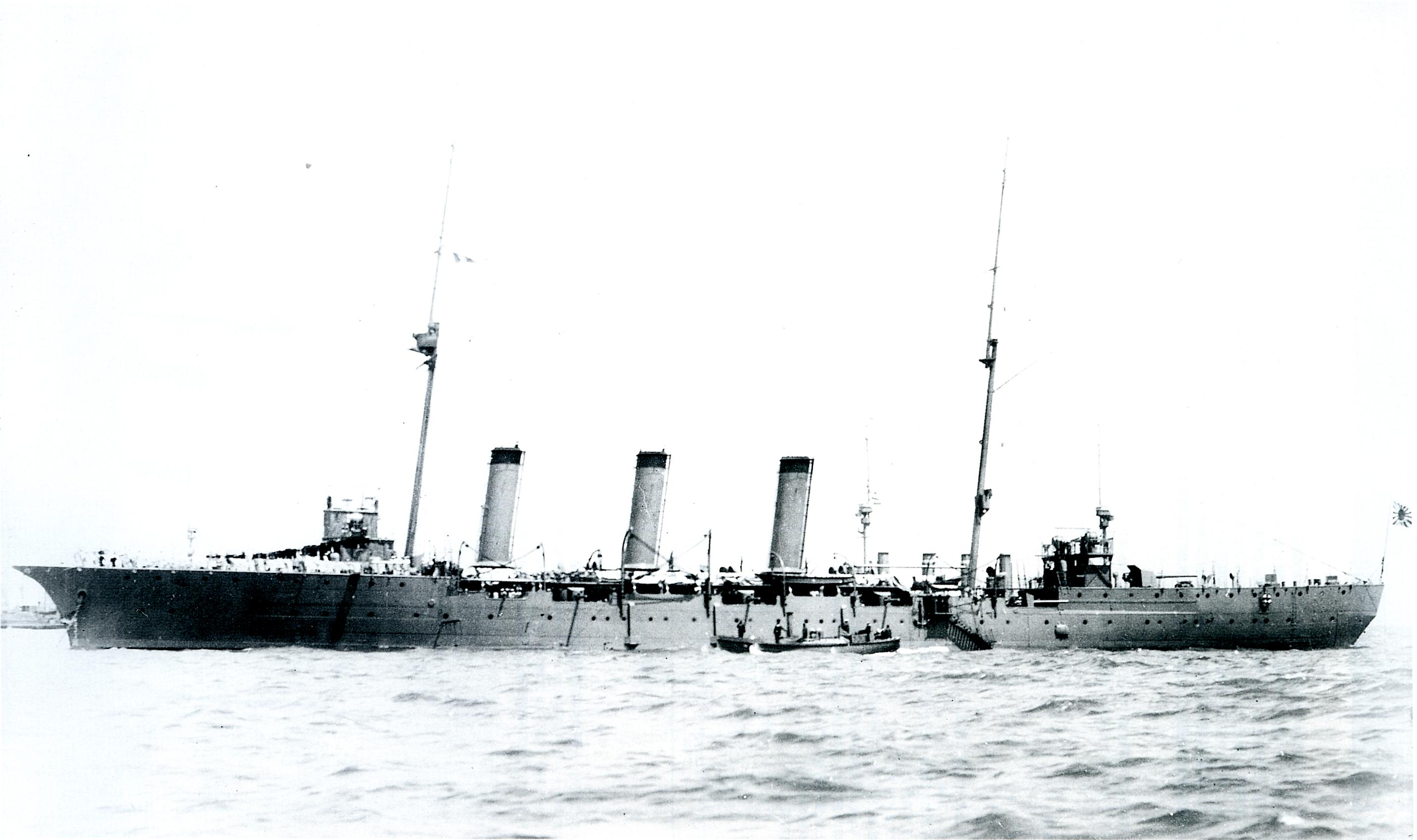
Tone
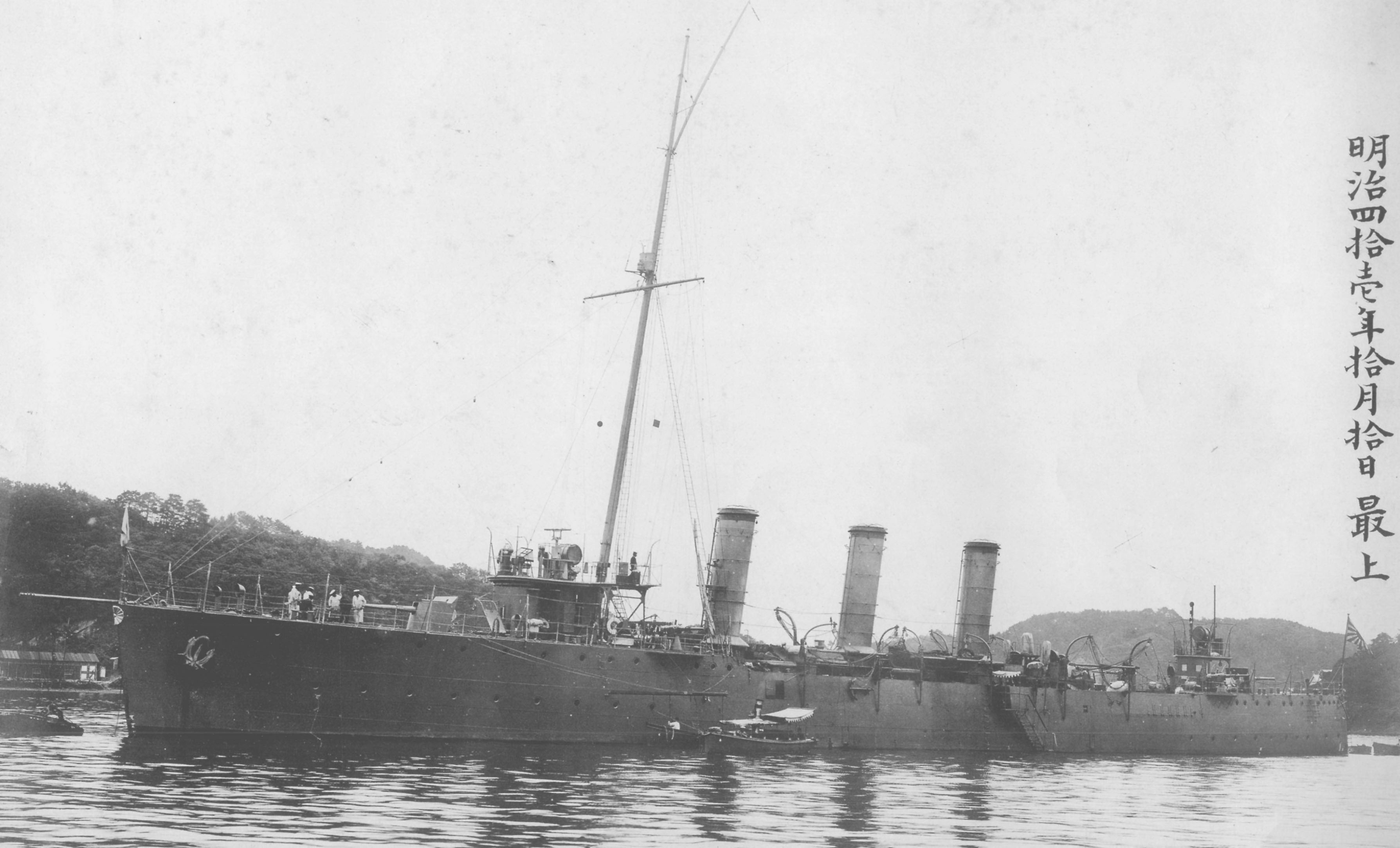
Mogami

### Jugoslawien
- (Deutsche) Gazelle-Klasse
  - Dalmacija (1899) – ex deut. Niobe, 1925 angekauft und zum Schulkreuzer umgebaut; 1941/43 als Cattaro italienisch, 1943 unter ursprünglichem Namen wieder deutsch

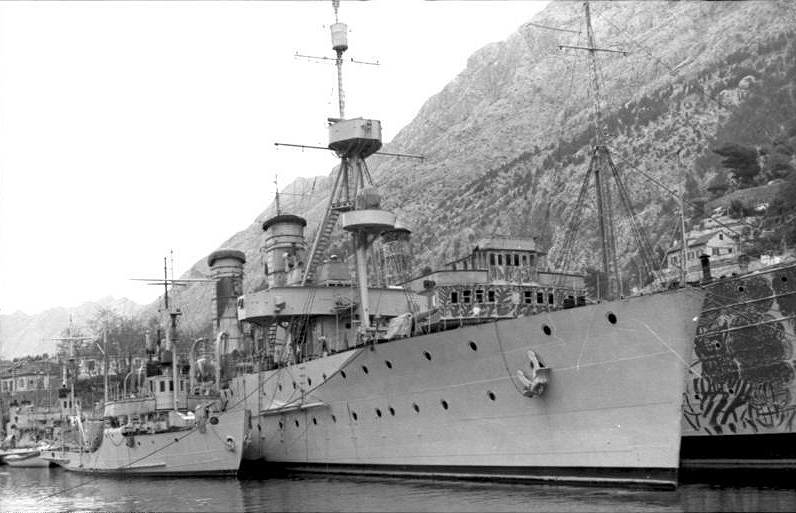
Dalmacija

### Niederlande
- Sumatra (1890)
- Koningin Wilhelmina der Nederlanden (1892)
- Holland-Klasse
  - Holland (1898)
  - Zeeland (1898)
  - Friesland (1898)
  - Gelderland (1900)
  - Noordbrabant (1900)
  - Utrecht (1901)

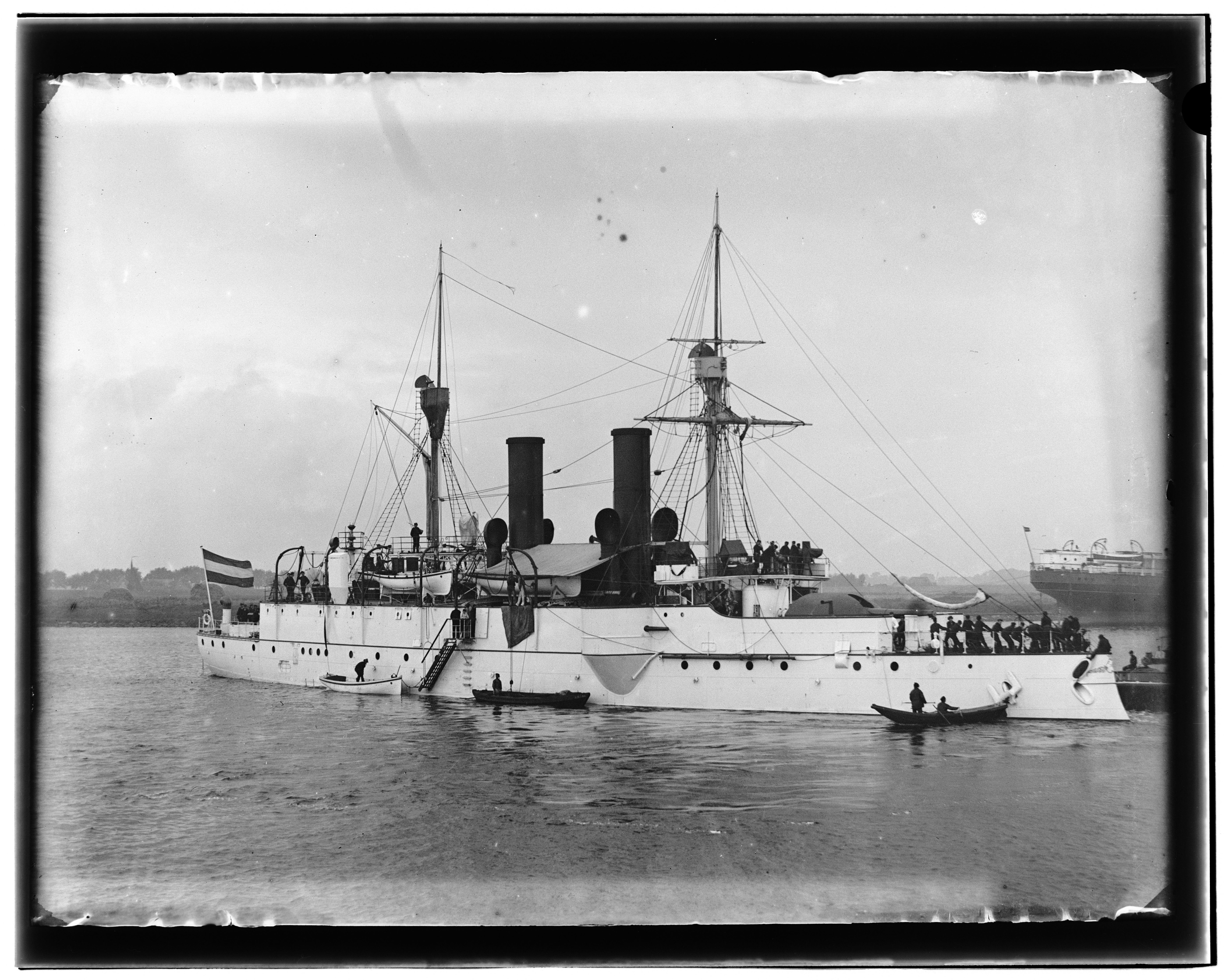
Sumatra
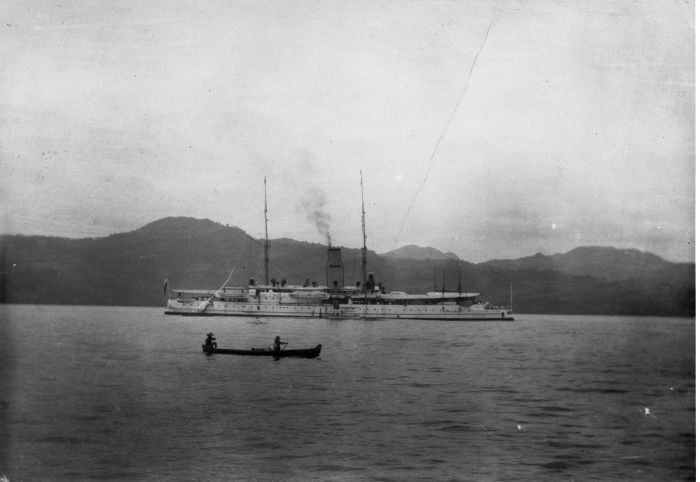
Koningin Wilhelmina der Nederlanden
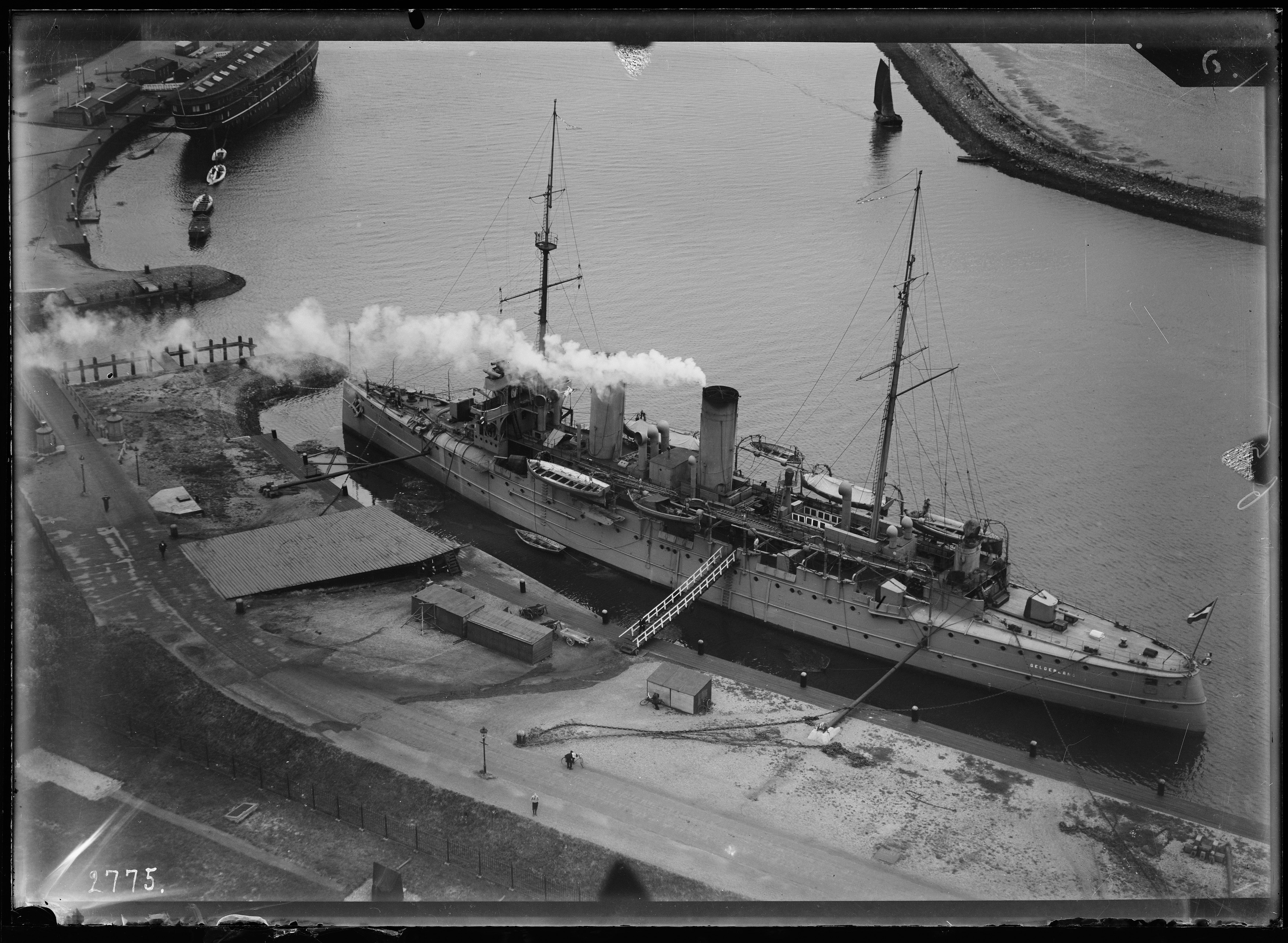
Gelderland
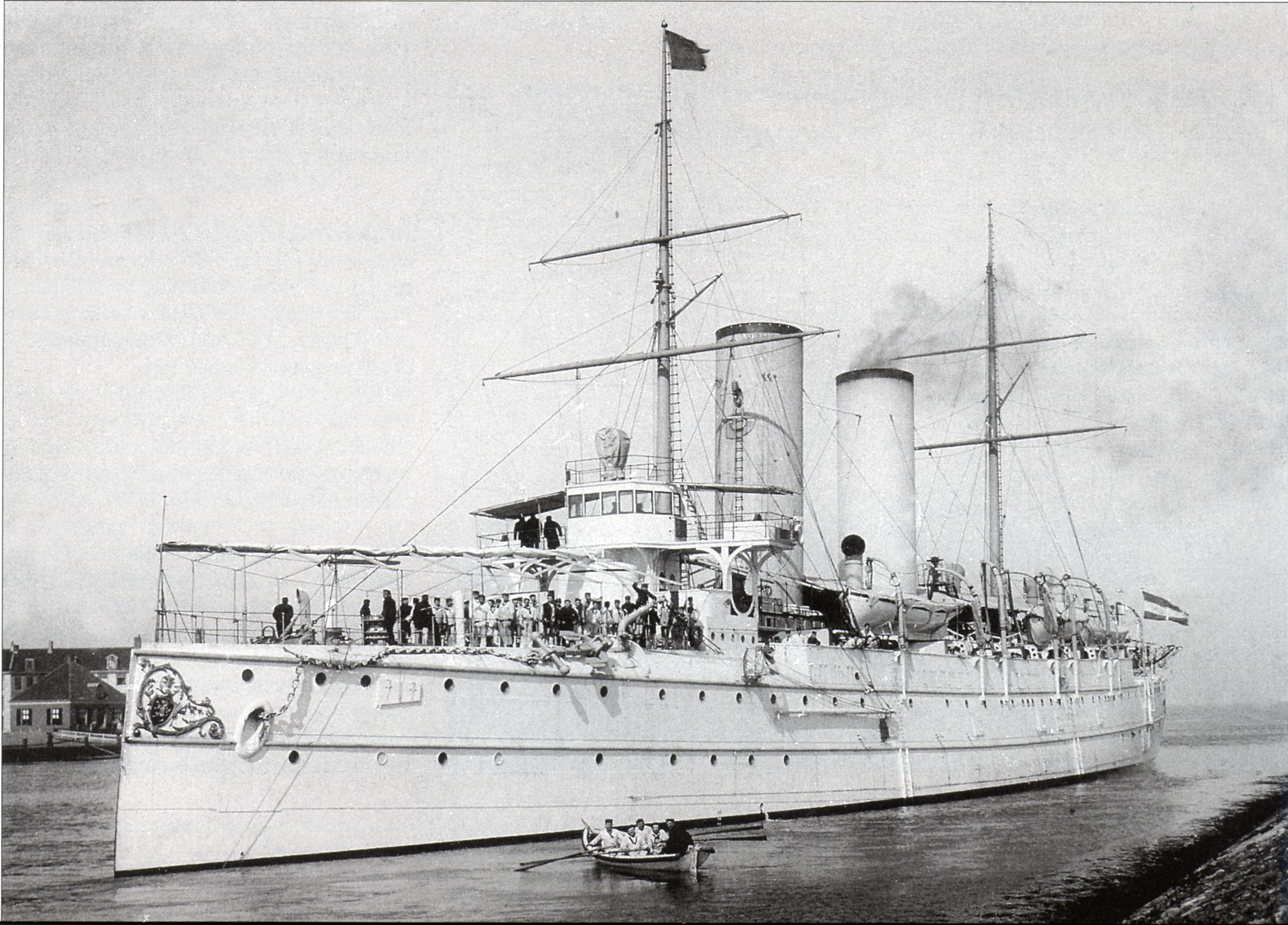
Noordbrabant

### Norwegen
- Viking (1891)
- Frithjof (1896)

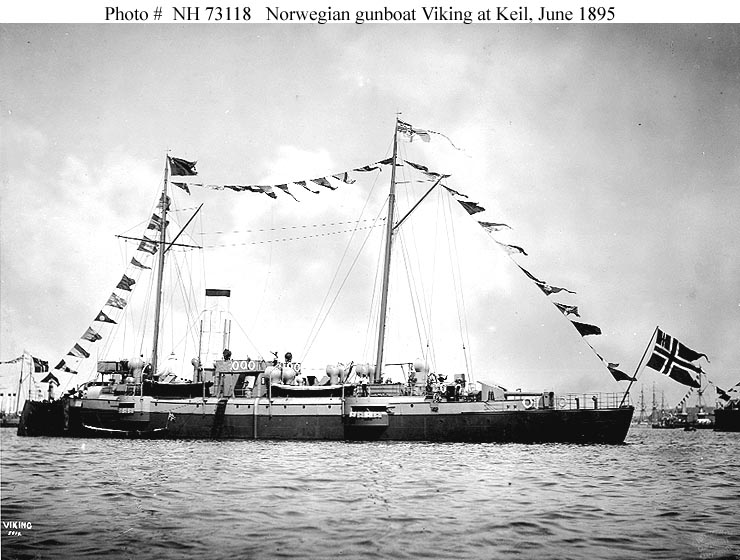
Viking
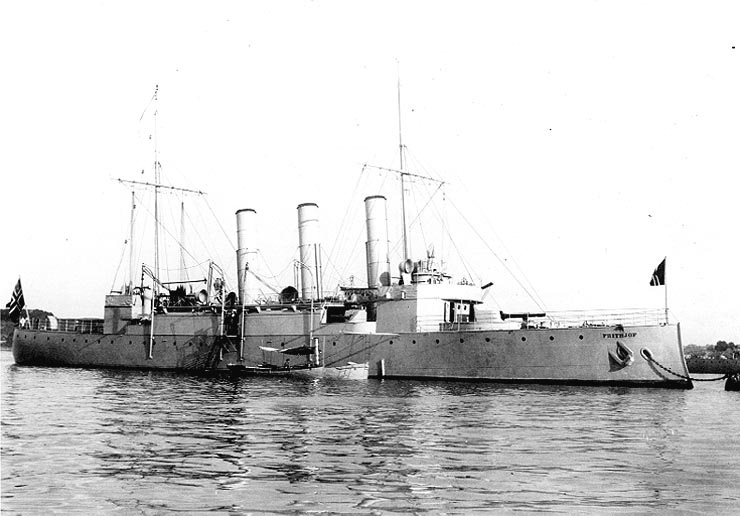
Frithjof

### Osmanisches Reich/Türkei
- Mecidiye (1903) – 1915 von Russland erbeutet und in Pruth umbenannt, 1918 unter altem Namen zurück an Türkei
- Hamidiye (1903)

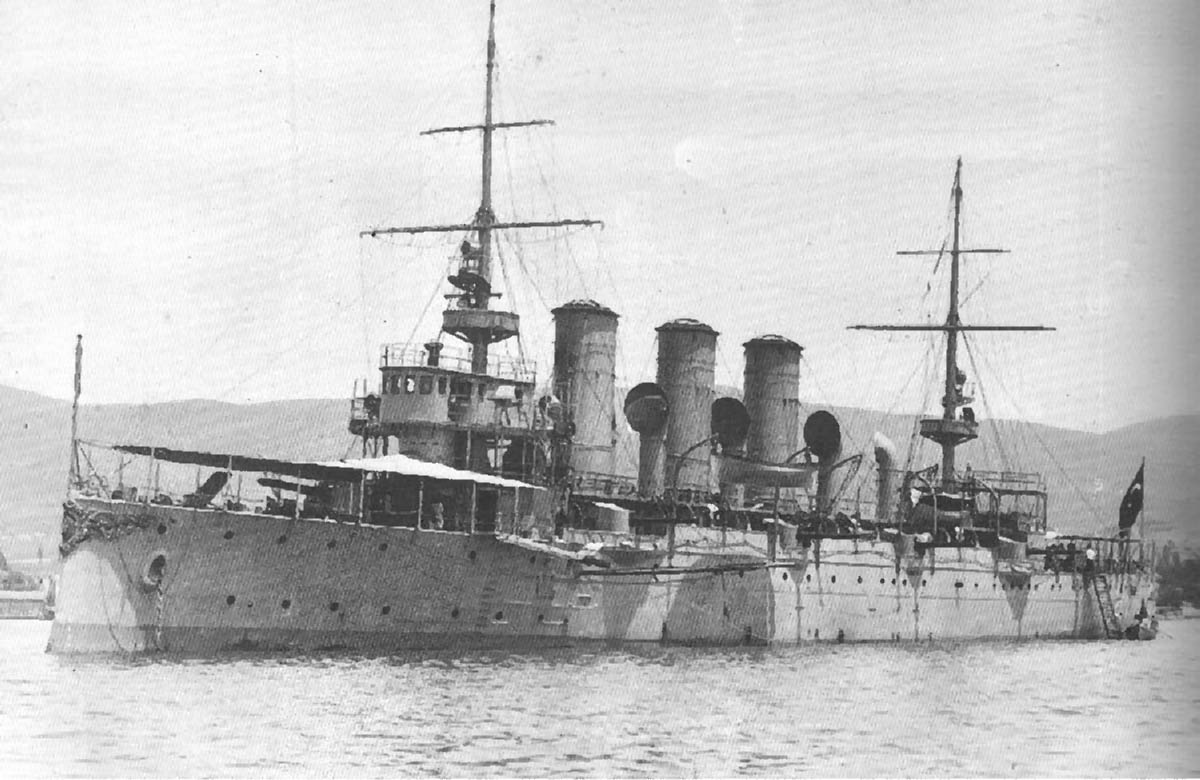
Mecidiye
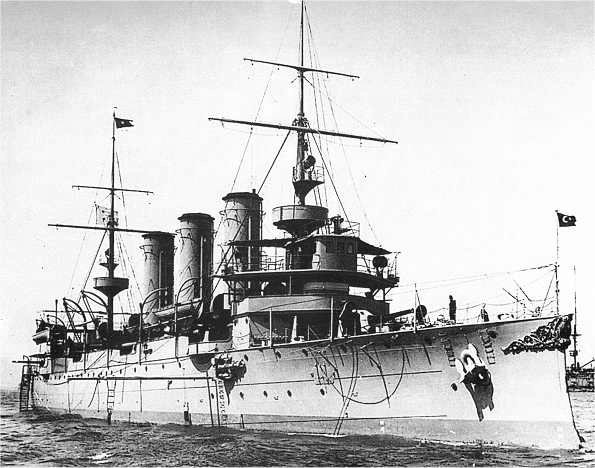
Hamidiye

### Österreich-Ungarn
- Kaiser-Franz-Joseph-I.-Klasse
  - Kaiser Franz Joseph I. (1889)
  - Kaiserin Elisabeth (1890)
- Zenta-Klasse
  - Zenta (1897)
  - Aspern (1899)
  - Szigetvár (1900)

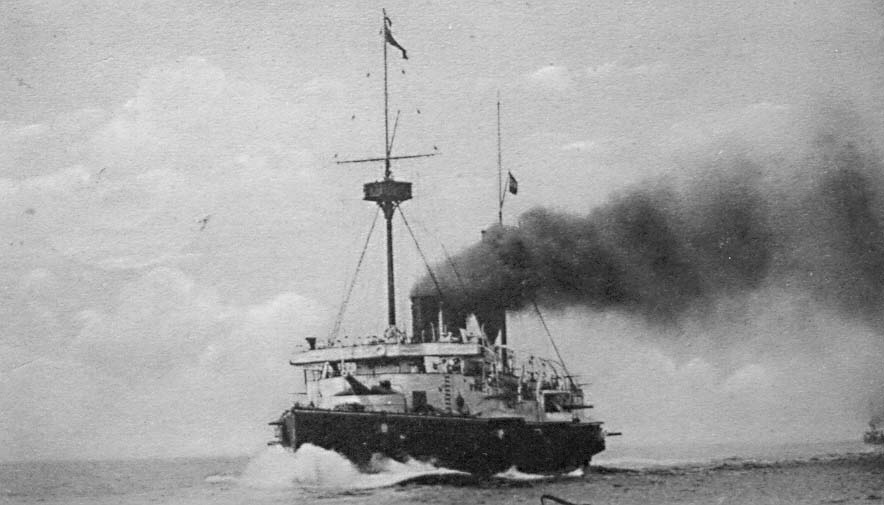
SMS Kaiser Franz Joseph I.
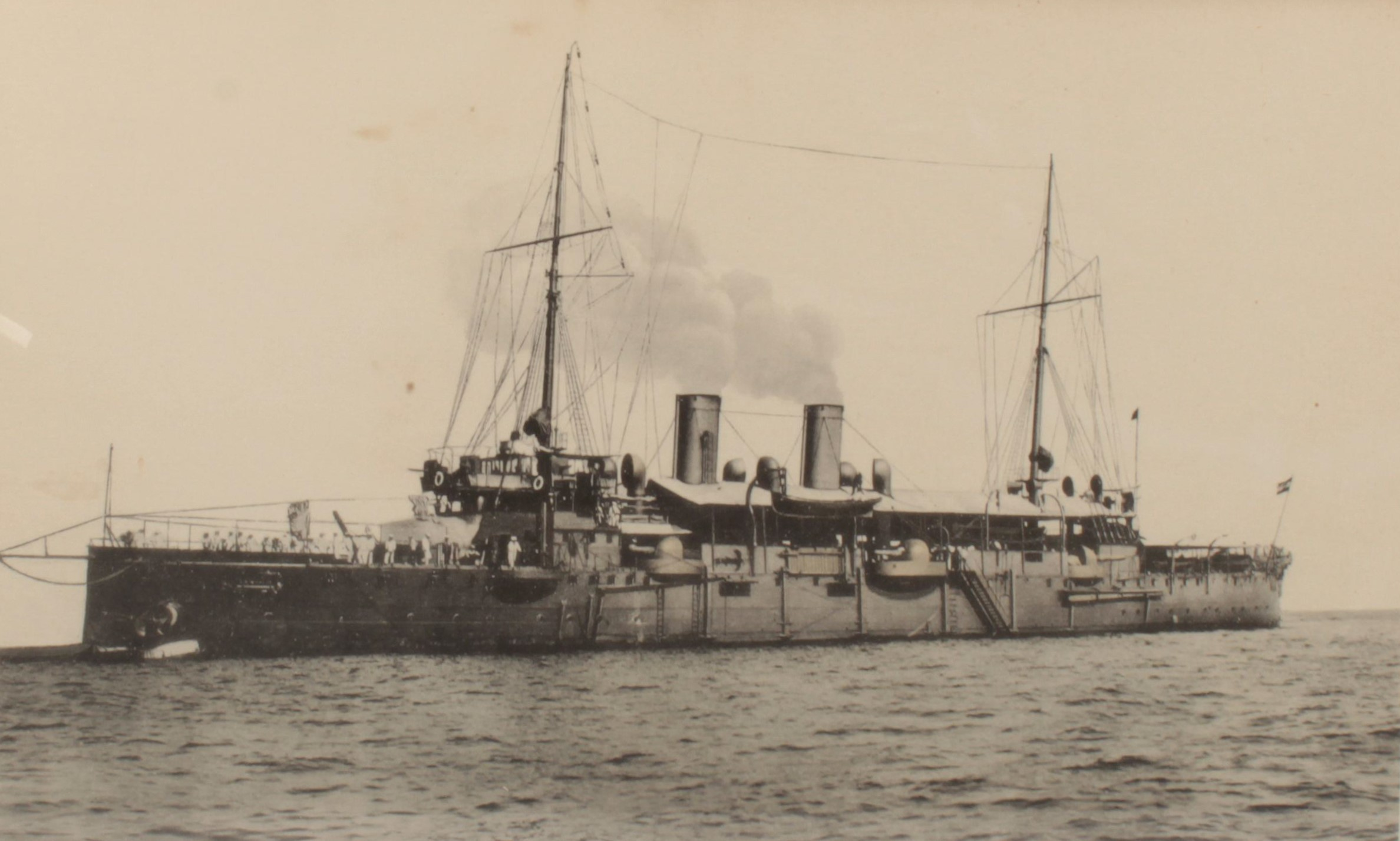
SMS Kaiserin Elisabeth
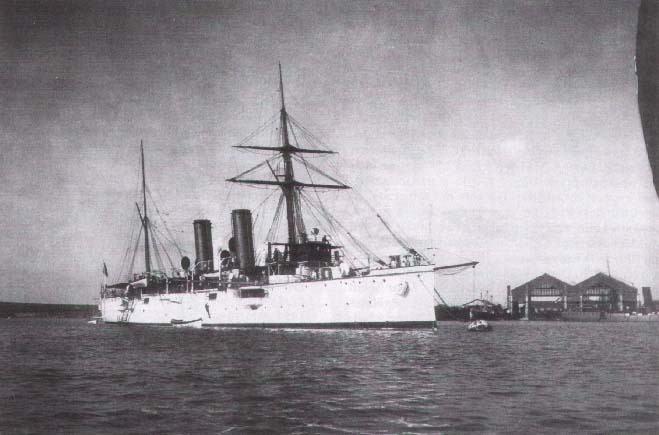
SMS Zenta
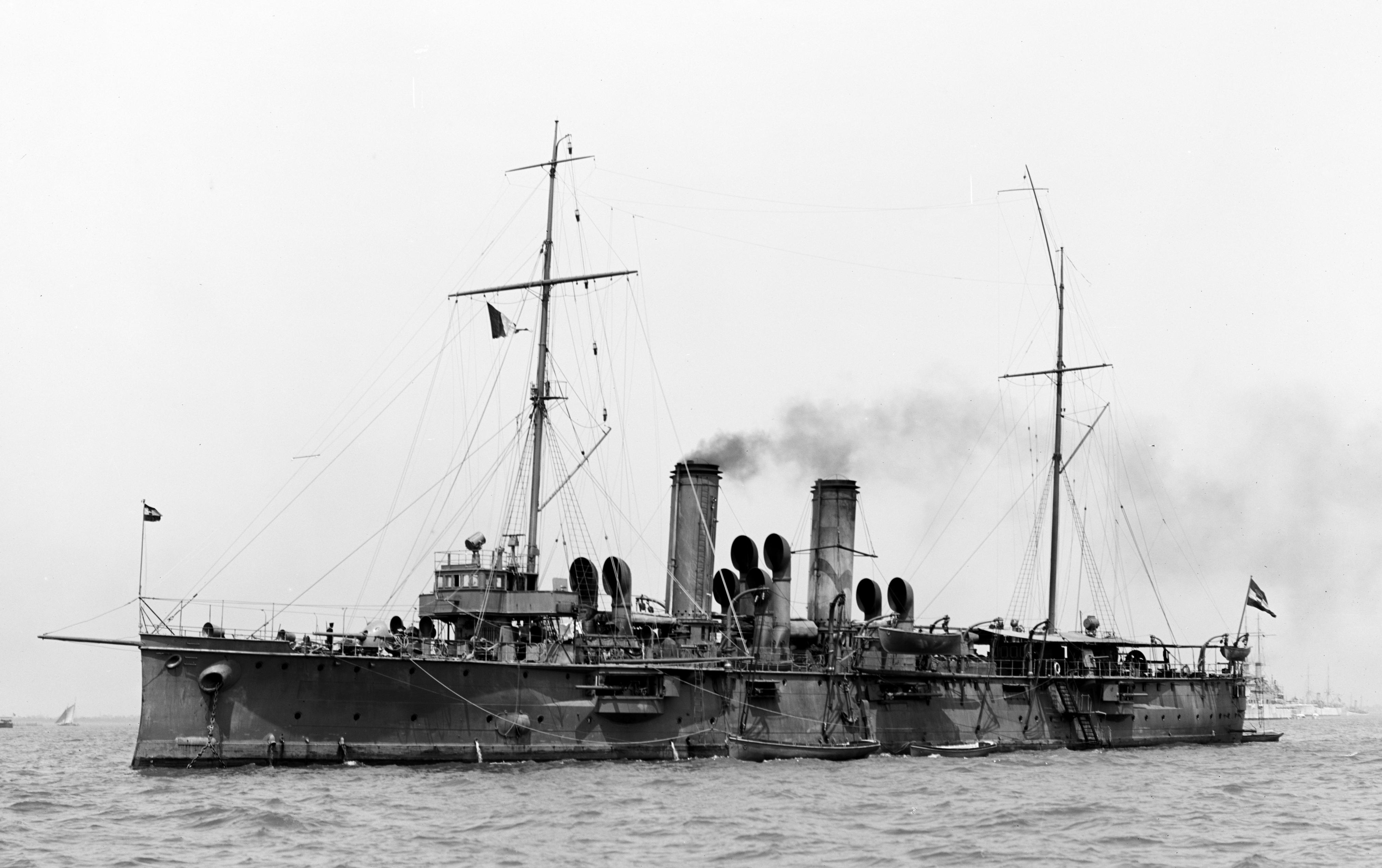
SMS Aspern
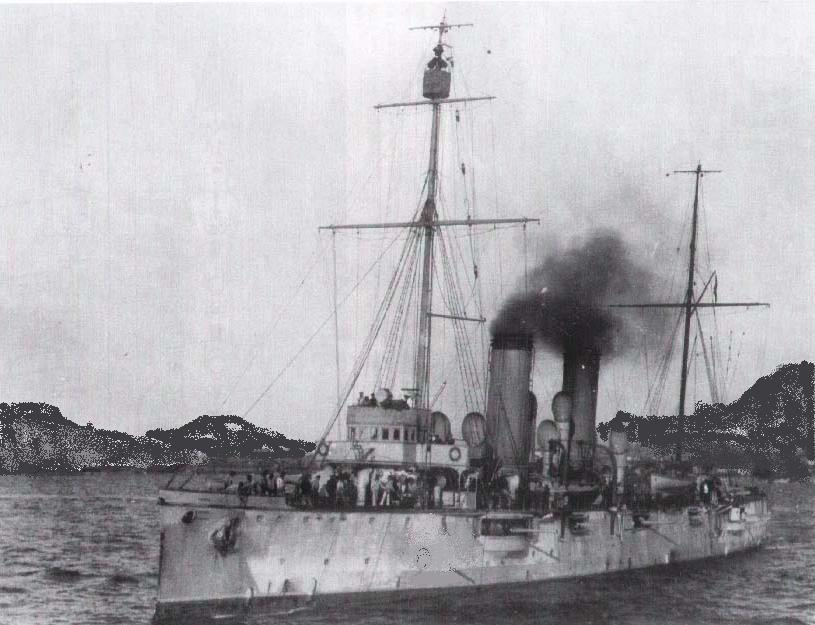
SMS Szigetvár

### Portugal
- Adamastor (1896)
- São-Gabriel-Klasse
  - São Gabriel (1898)
  - São Rafael (1898)
- Dom Carlos I. (1898) – 1910 in Almirante Reis umbenannt
- Rainha Dona Amélia (1901) – 1910 in República umbenannt

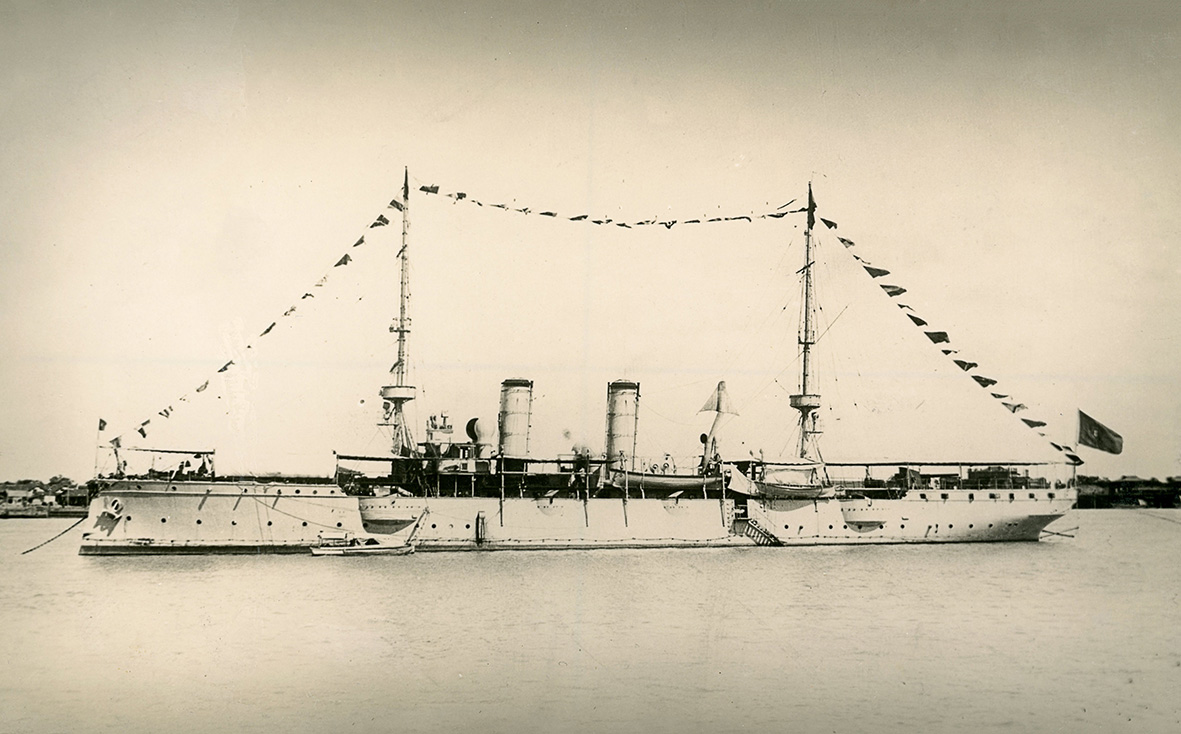
Adamastor
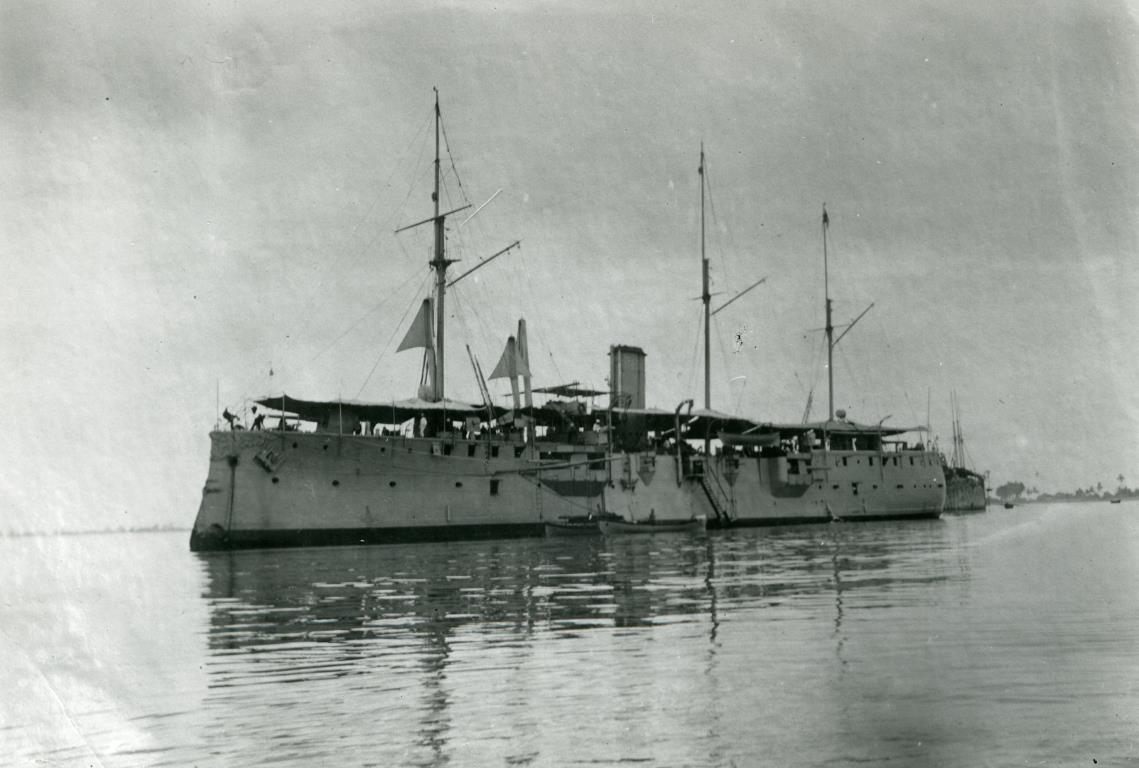
São Gabriel
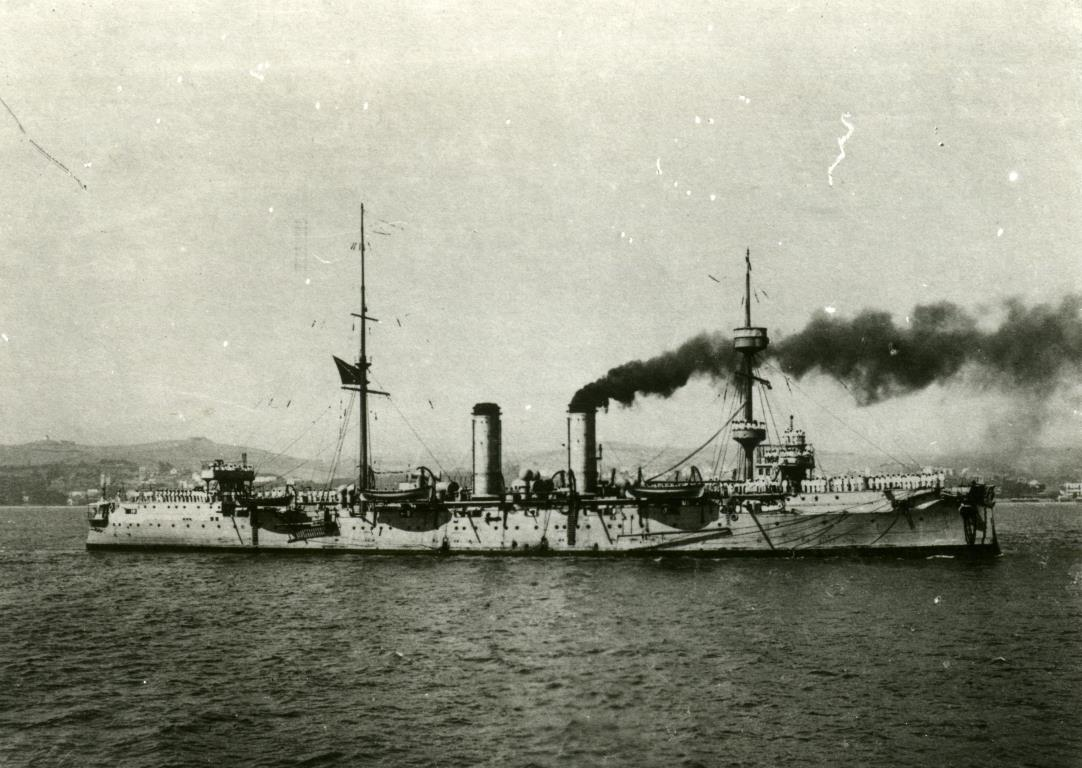
Almirante Reis ex Dom Carlos I

### Rumänien
- Elisabeta (1887)

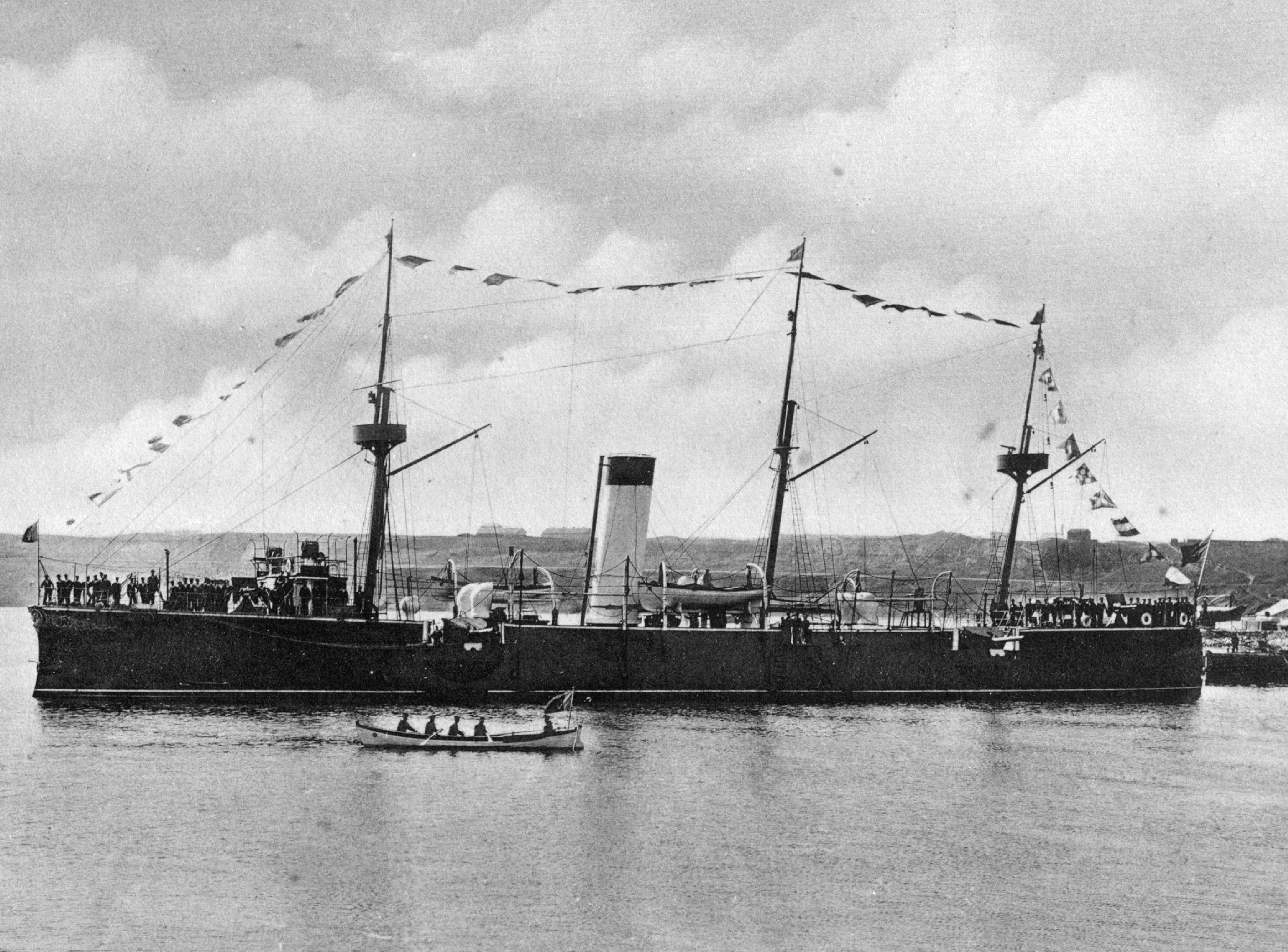
Elisabeta

### Russland/Sowjetunion
- Witjas-Klasse
  - Witjas (1884)
  - Rynda (1885)
- Admiral Kornilow (1887)
- Swetlana (1896) – im Frieden Yacht des Oberbefehlshabers der Marine, des Großfürsten Alexei
- Pallada-Klasse
  - Pallada (1899) – 1904 in Port Arthur (heute: Lüshunkou) versenkt, von Japan erbeutet und in Tsugaru umbenannt
  - Diana (1899)
  - Aurora (1900) – Museumsschiff in St. Petersburg
- Warjag (1899) – 1904 in Tschemulpo (heute: Incheon) selbstversenkt, von Japan erbeutet und in Sōya umbenannt
- Askold (1900)
- Bogatyr-Klasse
  - Bogatyr (1901)
  - Witjas – 1901 auf der Helling verbrannt
  - Oleg (1903)
  - Pamjat Merkuria (1902, urspr. Kagul) – Schwarzmeerflotte; nach dem Russischen Bürgerkrieg in Komintern umbenannt
  - Kagul (1902, urspr. Otschakow) – Schwarzmeerflotte; 1917 in Otschakow, 1920 in General Kornilow umbenannt
- Nowik (1900) – 1904 in Korsakow selbstversenkt, von Japan erbeutet und in Suzuya umbenannt
- Bojarin (1901)
- Isumrud-Klasse
  - Isumrud (1903)
  - Schemtschug (1903)

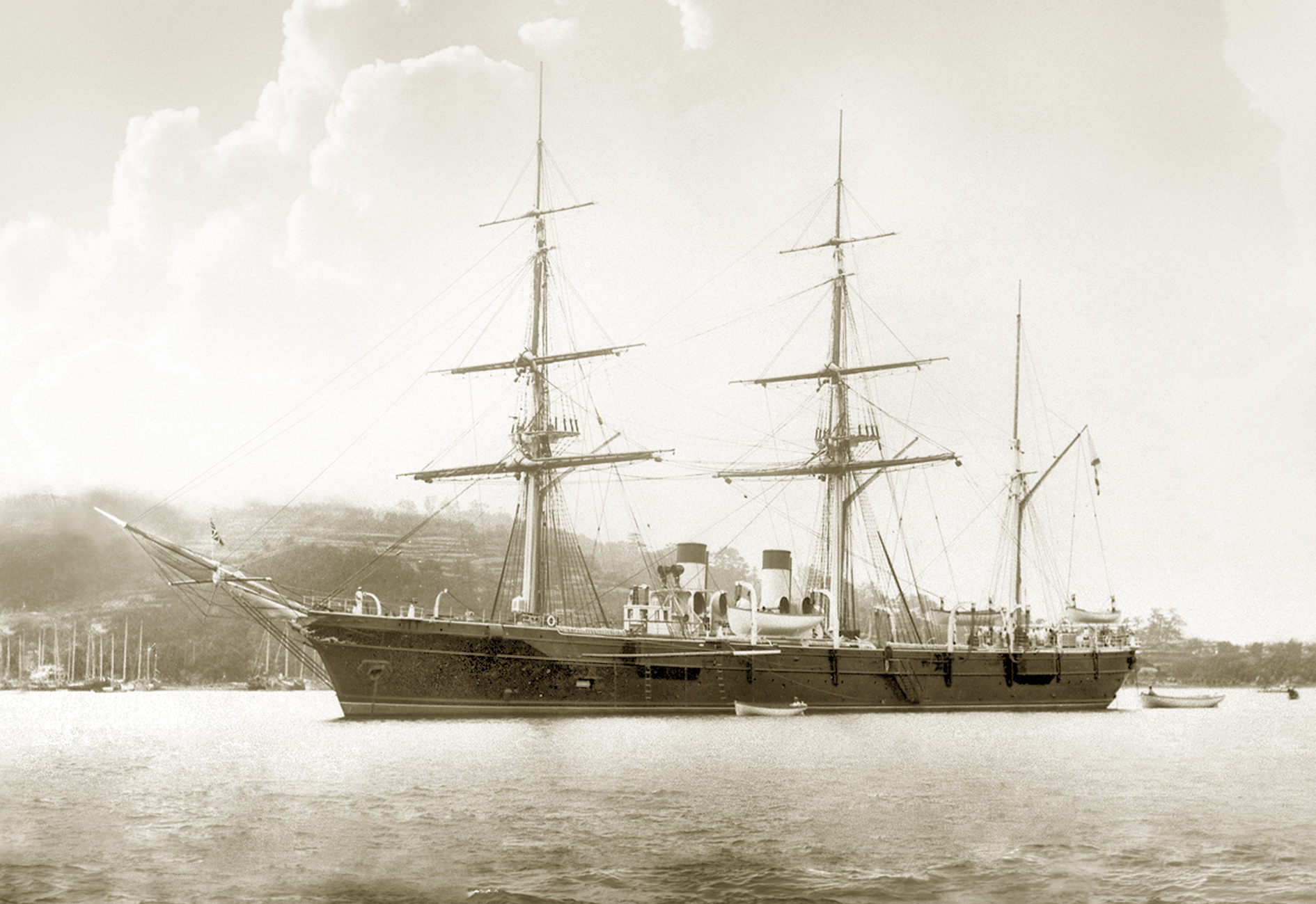
Witjas (1884)
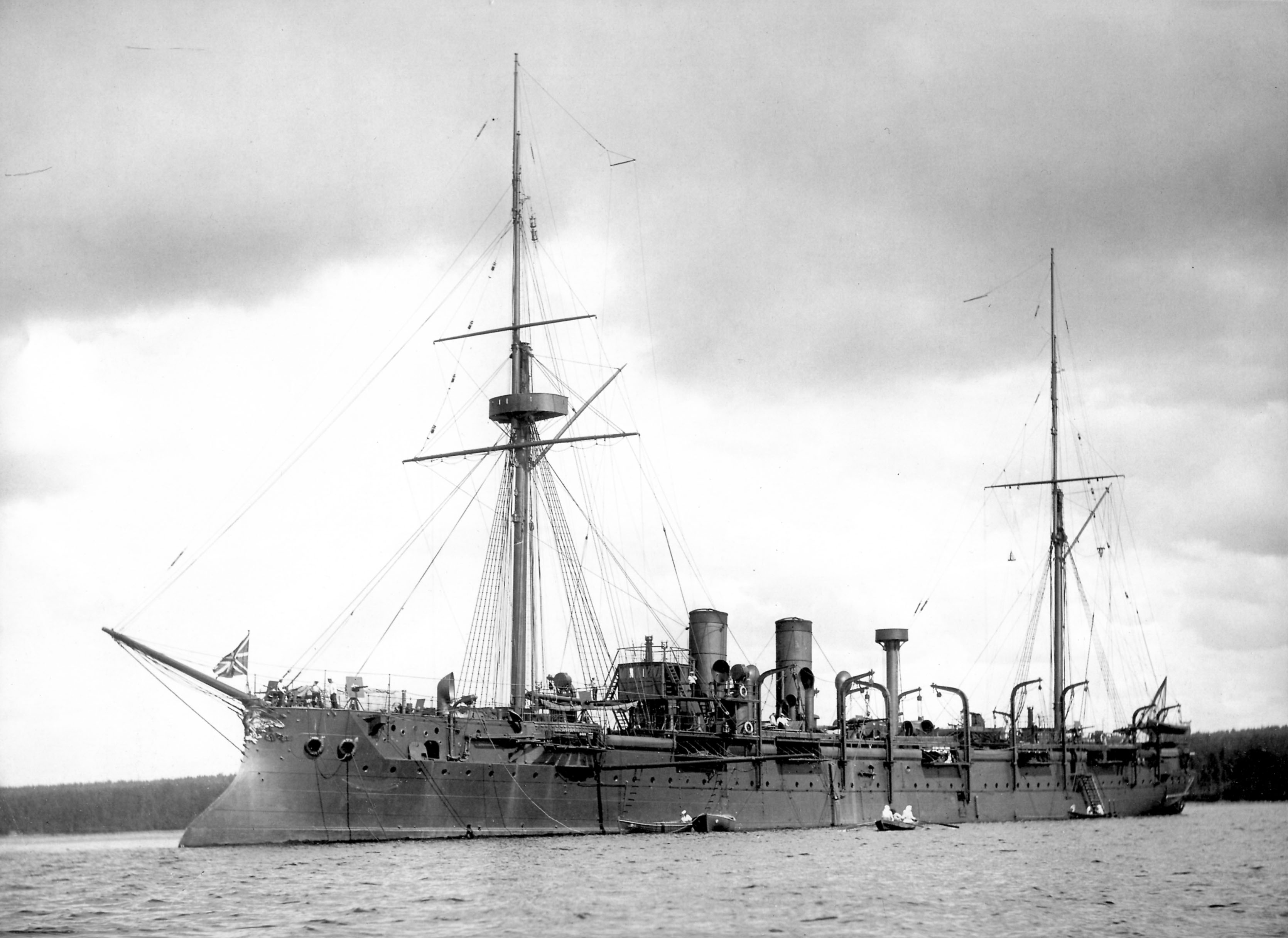
Admiral Kornilow
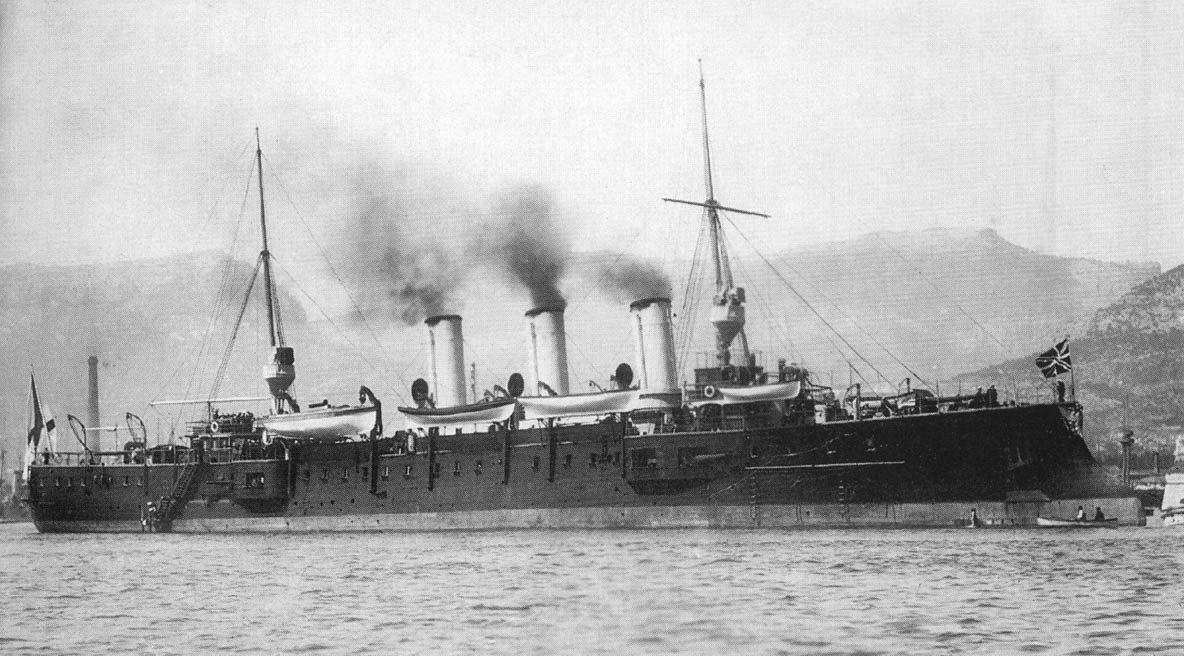
Swetlana
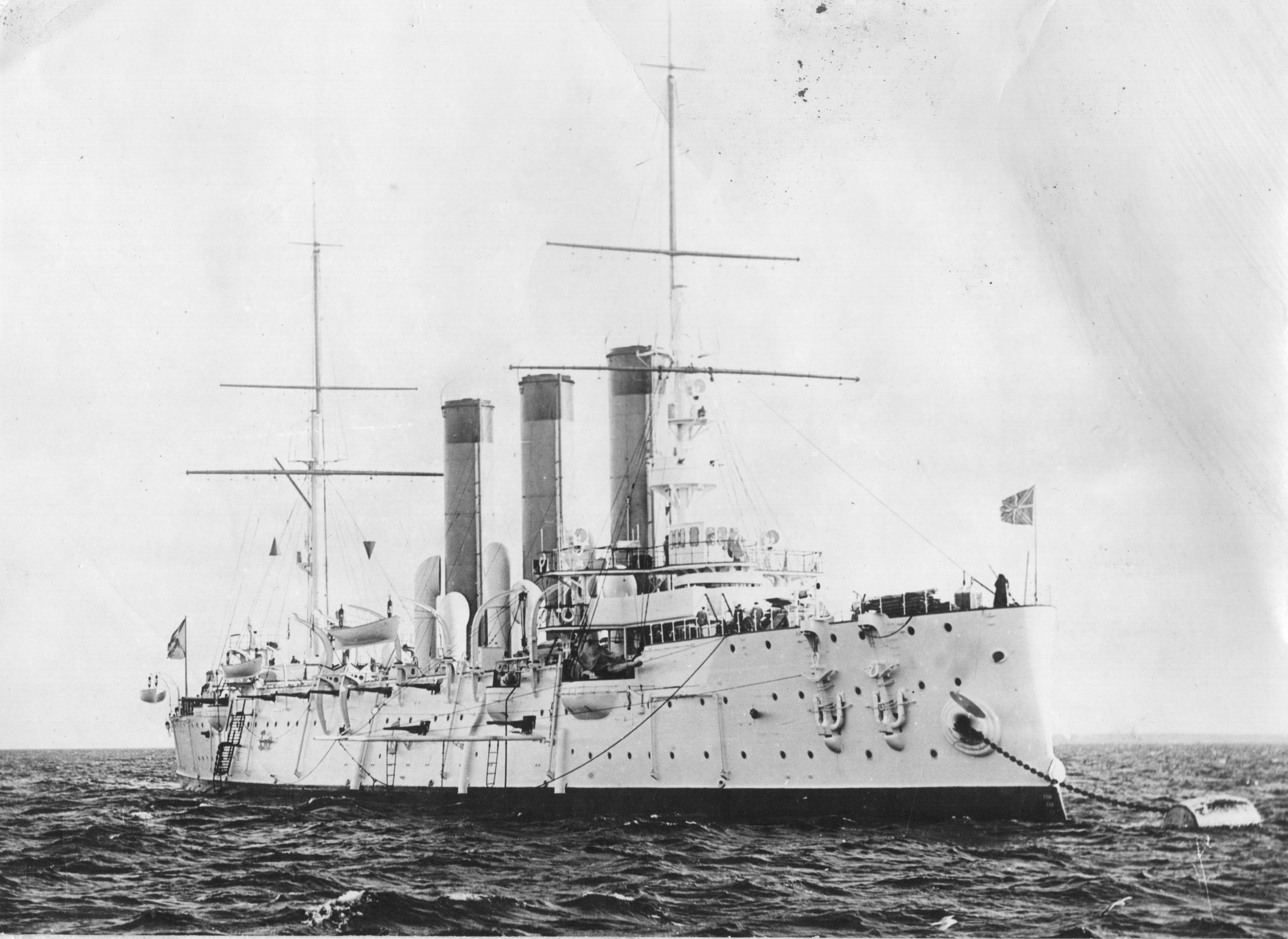
Diana
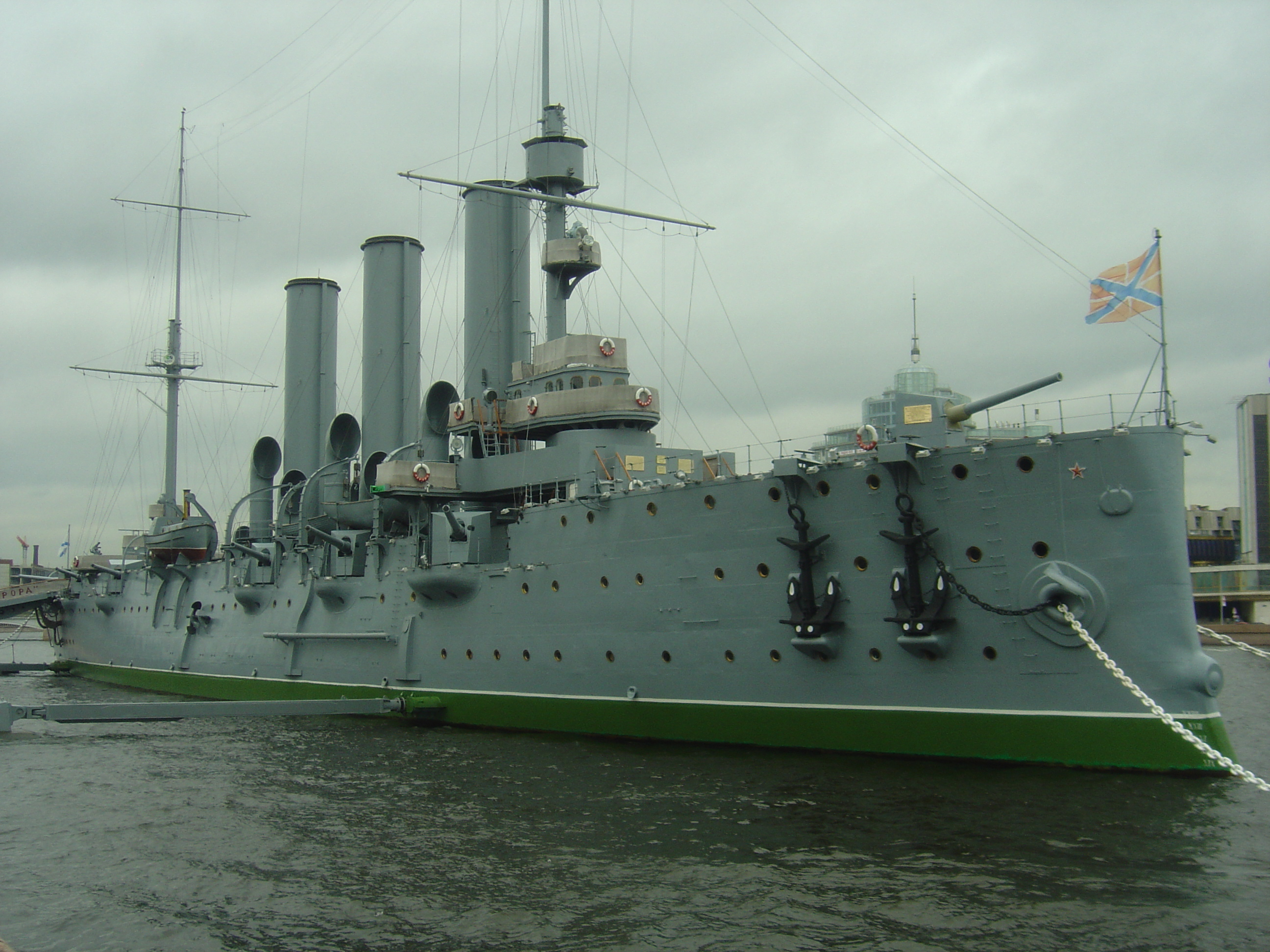
Aurora als Museumsschiff in St. Petersburg
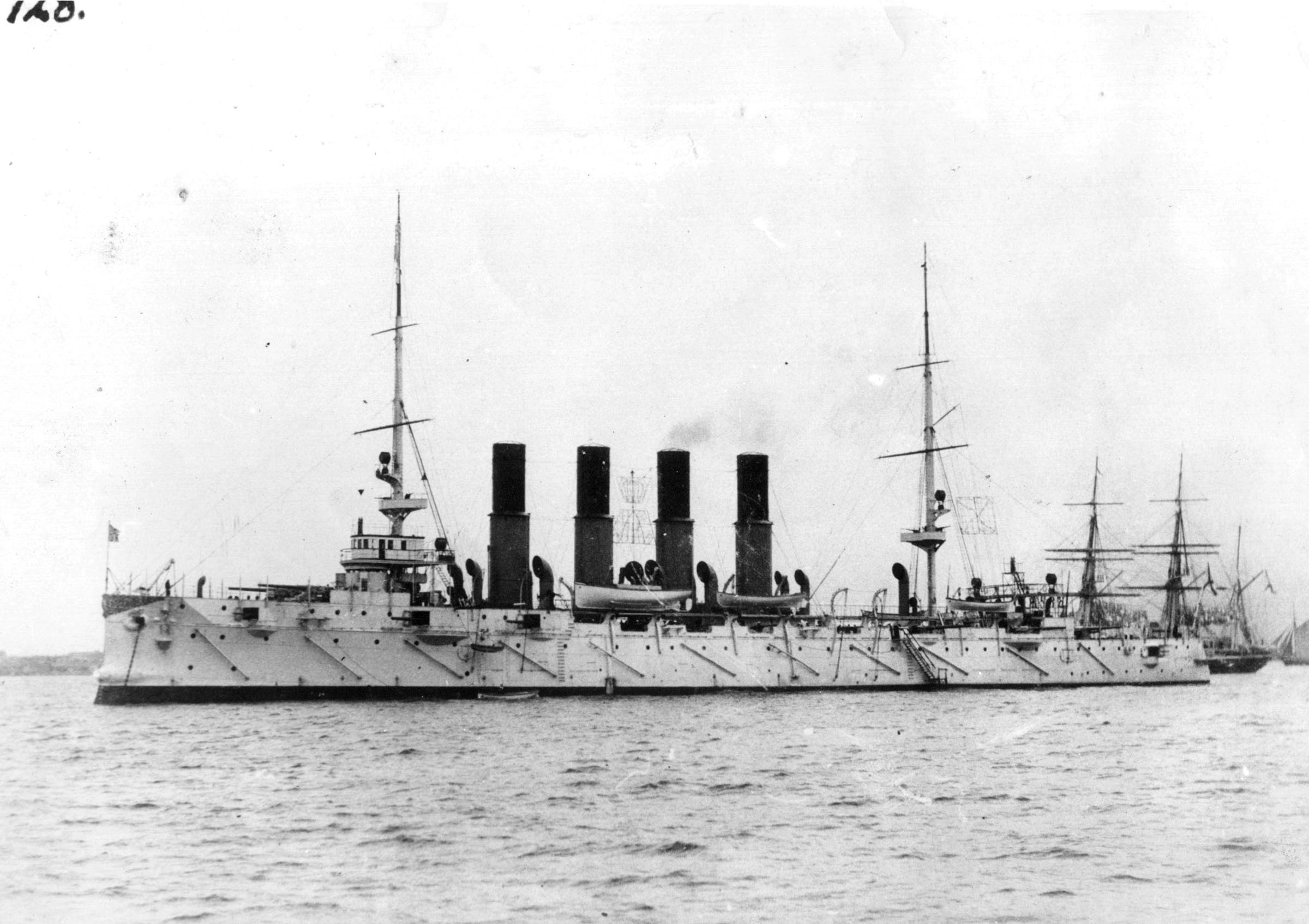
Warjag
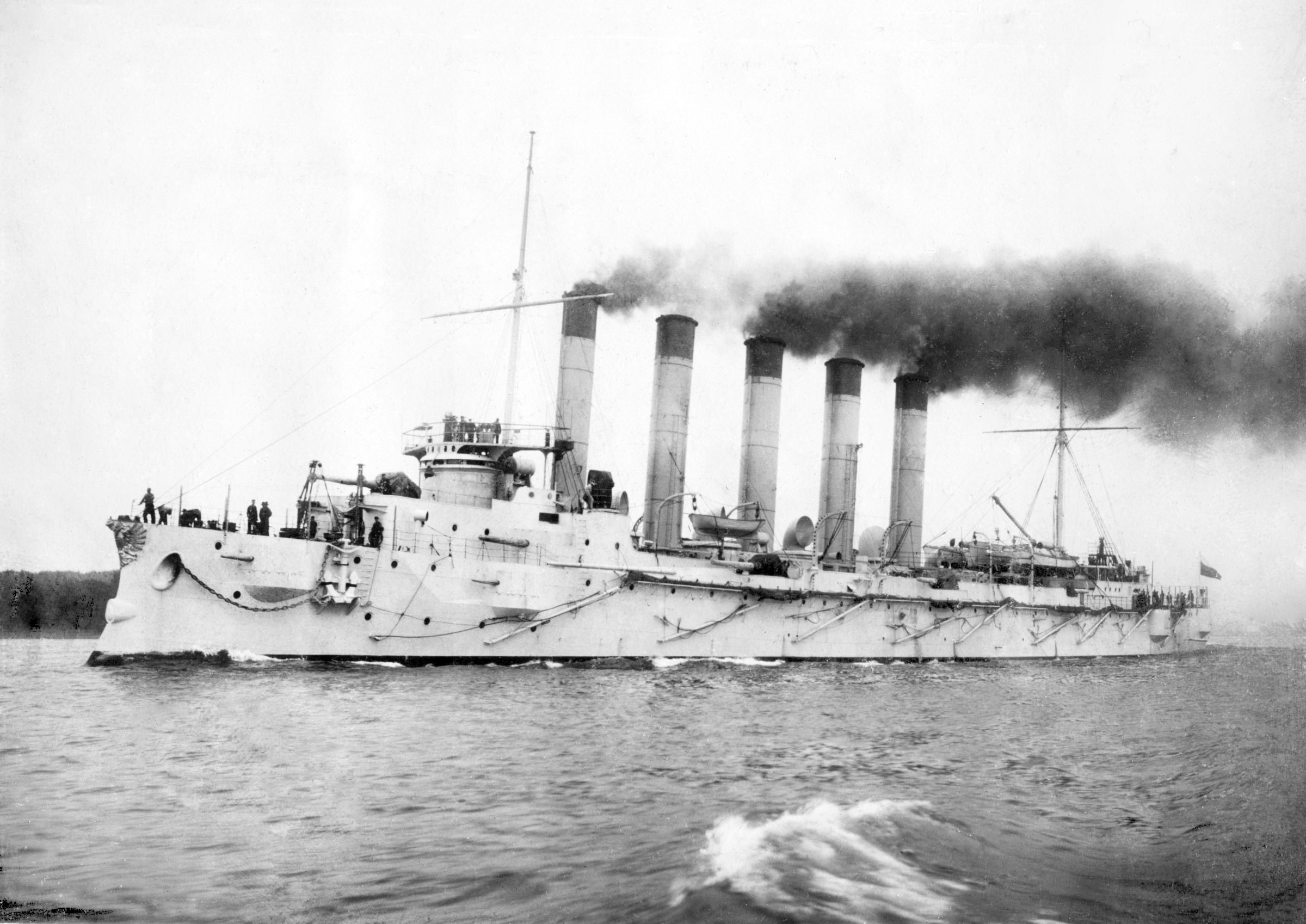
Askold
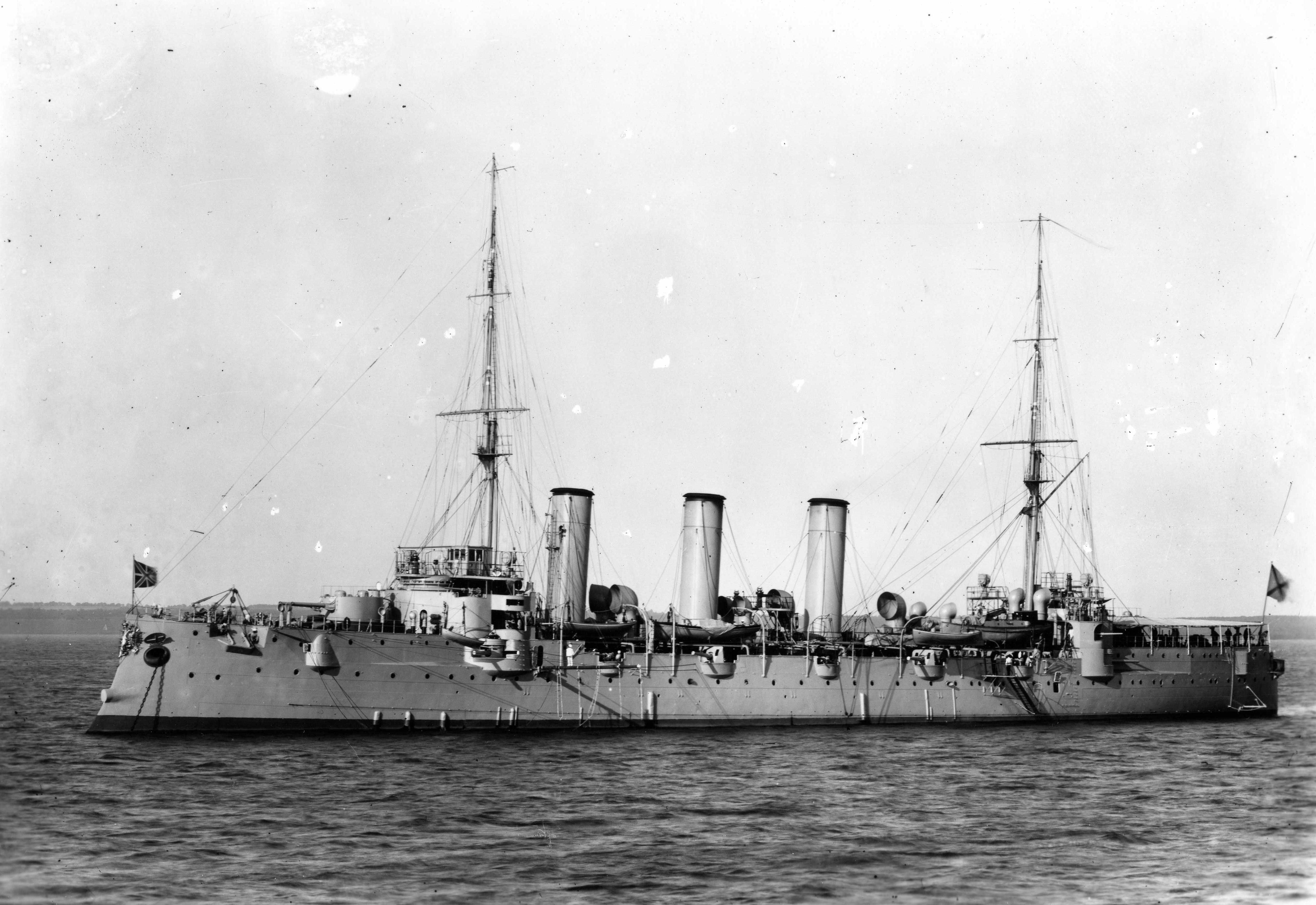
Bogatyr
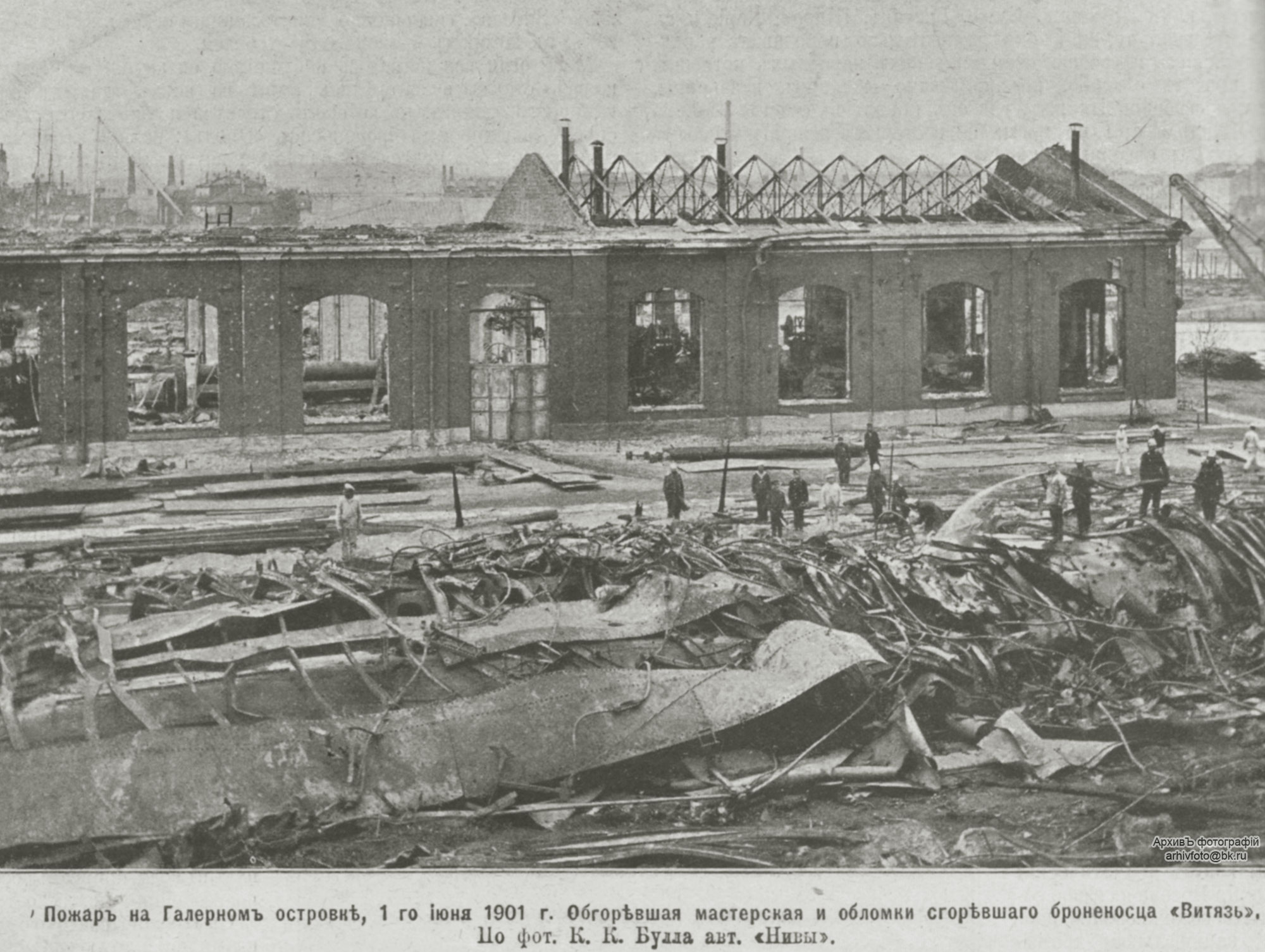
Reste der Witjas (1901)
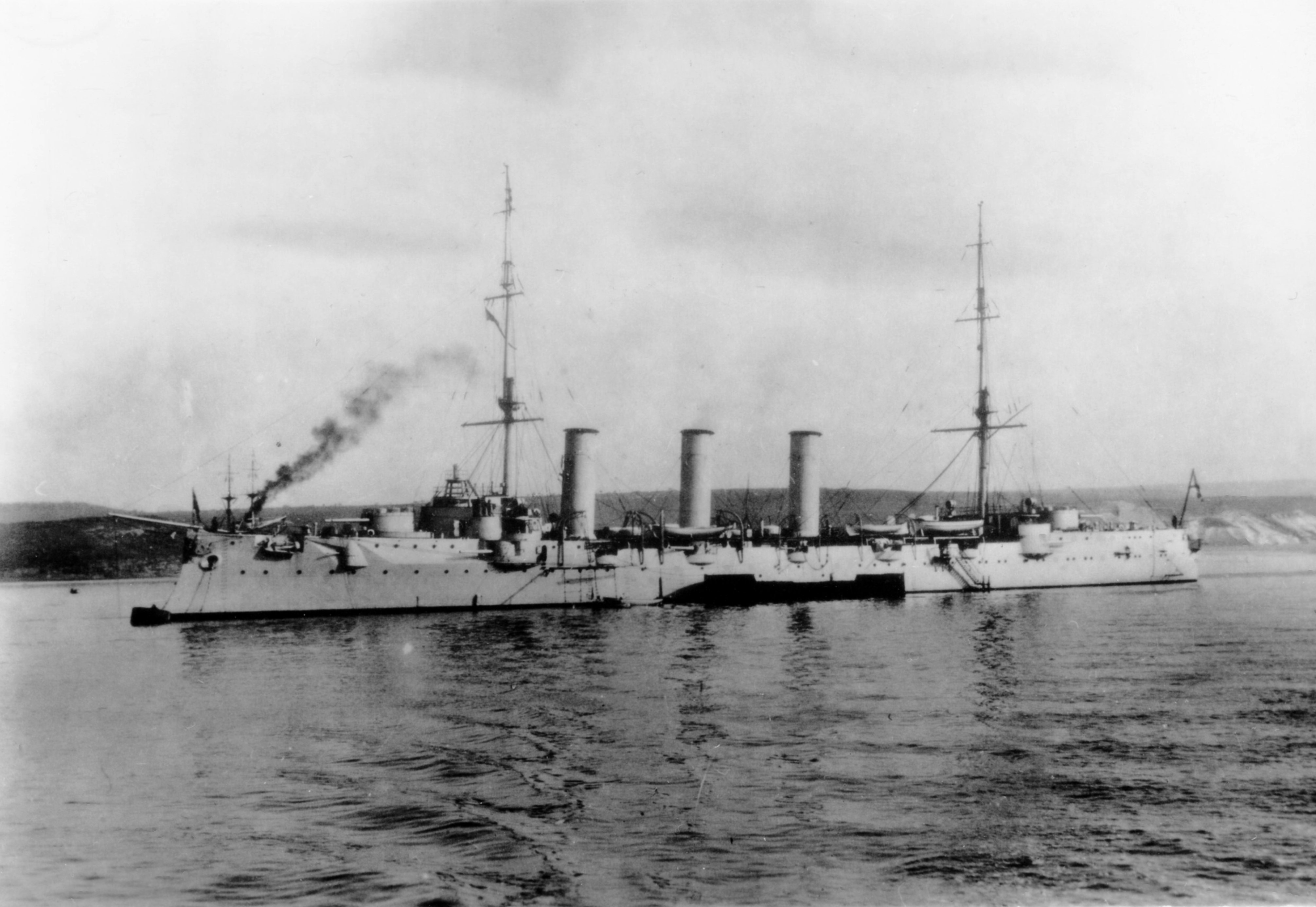
Pamjat Merkuria
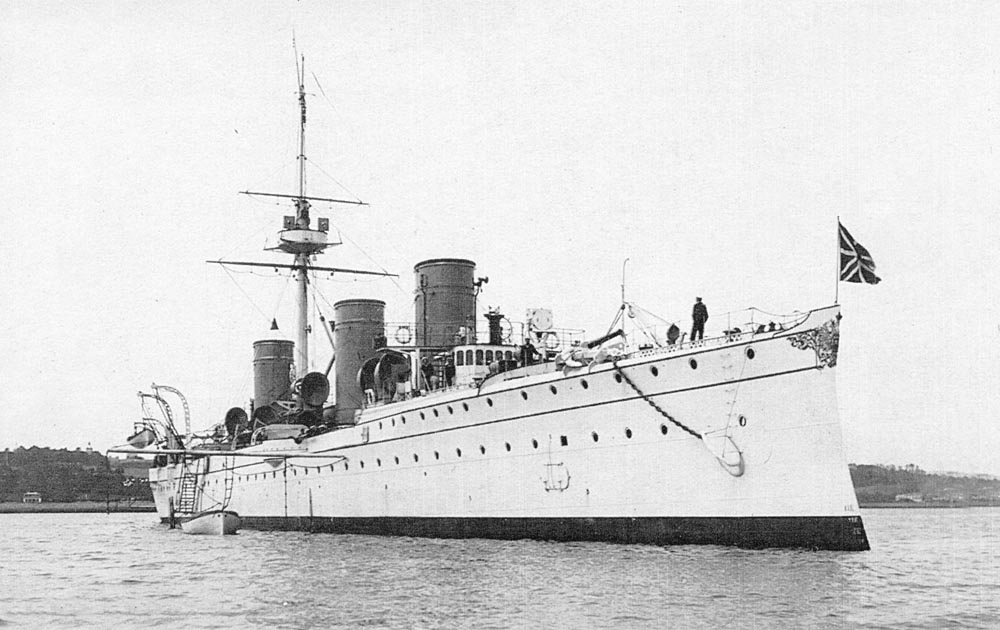
Nowik
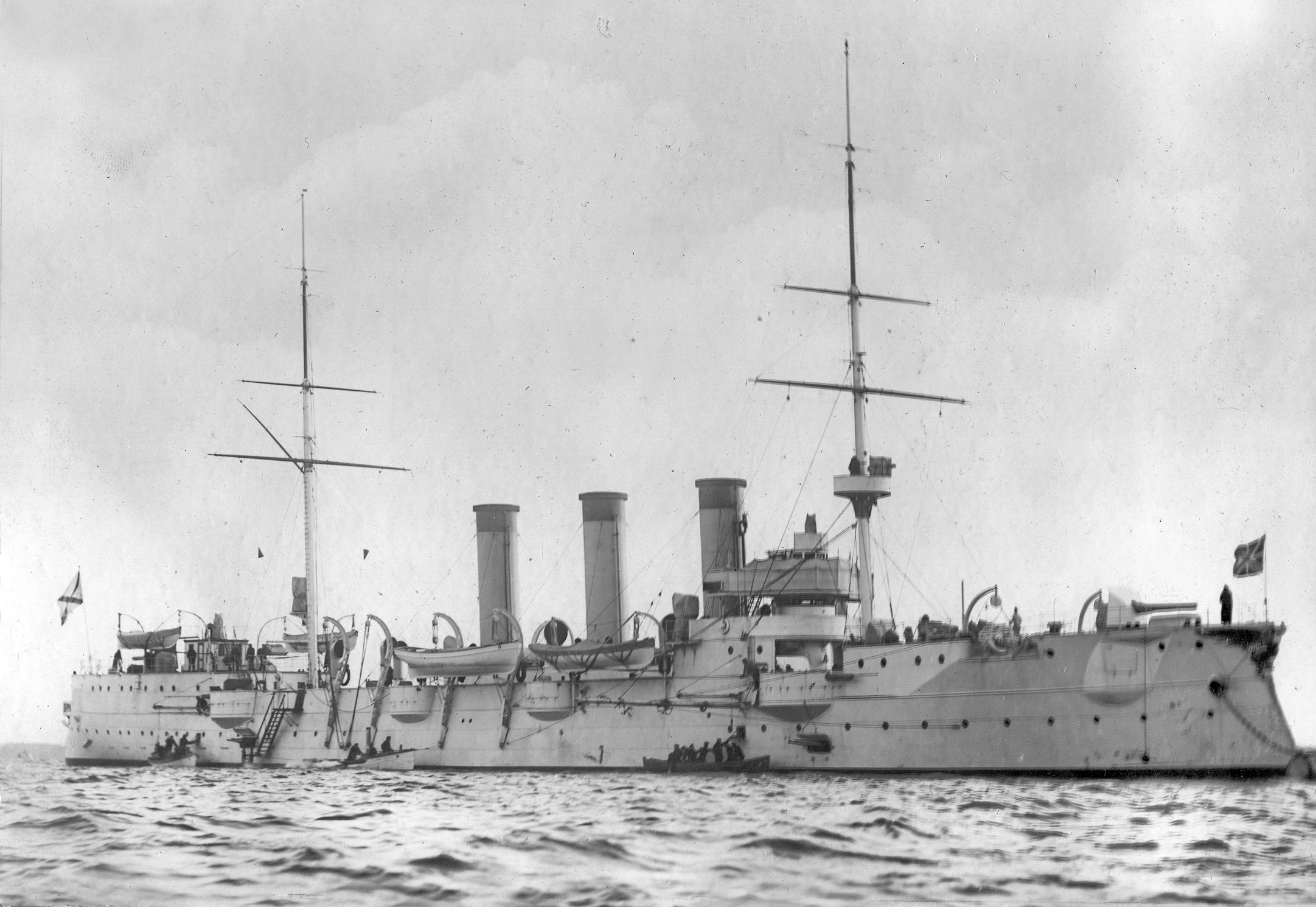
Bojarin
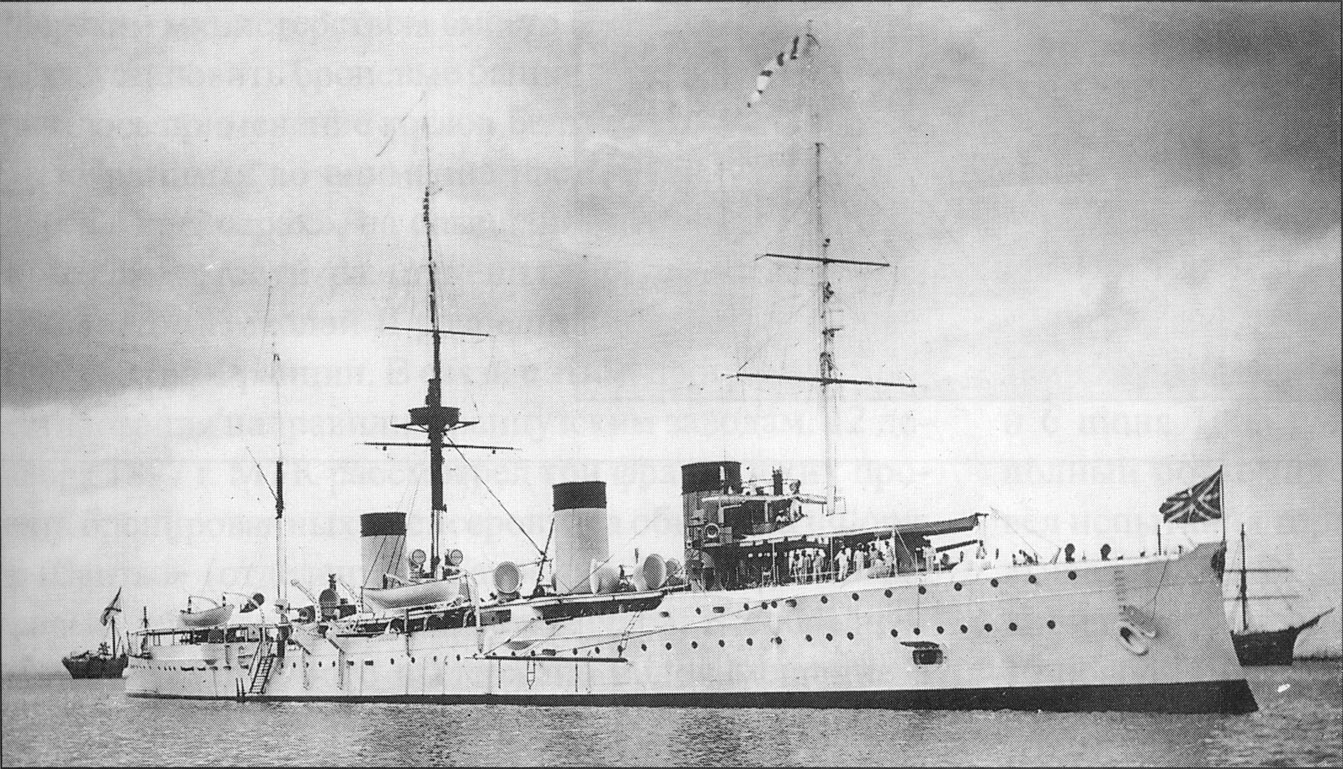
Schemtschug

### Siam
- Maha Chakri (1892) – auch als königliche Yacht verwendet

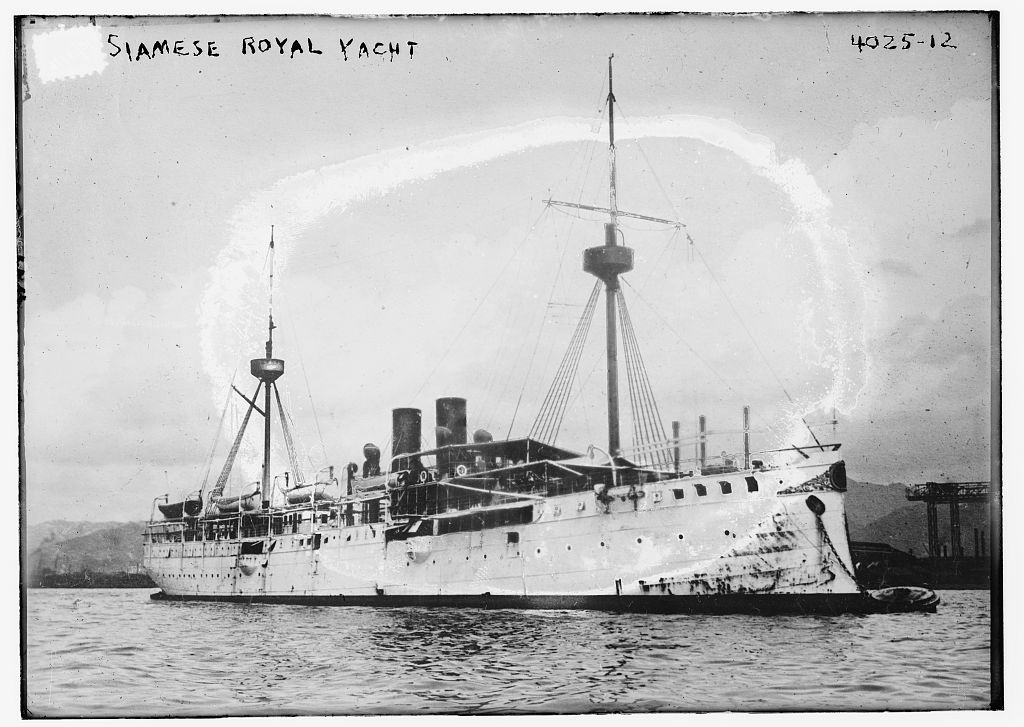
Maha Chakri

### Spanien
- Isla-de-Luzón-Klasse
  - Isla de Luzón (1886) – 1898 in Manila selbstversenkt, von den USA erbeutet und als Kanonenboot USS Isla de Luzon wieder in Dienst
  - Isla de Cuba (1886) – 1898 in Manila selbstversenkt, von den USA gehoben und als Kanonenboot USS Isla de Cuba wieder in Dienst; 1912 an Venezuela verkauft und in Mariscal Sucre umbenannt
  - Marqués de la Ensenada (1890)
- Reina-Regente-Klasse
  - Reina Regente (1887)
  - Alfonso XIII (1891)
  - Lepanto (1892)
- Rio de la Plata (1898)
- Extremadura (1900)
- Reina Regente (1906)

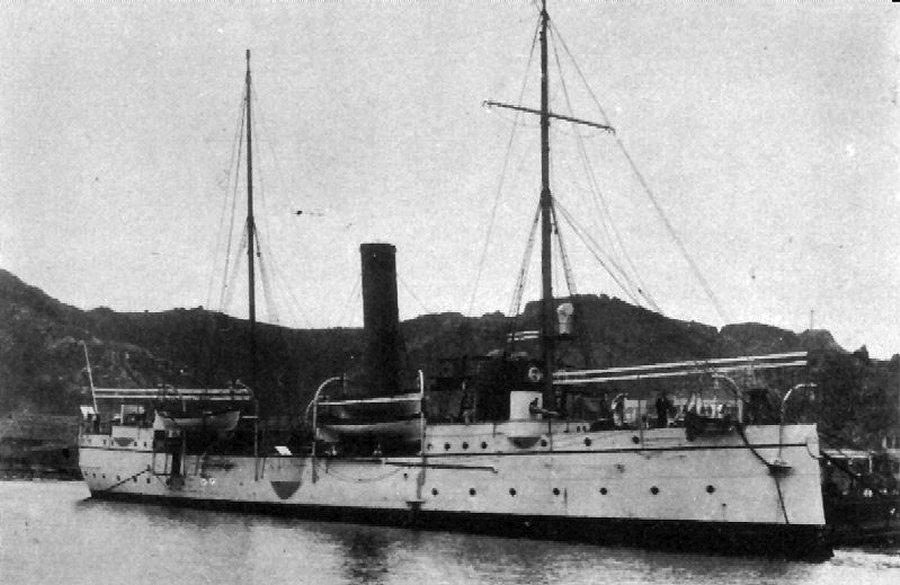
Isla de Luzón
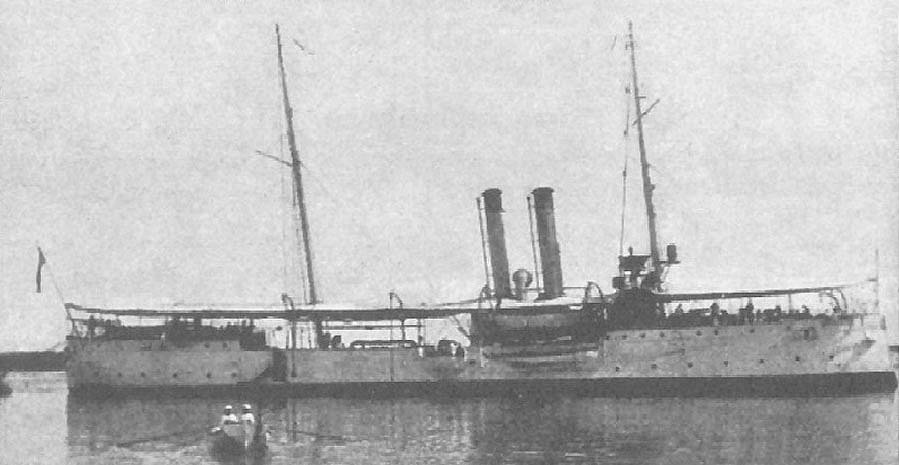
Isla de Cuba als kolumbianische Mariscal Sucre
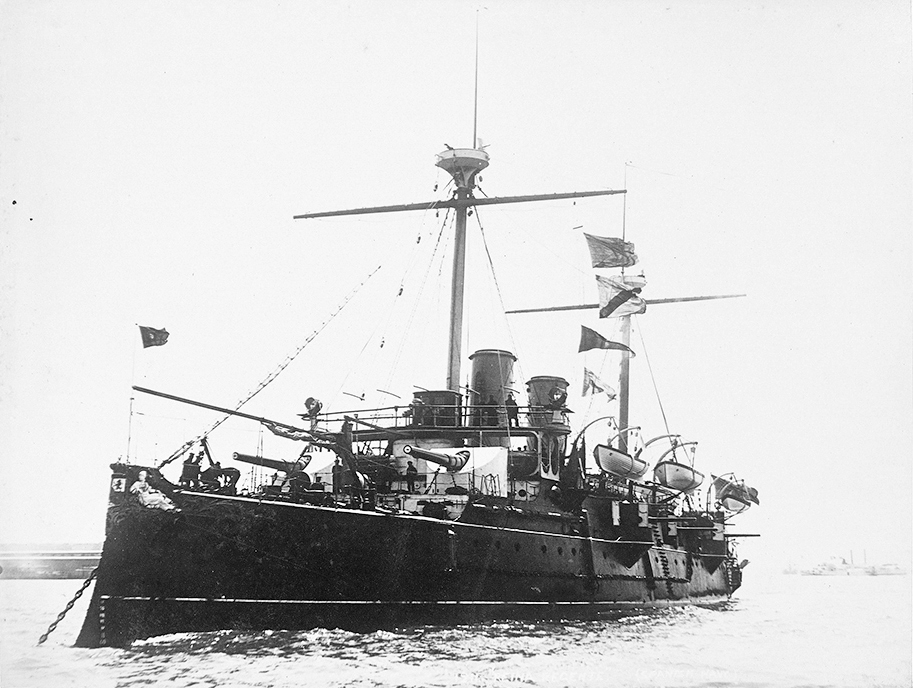
Reina Regente (1887)
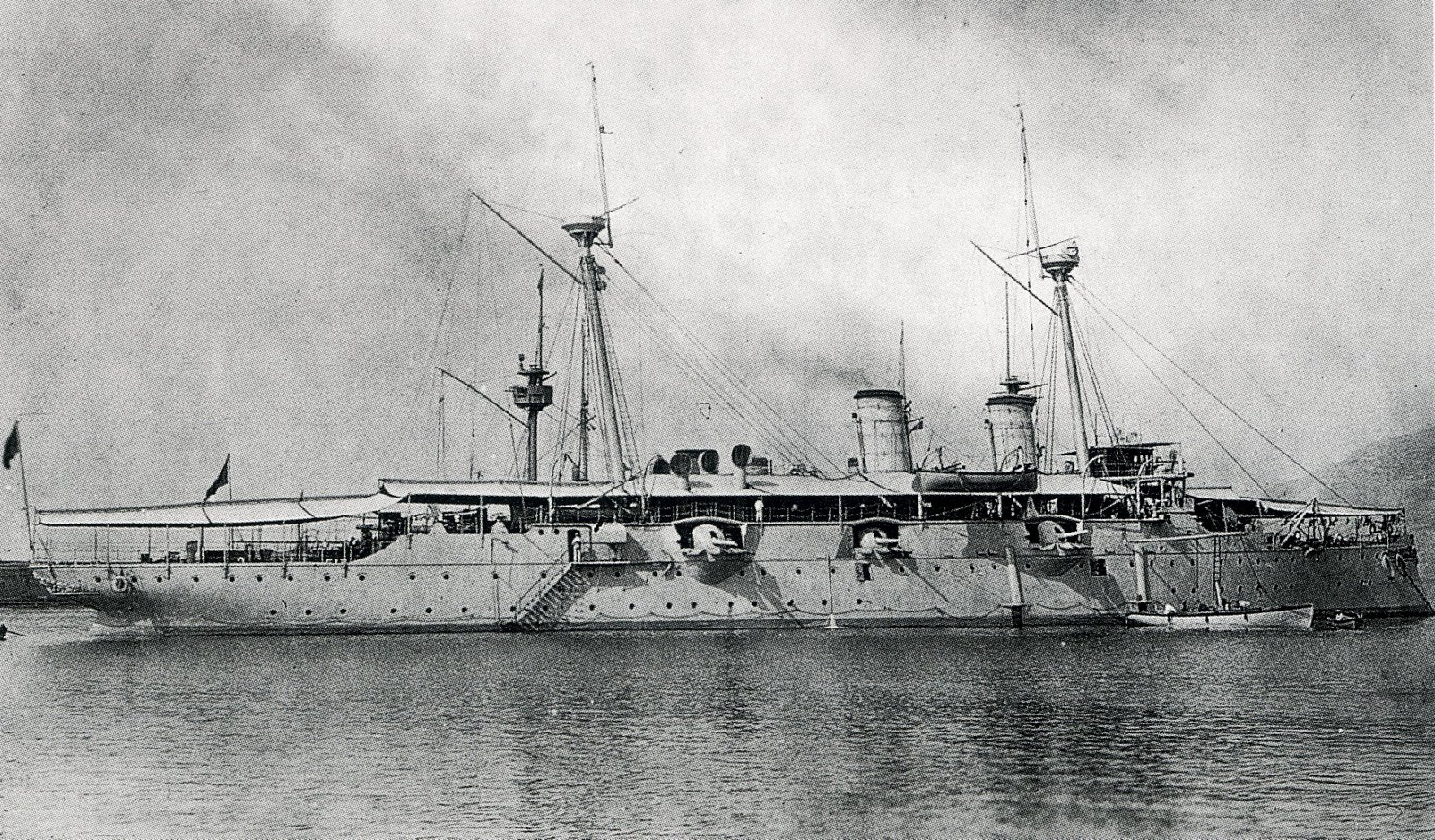
Lepanto
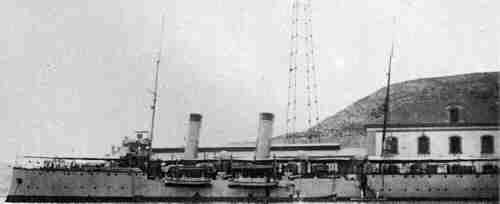
Extremadura
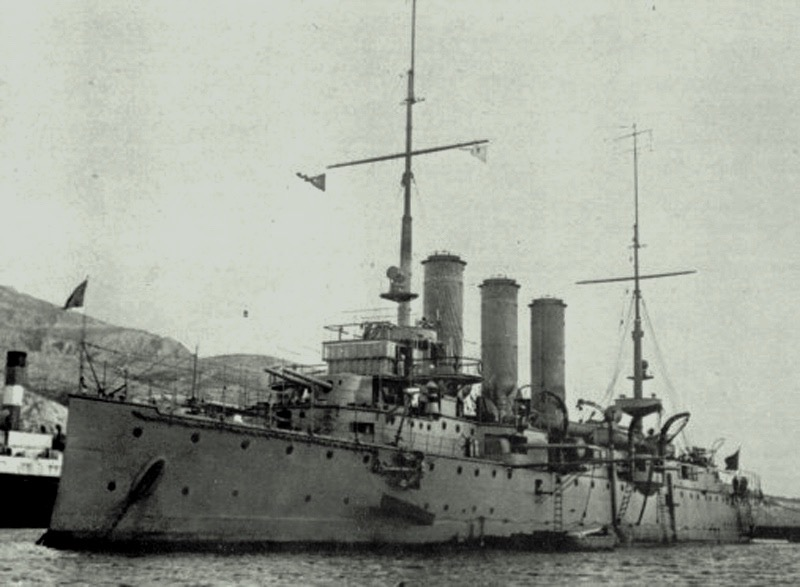
Reina Regente (1906)

### Uruguay
- Montevideo (1885) – ex ital. Dogali, 1908 angekauft, bis 1910 Veinticinco de Agosto

Montevideo, noch als ital. Dogali

### Vereinigte Staaten
- Atlanta-Klasse
  - USS Atlanta (1884)
  - USS Boston (1884)
- USS Chicago (1885)
- USS Newark (C-1) (1890)
- USS Charleston (C-2) (1888)
- USS Baltimore (C-3/CM-1) (1888)
- USS Philadelphia (C-4) (1889)
- USS San Francisco (C-5/CM-2) (1889)
- USS Olympia (C-6) (1892) – Museumsschiff im Independence Seaport Museum, Philadelphia, Pennsylvania
- Cincinnati-Klasse
  - USS Cincinnati (C-7) (1892)
  - USS Raleigh (C-8) (1892)
- Columbia-Klasse
  - USS Columbia (C-12) (1892)
  - USS Minneapolis (C-13) (1893)
- New-Orleans-Klasse
  - USS New Orleans (1896, urspr. brasilian. Amazonas) – 1898 angekauft
  - USS Albany (1899, urspr. brasilian. Almirante Abreu) – 1898 angekauft
- Denver-Klasse
  - USS Denver (C-14) (1902)
  - USS Des Moines (C-15) (1903)
  - USS Chattanooga (C-16) (1903)
  - USS Galveston (C-17) (1903)
  - USS Tacoma (C-18) (1903)
  - USS Cleveland (C-19) (1901)

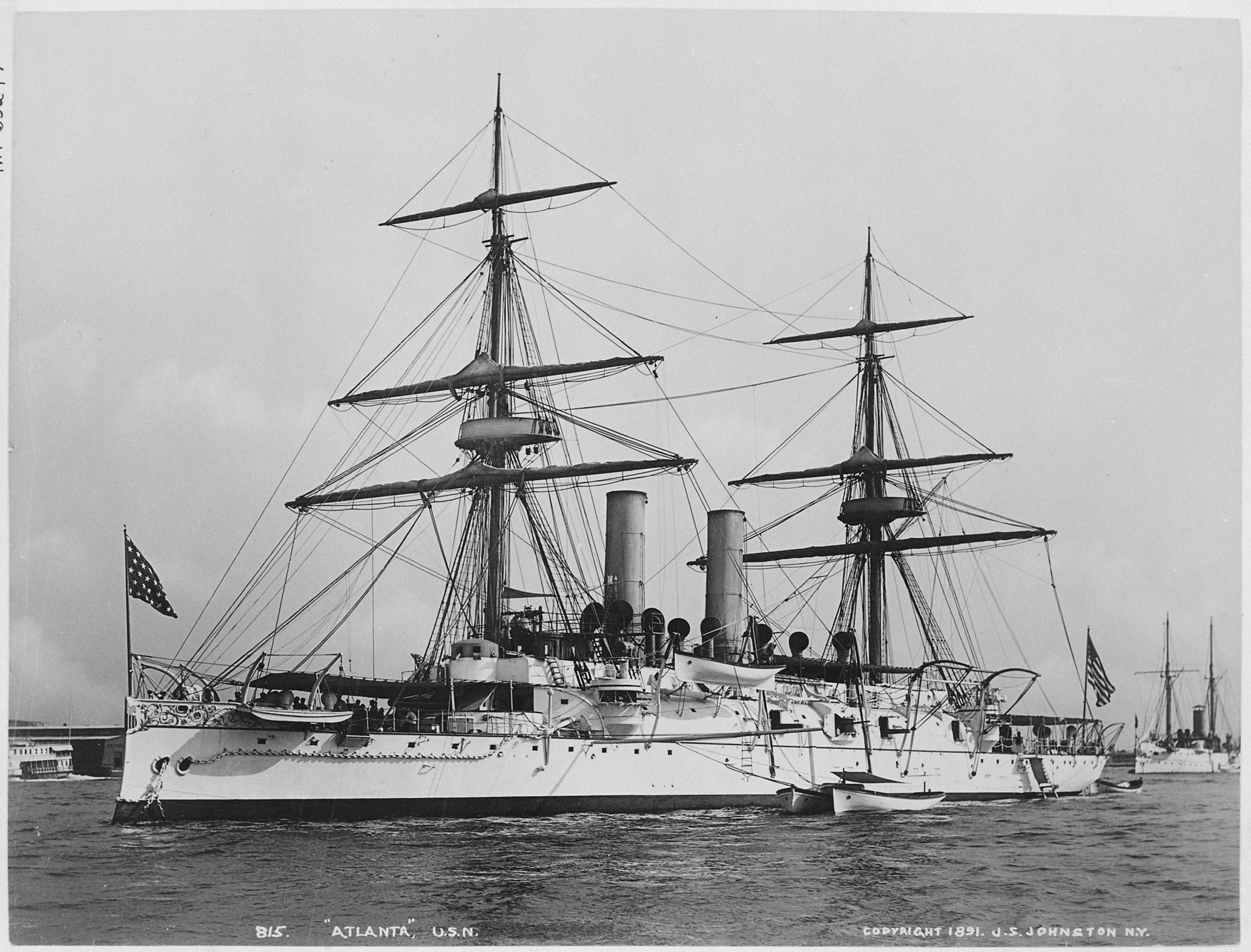
USS Atlanta
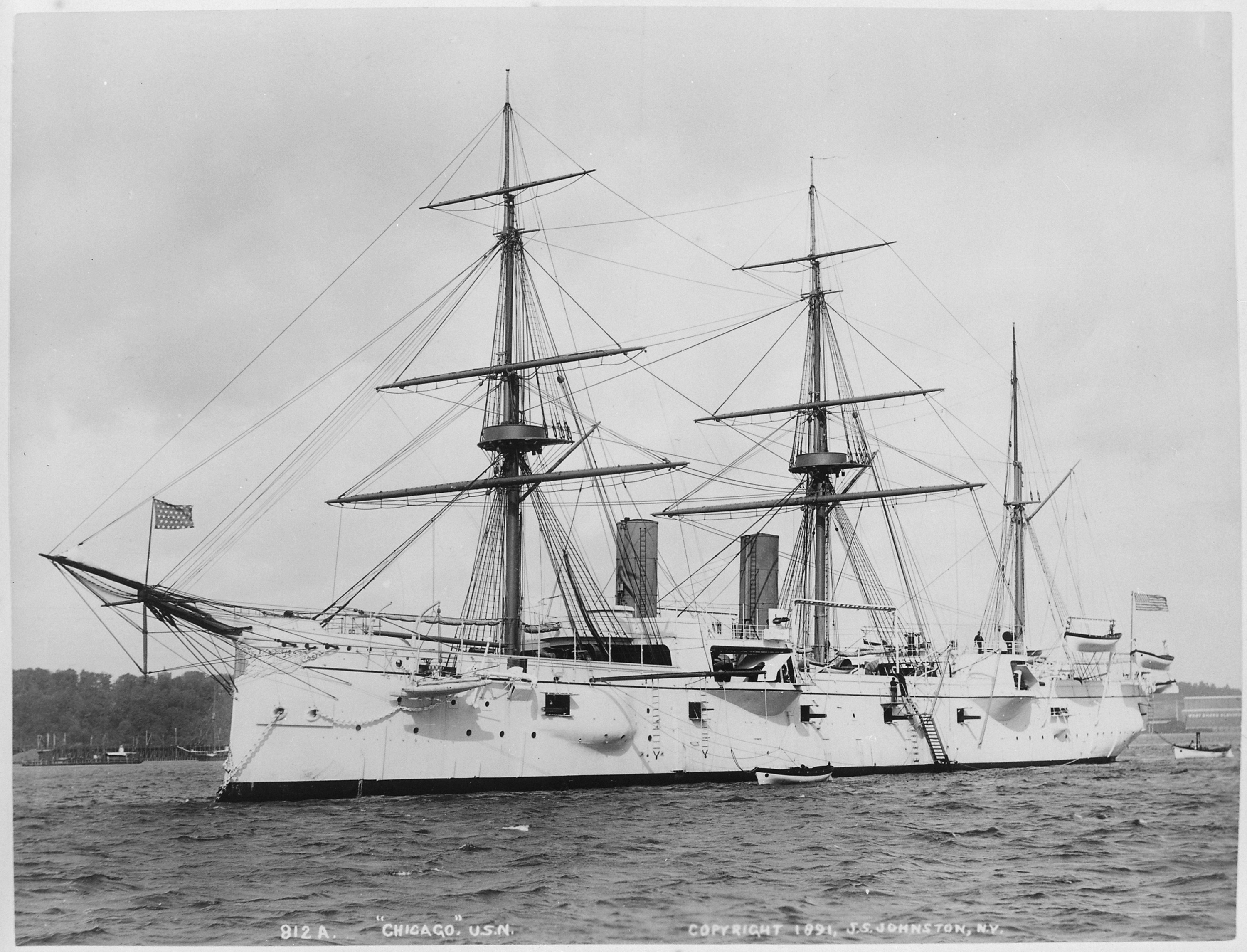
USS Chicago
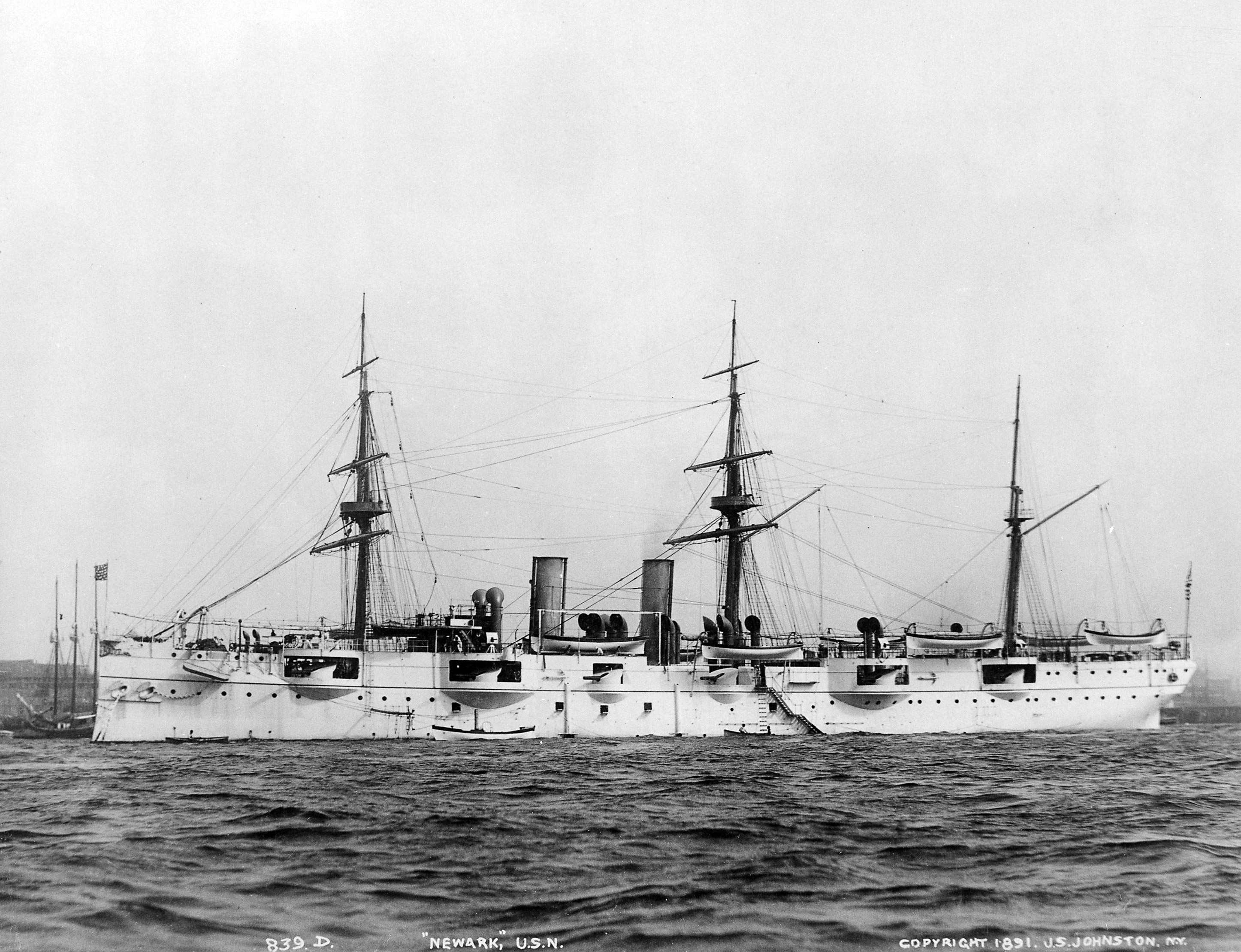
USS Newark (C-1)
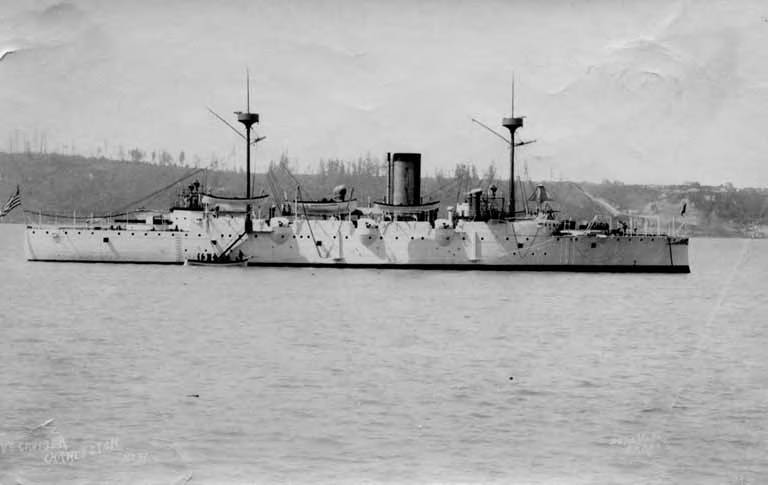
USS Charleston (C-2)
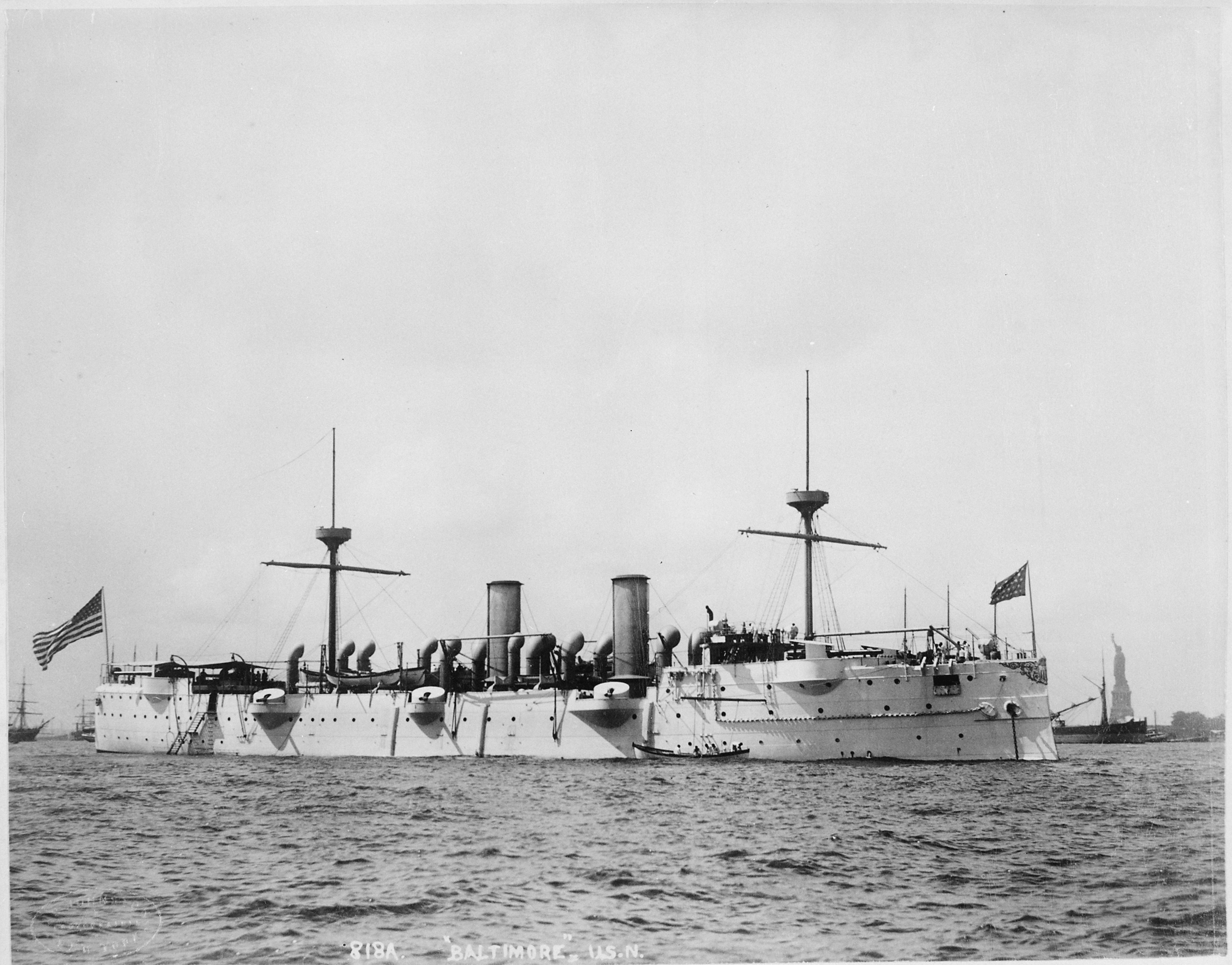
USS Baltimore (C-3)
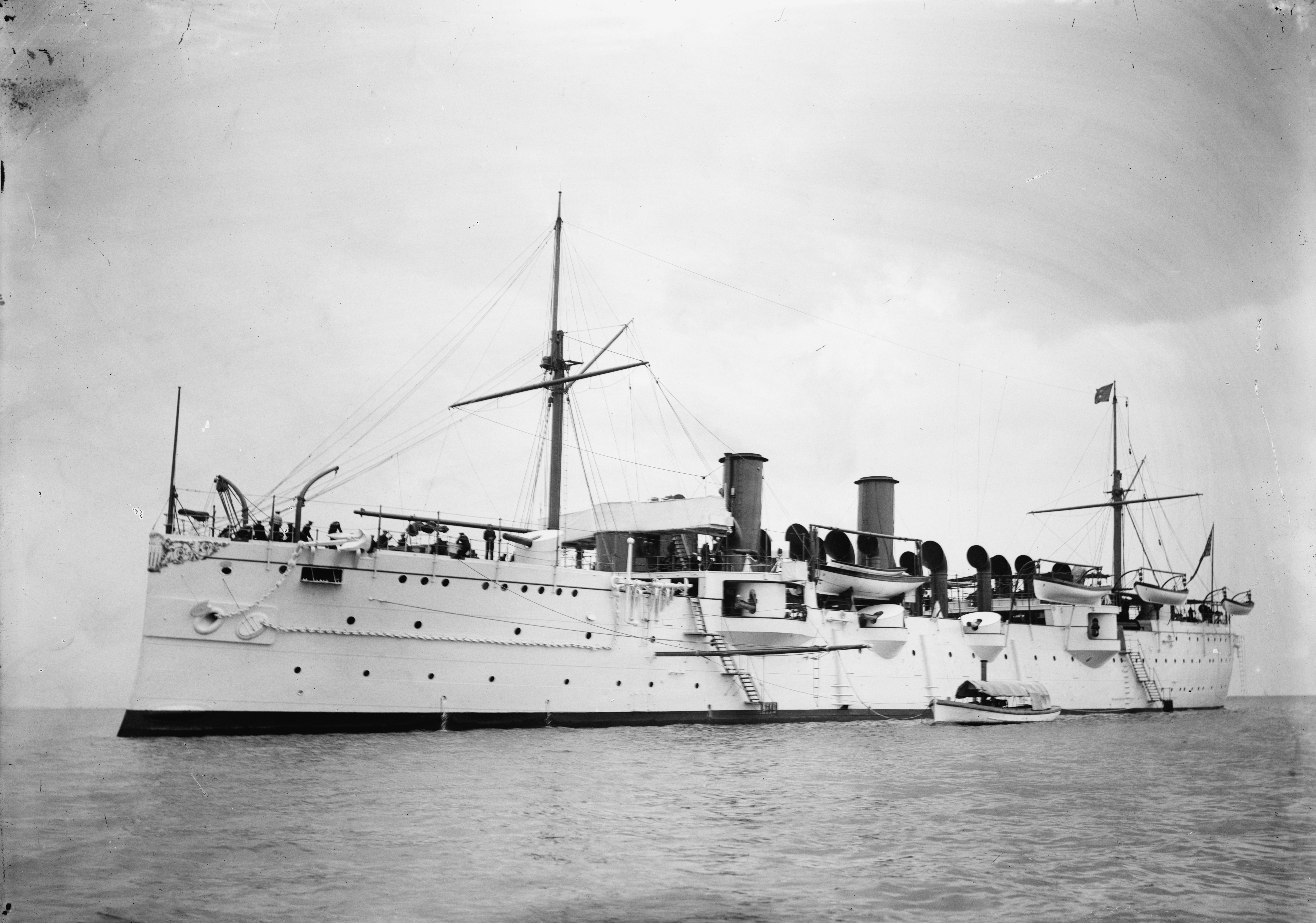
USS Philadelphia (C-4)
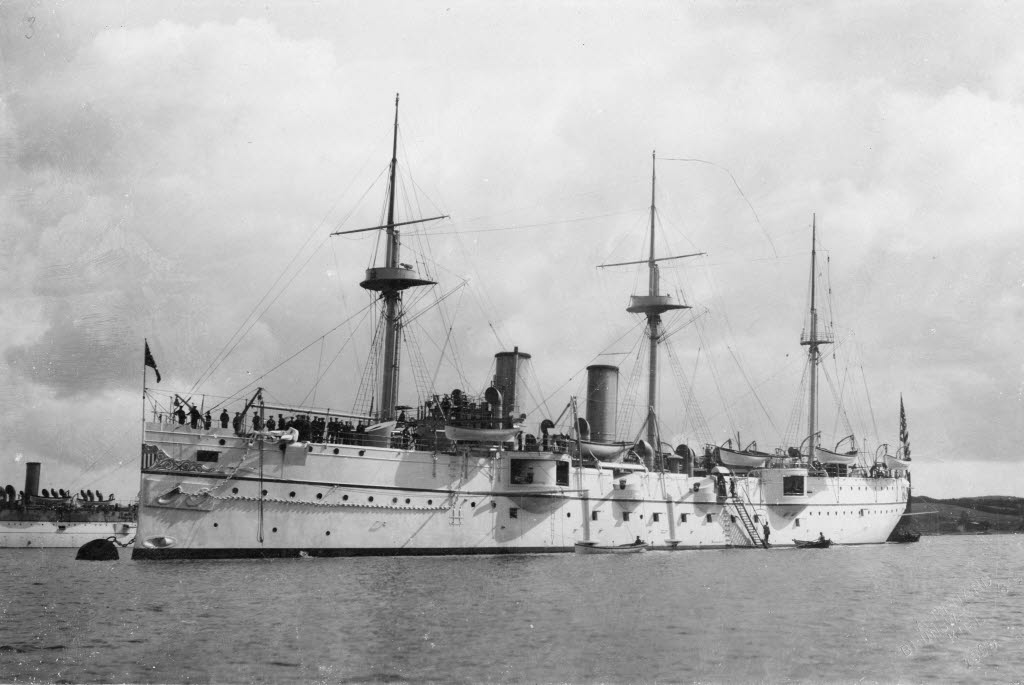
USS San Francisco (C-5)
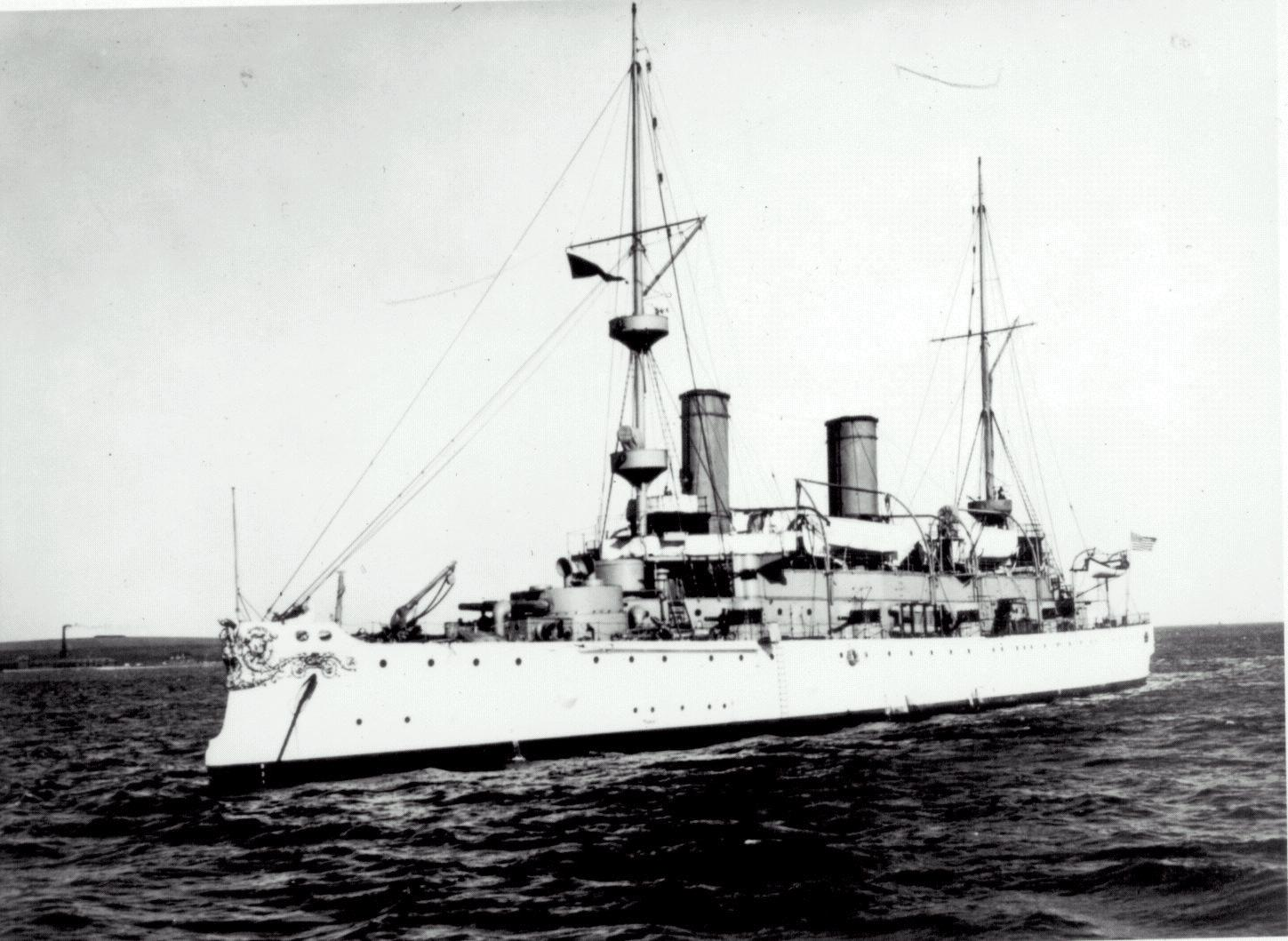
USS Olympia (C-6)
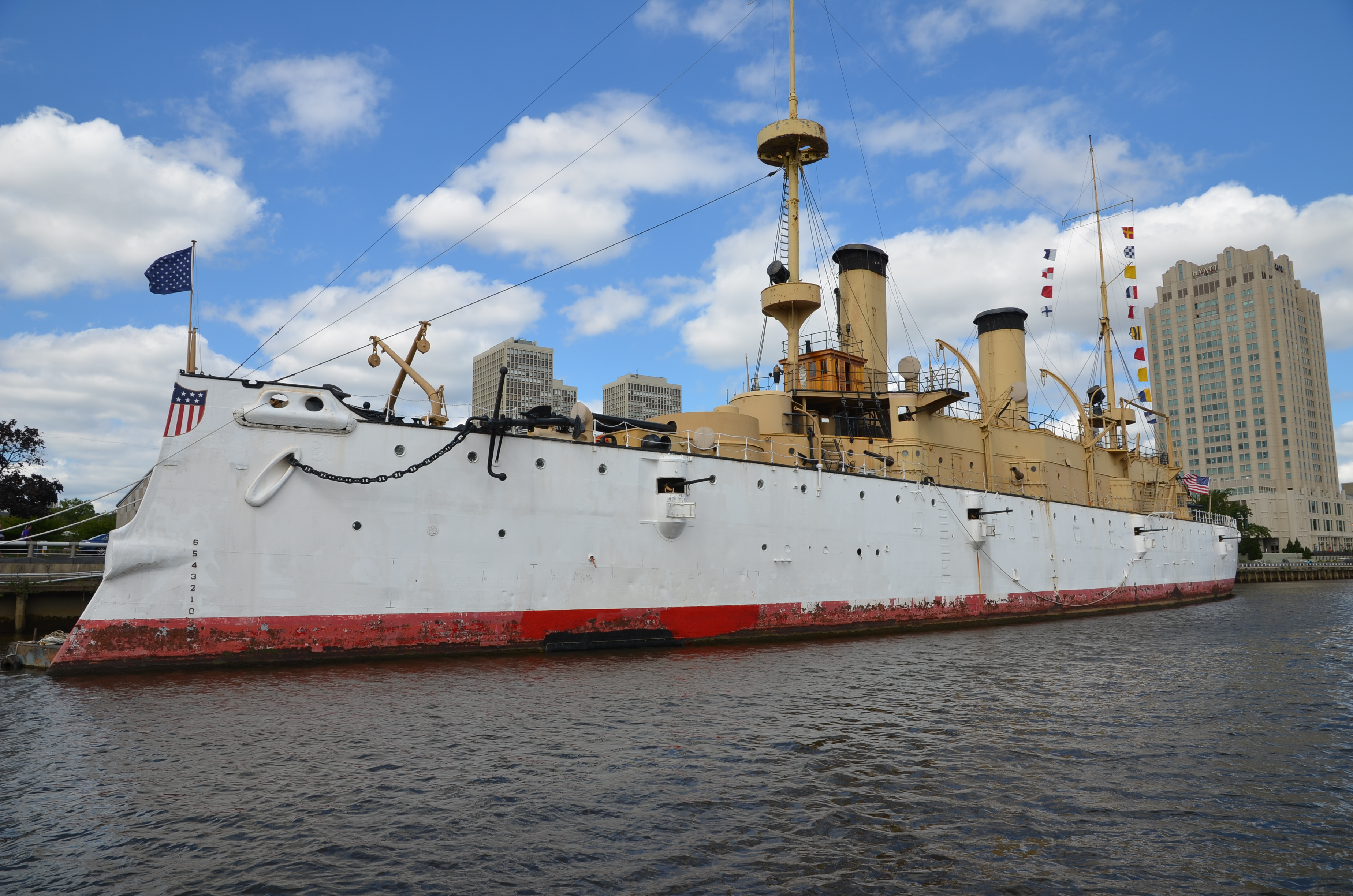
USS Olympia als Museumsschiff
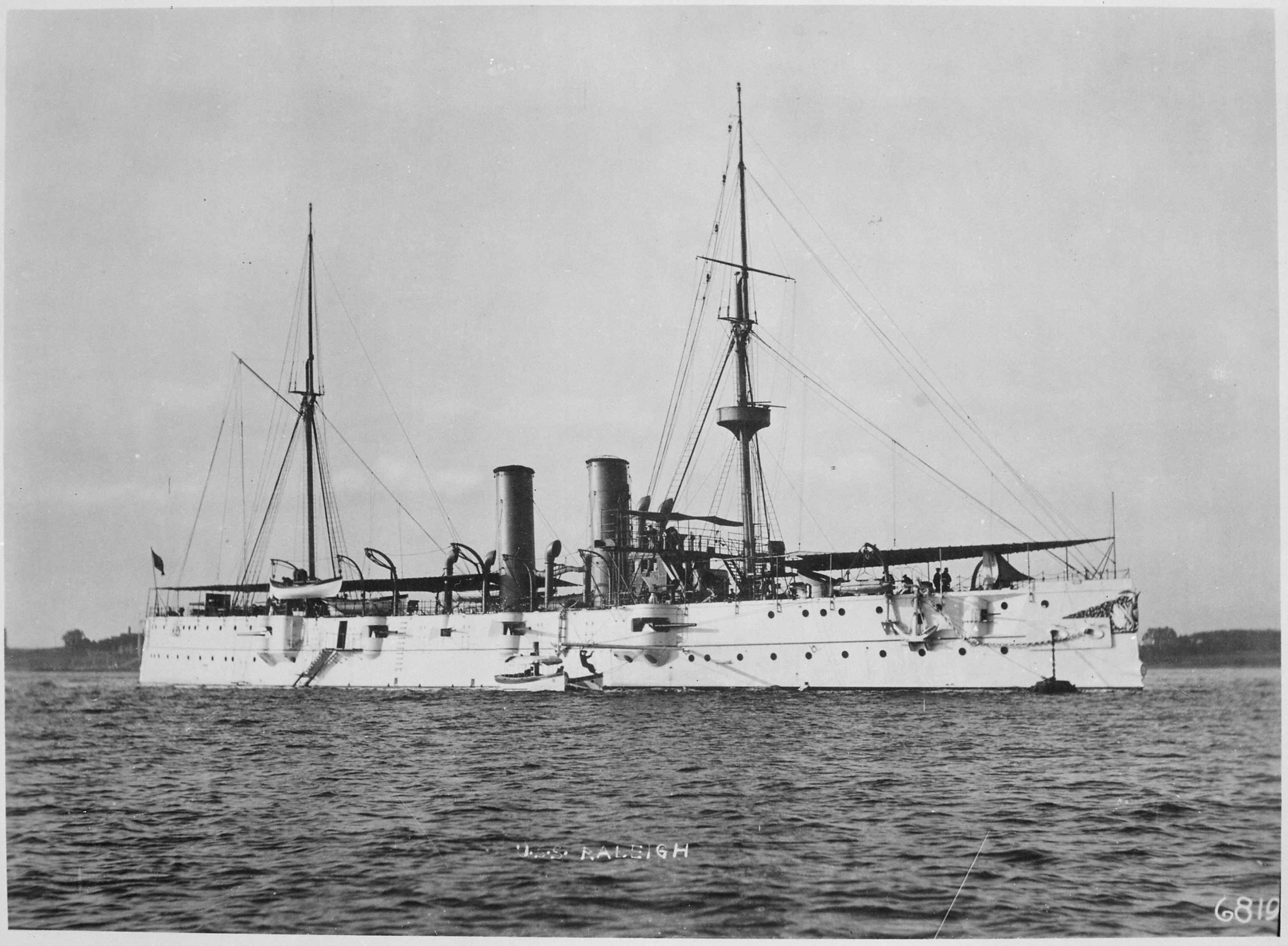
USS Raleigh (C-8)
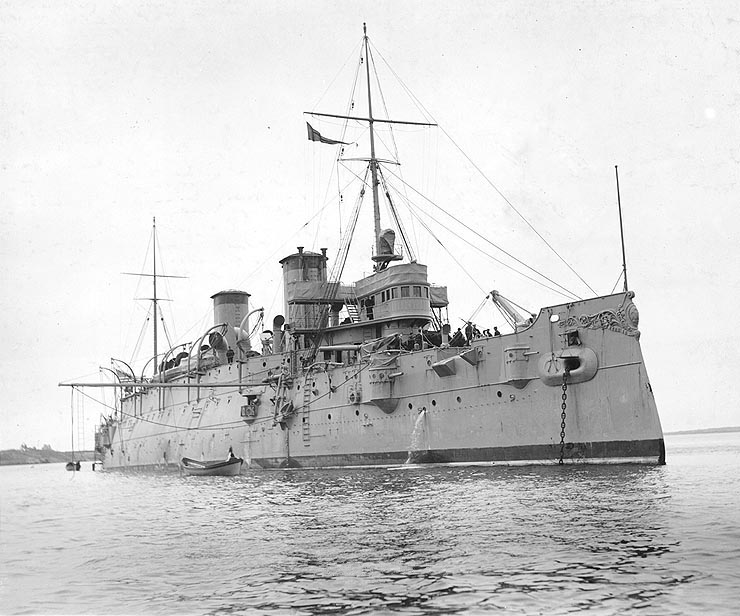
USS Minneapolis (C-13)
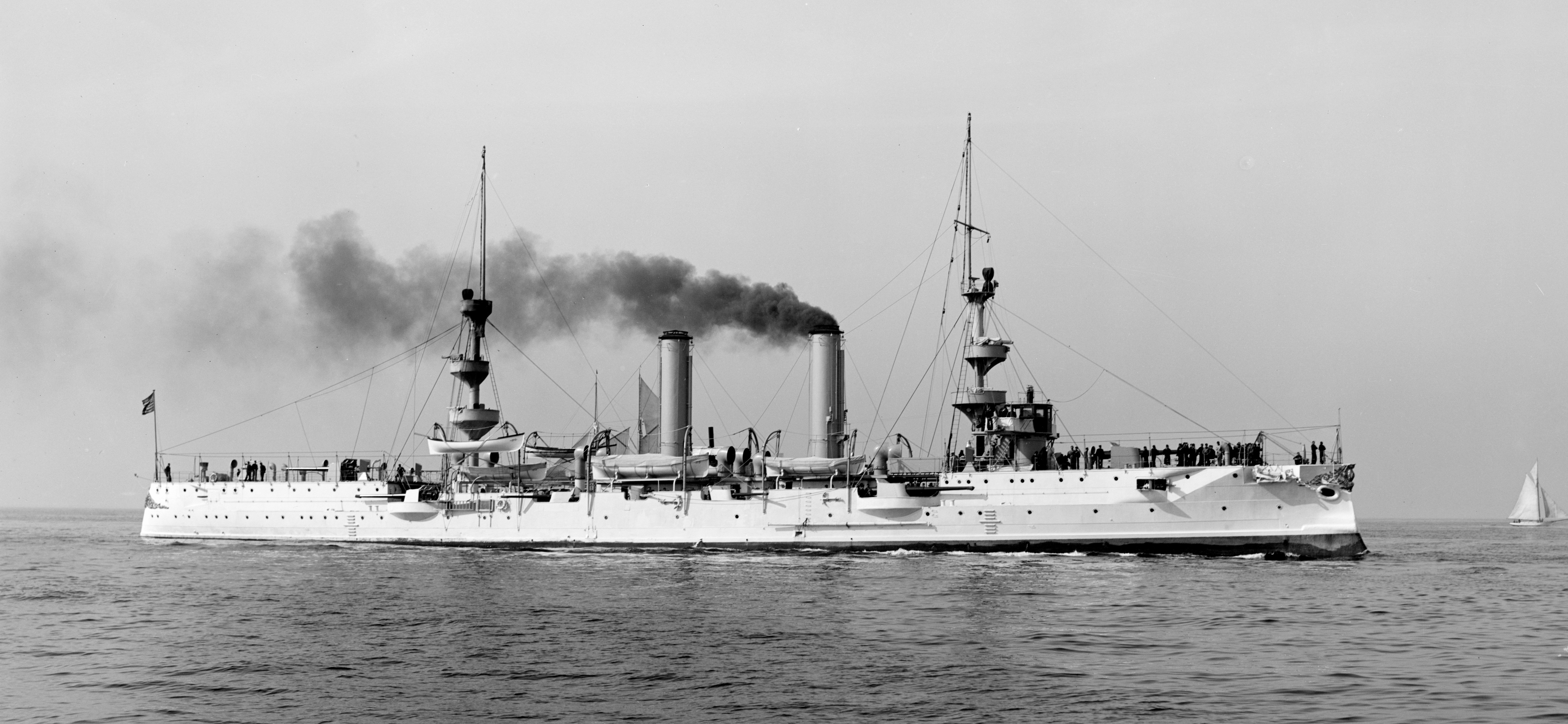
USS New Orleans
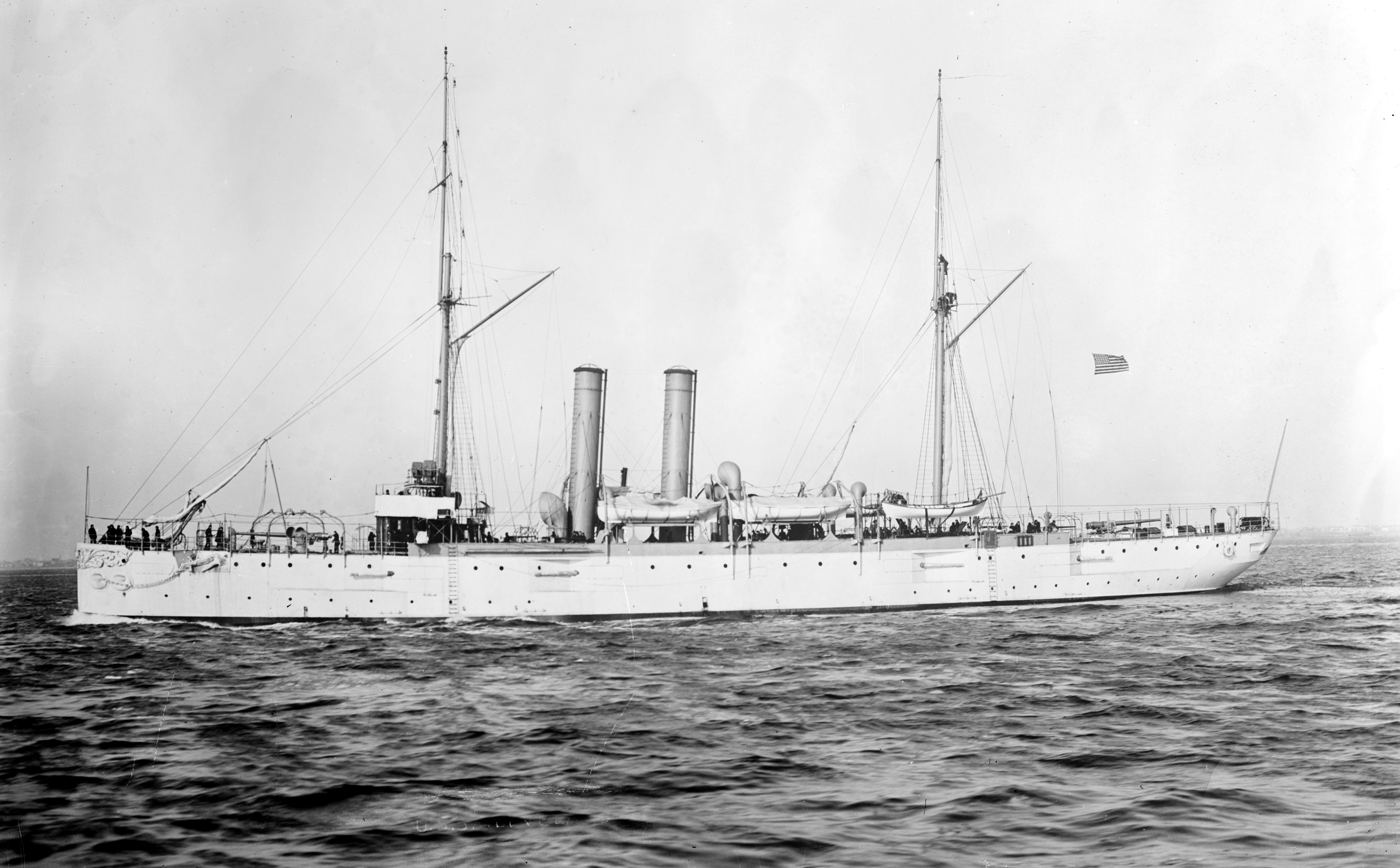
USS Cleveland (C-19)